# F–16 Fighting Falcon
Az F–16 Fighting Falcon (Harci Sólyom) negyedik generációs, egy hajtóműves vadászbombázó repülőgép, amelyet az Amerikai Egyesült Államokban a General Dynamics fejlesztett ki, jelenleg a cégegyesülések után a Lockheed Martin gyártja. Eredetileg könnyű nappali vadászgépnek tervezték, azonban a mikroelektronika fejlődése folyamatosan tette lehetővé egyre fejlettebb fegyverek és berendezések integrációját, így napjainkban szinte minden fegyverfajtát bevethet, napszaktól és időjárástól függetlenül. Kategóriájának legsikeresebb repülőgépe, a legyártott gépek darabszáma a jelenlegi megrendelésekkel együtt eléri a 4300 darabot, a 24 üzemeltető országból 14 adott le összesen 52 alkalommal utánrendelést, Egyiptom például összesen hétszer, Izrael ötször rendelt a típusból. Gyártási költségeinek csökkentése érdekében a repülőgép számos alkatrésze csereszabatos más típusokéval, hajtóműve megegyezik az F–15 Eagle típuson alkalmazottal. Bár a fő megrendelő USAF már nem rendel a repülőgépből, az gyártásban marad valószínűleg a 2010-es évek második feléig is. Utódja az F–35 Lightning II lesz. A repülőgéppel 71 igazolt légi győzelmet értek el az üzemeltetők.
Az F–16 kiváló légiharc-képességekkel rendelkezik, ami a repülőgép aerodinamikai tulajdonságai, kedvező tolóerő-tömeg aránya, alkalmazott fegyverrendszerei, az elektronikus kormányvezérlő rendszer (Fly-by-wire) mellett főképp az olyan, a pilótafülkét érintő újításoknak köszönhető, mint a pilóta kilátását semmilyen irányban nem akadályozó buborék kialakítású kabintető, az oldalra helyezett (botkormányt helyettesítő) joystick, a HOTAS (Hands On Throttle And Stick, kezek a gázkaron és botkormányon) rendszerű pilótakabin, és a nagy túlterhelés alatt a pilóta gerincére nehezedő nyomást könnyebben elviselni és a célt szemmel követni segítő, 30 fokban hátradöntött katapultülés.
Az F–16 hivatalos neve „Fighting Falcon”. Ez volt az első repülőgépnév, melyet az USAF pályázat eredményeként, Joseph A. Kurdell őrmester javaslatát legjobbnak ítélve választott ki, 1976-ban. A pilóták gyakran „Viper”-nek hívják, ez a név a General Dynamics által használt megnevezés volt a fejlesztés korai szakaszában.

## Történet
Az USAF a hatvanas években kezdett el foglalkozni az akkori vadászbombázóit leváltó új repülőgéptípusokkal szemben támasztott igények megfogalmazásával. Az akkori koncepció szerint az összes vadász és vadászbombázó repülőgépüket két típussal, egy nehéz vadászrepülőgéppel (F–X program, később ez lett az F–15 Eagle) és egy könnyűvadásszal (ADF, Advanced Day Fighter – Fejlett Nappali Vadász) szerették volna leváltani.

### Vietnámi tapasztalatok
A koreai háború után kifejlesztett vadászrepülőgépekkel szemben támasztott fő elvárások a nagy sebesség és repülési magasság, a rádiólokátor és a légiharc-rakéták megléte voltak, ezzel szemben a manőverező légiharc megvívásához fontos jó kilátás, nagy manőverezőképesség, valamint a gépágyú beépítése másodlagos szempontokká váltak. A koncepció életképtelenségét a vietnámi háború bizonyította be: a Koreában elért 13:1 lelövési arányhoz képest a vietnámi háborúban néha csak 2:1 volt a légi harcban lelőtt repülőgépek aránya, pedig a vietnámi pilótákat általában gyengébben képzetteknek tartották, mint az amerikaiakat. A problémák fő oka az volt, hogy a manőverező légiharcot elavultnak tartották, ehelyett a látótávolságon túli, nagy hatótávolságú rakétákkal megvívott légiharcot gondolták a győzelem kulcsának, de az akkori lokátorokkal, bár a repülőgépeket tudták észlelni és követni, bizonyosan nem tudták megállapítani, hogy ellenséges, vagy saját repülőről van-e szó, ami miatt először szabad szemmel kellett a repülőgép ellenséges mivoltáról meggyőződni, természetesen megfelelően közelről. Az akkori AIM–7 Sparrow rakéták találati aránya is igen alacsony, 10% körüli volt.
A háború fő vadászrepülőgépének, az F–4 Phantom II-nek több problémája volt:
- Nagy méret: az ellenséges pilóták a nagy F–4-eseket sokkal messzebbről meglátták, mint az amerikaiak az apró MiG–21-eseket és MiG–17-eseket.
- Gyenge kilátás: a nagy sebességre optimalizált repülőgépek alacsonyabb légellenállás miatti kisebb méretű pilótakabinjaiból oldalra, lefelé és hátrafelé nagyon rossz volt a kilátás.
- Rossz manőverezőképesség: bár az F–4 maximum 7g túlterhelésre volt méretezve, ami akkor nagy értéknek számított, de a repülőgép nagyon hamar elvesztette a sebességét fordulók közben.
- Lomhaság: a manőverek változtatása nagyon hosszú időbe telt, nem lehetett meglepő, hirtelen manővereket végrehajtani
- Magas ár: a kor amerikai gépei drágák voltak, és nagy volt a karbantartási igényük
- A gépágyú hiánya: ez légi közelharcban sokat számított, az ellenséges repülőgépek gyakran túl közel voltak ahhoz, hogy rakétát lehessen ellenük indítani.
- Hatótávolság: bár az F–4 hatótávolsága általában elegendő volt, az intenzív manőverezés ezt alapvetően lecsökkentette.

### Fejlesztés

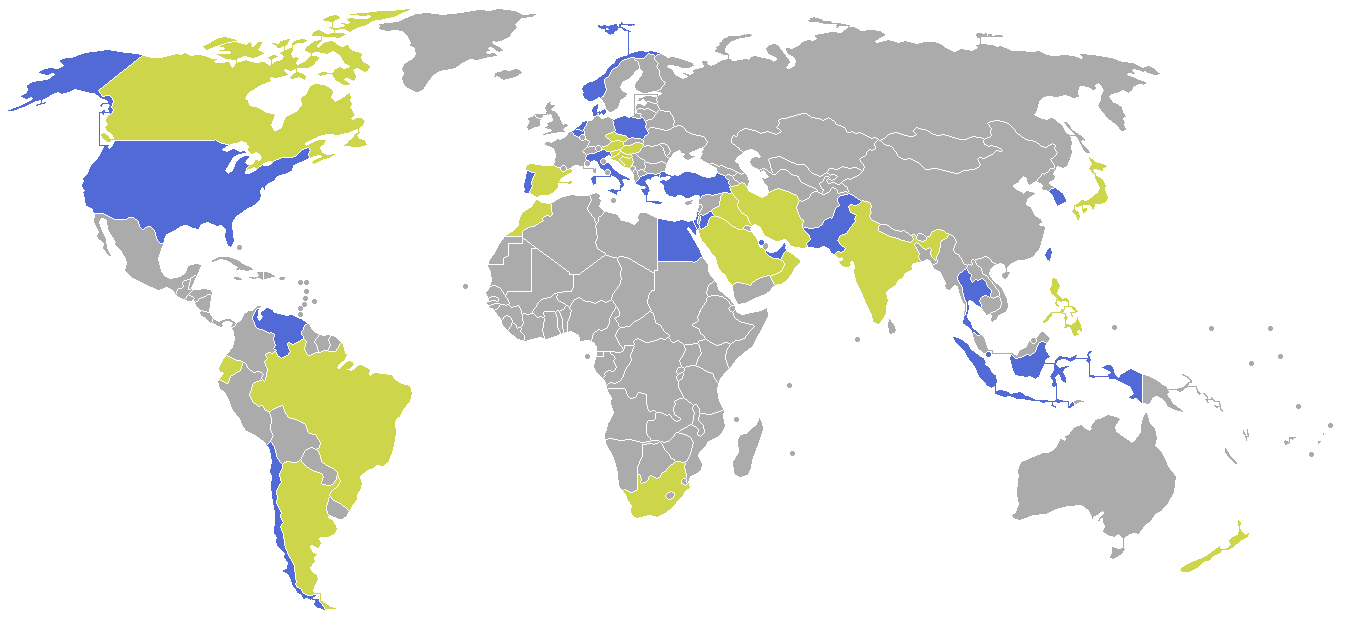
Az F–16 üzemeltetői, világtérképen
Kék: rendszeresítették a típust
Sárga: sikertelen, vagy tervezett pályázat

A szovjet MiG–25 fejlesztéséről érkező hírek miatt az ellenfeléül szánt nehézvadász, az F–15 fejlesztését gyorsították fel, az ADF tervet elnapolták. Az F–15 sok szempontból megfelelt a vietnámi tapasztalatoknak (például manőverezőképesség, gépágyú, kilátás), viszont még az F–4-esnél is bonyolultabb és drágább volt. Független szakértők egy csoportja, a „Vadászmaffia” („Fighter Mafia”), többek között John Boyd Koreát megjárt pilóta és teoretikus szerint viszont a repülőgép inkább visszalépést jelentett az F–4-hez képest, ezért lobbizni kezdtek egy olcsóbb vadászrepülőgép megépítéséért. Bár az USAF nem szeretett volna az F–15 mellé egy másik repülőgépet, a Kongresszusban és a Hadügyminisztériumban a terv támogatókra talált, nem utolsósorban azért, mert az F–15-ös túl drága volt ahhoz, hogy a szövetségeseknek exportálják. Végül, 1971-ben megkezdték a Light Weight Fighter (LWF, könnyűvadász) programot.
A programra az amerikai repülőgép-ipar felfigyelt, mert rájöttek, hogy nagy üzlet van az öregedő F–104 Starfighter és F–5 Tiger II repülőgépek lehetséges utódjának gyártásában, ezért a Boeing, a General Dynamics, a Vought, a Northrop, és a Rockwell készítettek tanulmányokat, mind egy hajtóműveset, csak a Northrop készített két hajtóműves tanulmányt is. A tervezett gépek meglepően hasonlóak voltak egymáshoz. A Boeing és a General Dynamics adta be a legjobb pályázatot, és a Northrop gépét támogatták a legkevésbé, de több, az F–104 katasztrofális baleseti statisztikáját a saját bőrén megtapasztaló külföldi vevő félt az egy hajtóműves koncepciótól, ezért a Northrop is megkapta a prototípus elkészítésére a megrendelést, a Boeing viszont így elesett a lehetőségtől.
Időközben európai országok, Hollandia, Belgium, Norvégia és Dánia megalapították a Multinational Fighter Program Group-ot, hogy közösen vásároljanak utódot kiöregedő vadászgépeik helyett, csökkentve ezzel a kiadásaikat. Az Amerikai Haditengerészet is keresett egy olcsóbb és egyszerűbb alternatívát F–14 Tomcat repülőgépeinek (VFAX program), és a Kongresszus utasította, hogy az időközben ACF-re (Air Combat Fighter, Légiharc-vadász) átnevezett program gépei közül válasszanak. Az USAF vezetői ennek örültek, mert a tervezett haditengerészeti repülőgép több feladatú kellett, hogy legyen, az ACF program így nem volt közvetlen konkurense a csak vadászrepülőgép F–15-nek.

### Prototípusok

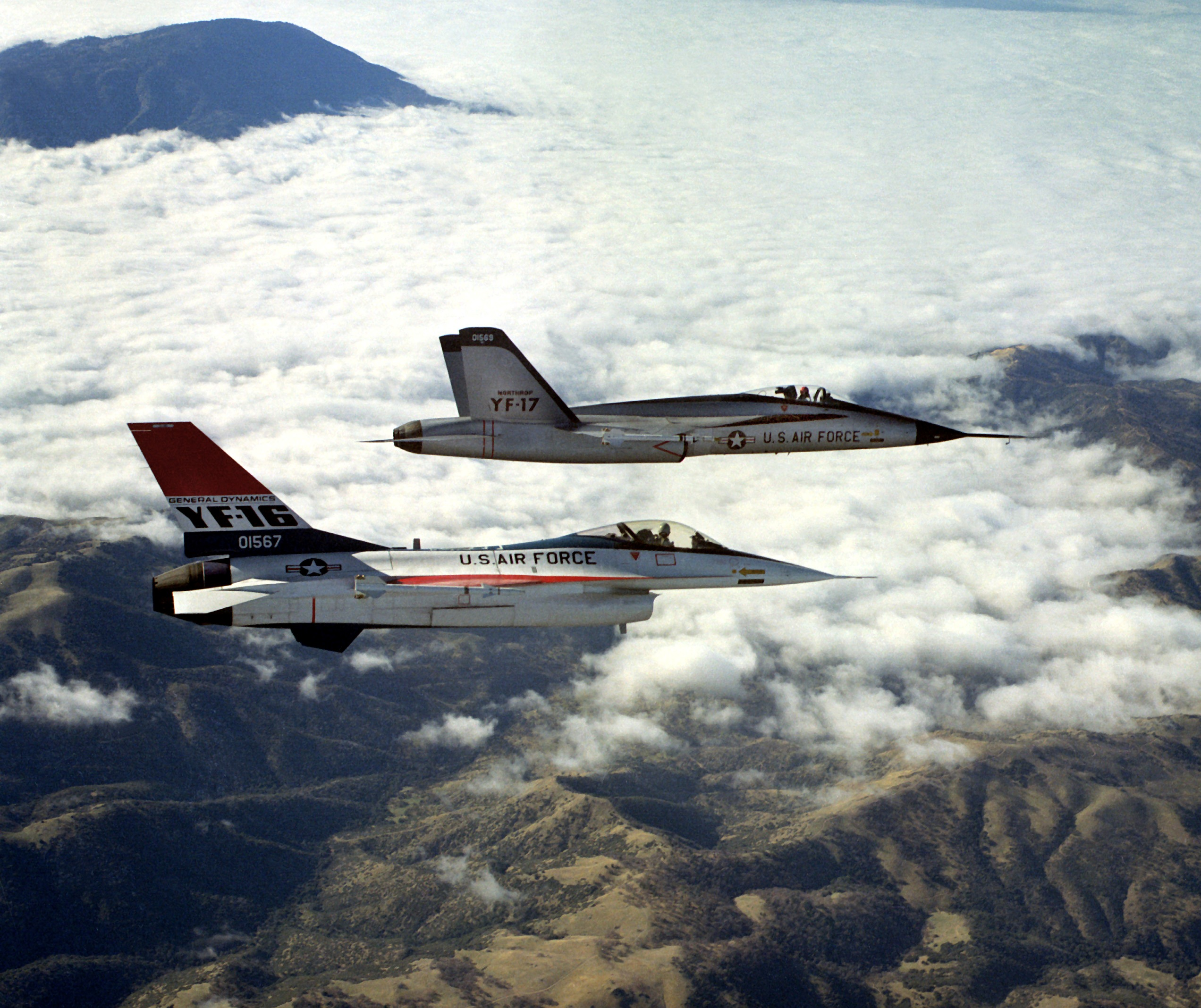
Az YF–16 prototípus az YF–17 Cobra repülőgéppel géppárban

A Northrop YF–17-ese konzervatív terv volt, két hajtóművel, az YF–16 viszont teljesen új megoldásokat tartalmazott, többek között a Pratt & Whitney F100 utánégetős kétáramú gázturbinás sugárhajtóművet. Bár a két hajtómű általában biztonságosabb, éles helyzetben egy vadászrepülőgép képtelen lenne egyetlen működő hajtóművel hazamenekülni, emellett két hajtómű kétszer annyi hibalehetőséget és karbantartást is jelent. Az USAF vezetői az alacsonyabb beszerzési és fenntartási költségek, valamint az F–15-tel közös hajtómű miatt az F–16-ot választották, így ugyanis több pénzt tudtak szánni a nekik kedvesebb nagyobb repülőgépre. A General Dynamics kiválasztása politikai szempontból is jó gondolatnak tűnt, mert a cég éppen az F–111 Aardvark gyártásának a végén tartott, így megrendelést tudtak adni az egyébként nehéz helyzetbe kerülő cégnek. Az európai vásárló országok mindkét repülőgép vásárlását megfontolták a Dassault Mirage F1 és a Saab JA 37 Viggen mellett, és ők is az F–16-osból vásároltak, összesen 348 darabot, amelyet a SABCA (Belgiumban) és a Fokker (Hollandiában) gyártott le. A Navy viszont nem tudott egyhajtóműves repülőgépet elképzelni a repülőgép-hordozóin, ezért ők az YF–17 prototípust választották, ebből lett később az F/A–18 Hornet.

## Gyártás
Az F–16-ost eredetileg két változatban gyártották, az F–16A együléses, az F-16B kétüléses, kiképző verzió. Az első F–16A összeszerelését 1975 augusztusában kezdték el, 1976 decemberében repült, a típus 1979 januárjában állt hadrendbe a 388. Taktikai Vadászezrednél. Ugyanebben a hónapban kapta meg az első repülőgépét a Belga Légierő is, így az F–16 lett az első repülőgép, amelyet egyszerre kezdtek gyártani amerikai és külföldi légierőknek.
Az F–16B kétüléses változata elsősorban kiképzési célokat szolgál, a második ülést az első mögött helyezték el, a tüzelőanyag és az elektronika rovására. Általában a növendék elöl, az oktató hátul ül.
Az 1980-as évek végén az F–16A/B-t az F–16 C/D változat követte, melyben korszerűbb avionika és hajtómű van. A gépet a gyártás során folyamatosan továbbfejlesztették, a gyártási sorozatok (Block) száma meghatározó fejlesztéseket tükröz. A repülőgép üres tömege folyamatosan nőtt, 7800 kg-ról (F–16A Block 10) 9600 kg-ra (F–16C Block 50).
Az USAF jelenleg a Block 40/42 és 50/52 sorozatú gépeket használja, a régebbi, Block 25/30/32 gépeket a Légi Nemzeti Gárda és a Légierő Tartalék kapta meg, az F–16A repülőgépeket már túlnyomó részt kivonták a rendszerből és konzerválták.
Az F–16 tervezett utóda az F–35 Lightning II lesz, kissé jobb manőverezőképességgel, és ami sokkal fontosabb, lopakodó tulajdonságokkal, ami a jövő harcterén létfontosságú.
Gyártási helyek, melyek a General Dynamics-el és később a Lockheed Martinnal együttműködtek
1. Fort Worth, Texas, USA: a GD/LM fő gyártóközpontja.
2. Európa (Fokker, Sabca): a BeNeLux államok részére végzett gyártást az 1980-as években, majd azután a korszerűsítési programokban is aktív szerepet vállal.
3. Törökország, a Turkish Aircraft Industries, INC. (TUSAS) 240 F–16C/D-t gyártott a Török Légierő részére 1980-as és 1990-es években, továbbá 46 gépet szerelt össze az Egyiptomi Légierő számára. A 2000-es években Török Légierőnek olyan önálló korszerűsítési programot szervezett Lockheed Martinnal együttműködve, amely már nem illeszthető be az amerikai Block-sorozatba.
4. Izrael: az Izraeli Légierő számára az Elbit többféle korszerűsítési programot dolgozott ki, melyek szintén nem illeszthetőek be a Block-sorozatba.
5. Dél-Korea

## Szerkezeti felépítés
Az F–16 egyhajtóműves, többcélú vadászbombázó repülőgép. M61 Vulcan beépített gépágyúja mellett rakéták és bombák széles választékát hordozhatja.
A tervezés kezdetétől fogva az F–16-ost költséghatékony „igáslónak” szánták, amely sokféle célra használható, magas hadrafoghatósággal. Elődeinél sokkal egyszerűbb és olcsóbb, de fejlett aerodinamikai kialakítása és korszerűbb avionikája (többek között a világon először alkalmazott számítógépes vezérlőrendszer, a „fly by wire”, ami miatt az Electric Fighter becenevet is kapta) nagyobb teljesítményt eredményez.

### Ergonómia és jó kilátás a pilótakabinból

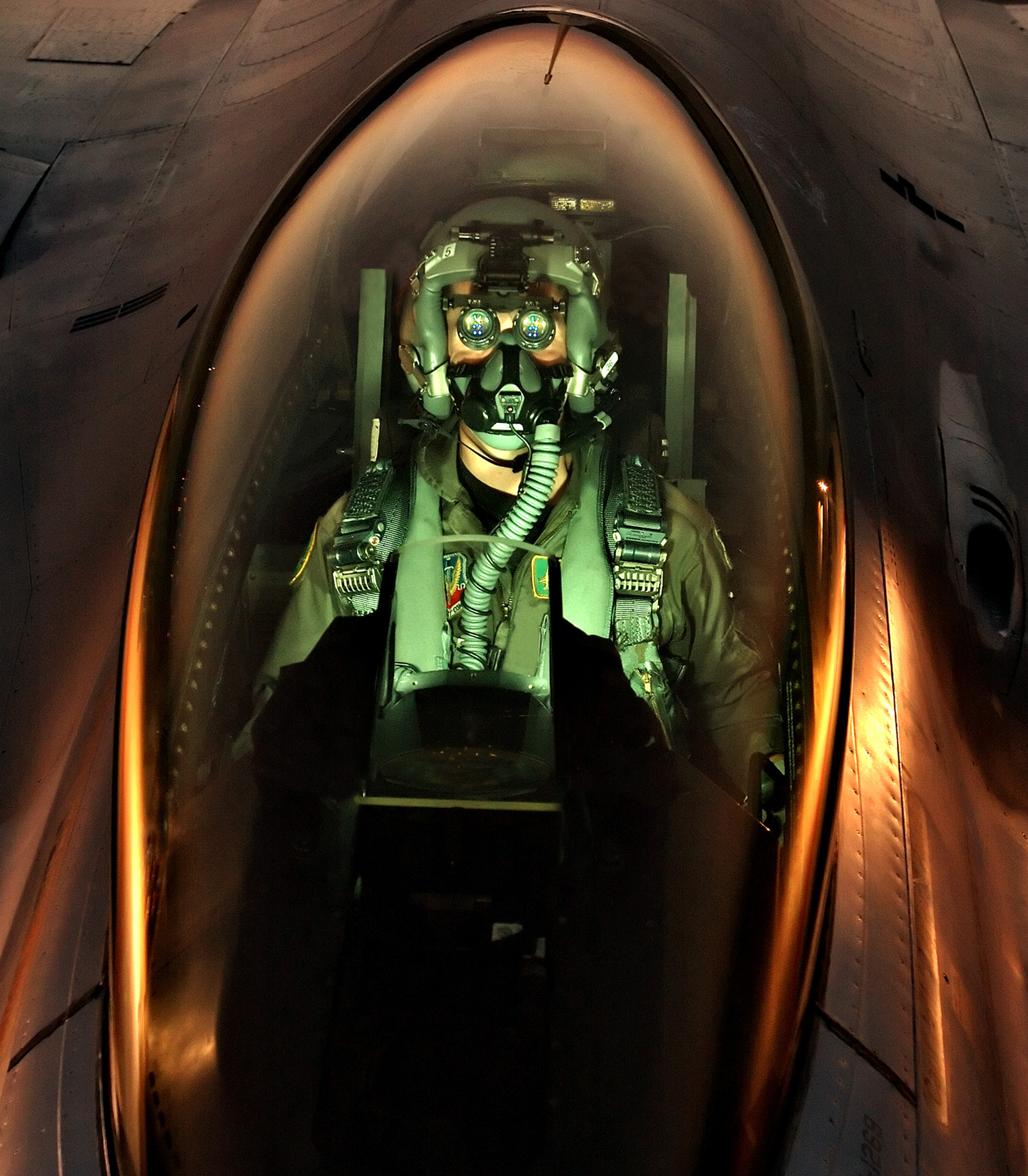
A Vermonti Nemzeti Gárda egyik F–16-osa. A buborék formájú kabintetőn keresztül nagyon jó kilátás nyílik, a pilóta éjjellátó szemüveget visel.

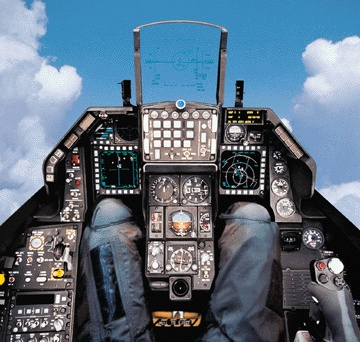
F–16C műszerfala

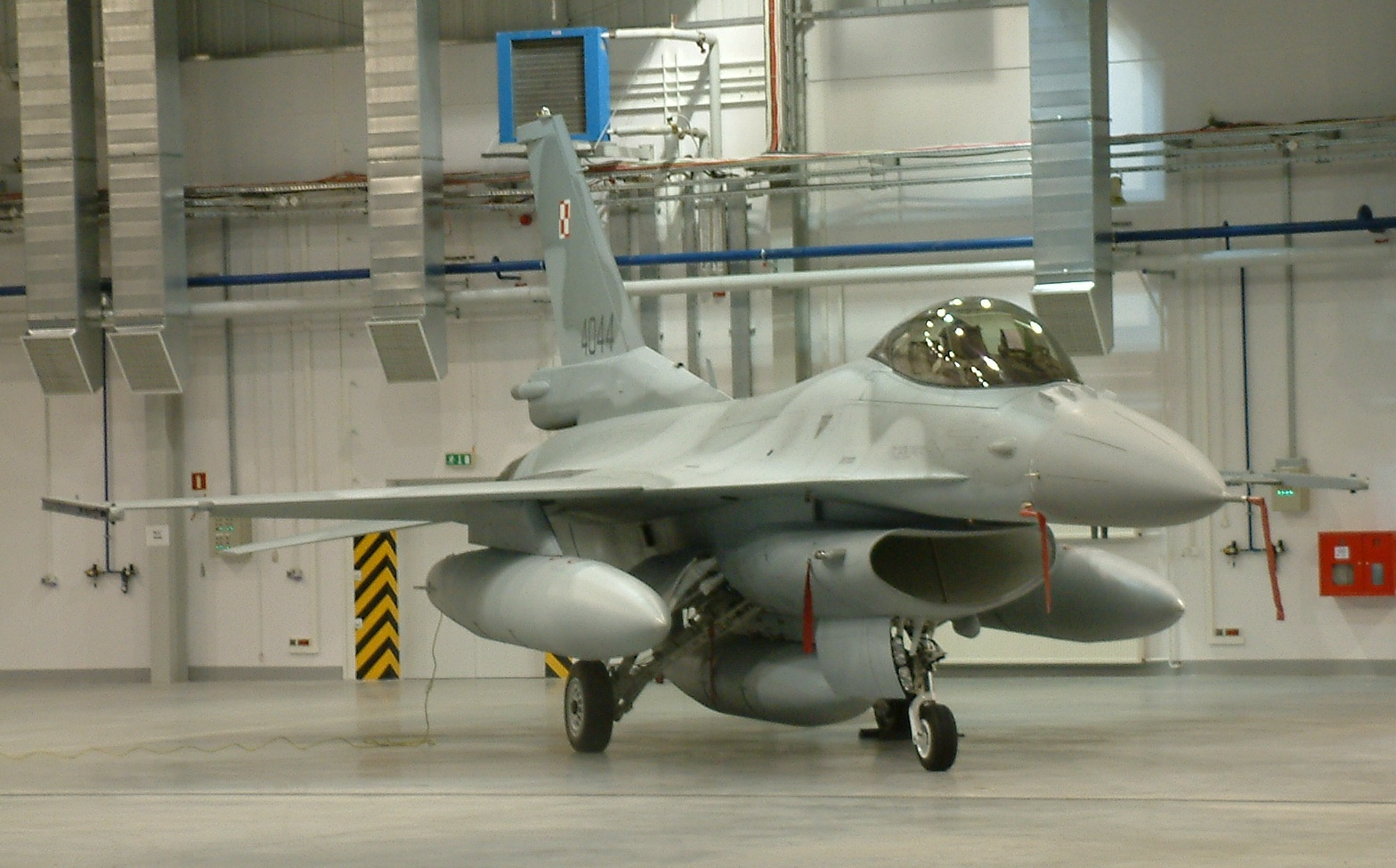
A Lengyel Légierő első F–16-osa közvetlenül leszállítása után, 2006. november 11-én, bázisán Poznańban. Jól látszik a gép buborék formájú kabinteteje és az NSI beömlőnyílás

Az F–16 pilótája magasan ül a repülőgép törzsében, a plexiből készült kabintető merevítője mögötte van, a látóterén kívül. Ez, és a buborék formájú kabintető akadálymentes kilátást biztosít, ami a manőverező légiharcban létfontosságú. A merevítő nélküli kabintető egy szokatlan tulajdonsága, hogy nincsen repülés közben szélzaj, ami a pilótát segíthetné, ha a sebességmérő elromlik. Hagyományos repülőgépeken a szélzajból a pilóta meg tudja a gép sebességét becsülni.
A pilóta katapultülése 30 fokban hátra van döntve, ami a tervezők szerint a légiharc közben fellépő nagy túlterhelések elviselésében segít (más repülőgépeknél a katapultülés csak kb. 13 fokban van hátradöntve). Ez viszonylag kis mértékben csökkenti a pilótára ható erőket. Mivel a pilóták a jobb kilátás érdekében fejüket repülés közben is vízszintesen tartják, a döntött üléselrendezés miatti nagy nyaki terhelés hosszabb távon ortopéd problémákat okoz, ezért az F–16-ost a pilóták 40 éves koruk után általában nem repülik.
A botkormány a pilóta jobb kezénél van elhelyezve, ami a nagy túlterhelésű manőverek közben kényelmesebb, mint a hagyományos, lábak közötti kormány. A HUD (Head Up Display) a pilóta elé vetíti a fontos információkat, ezért nem kell lenéznie a műszerfalra.

### Számítógépes irányítás (Fly by wire)
Az F–16 számítógépes irányítórendszert használ, a pilóta botkormánya és a repülőgép kormányfelületei között nincsen mechanikus kapcsolat. A számítógépes vezérlés az instabil aerodinamikai kialakítás miatt szükséges.
A botkormány és a kormányfelületek közötti mechanikus kapcsolat hiánya egy szokatlan tulajdonsághoz vezetett: a kormányfelületek eredetileg nem tudták a botkormányt mozgatni, ezért a pilótának nem volt tudomása a kormányfelületekre ható erőkről. Később a botkormányba olyan mechanikát építettek (hasonlóan a mai számítógépes botkormányokhoz), ami ellenerő-hatással jelez vissza, ez segít a pilótának a repülőgépre ható erők érzékelésében. Emellett a botkormányoknak nem volt holtjátéka sem, ami a mechanikus szerkezetekhez szokott pilótákat nagyon zavarta, ezért a mai botkormányok néhány millimétert mozoghatnak.
A számítógép másodpercenként több ezer számítást és korrekciót végez, a pilótát felszabadítva, hogy csak a feladatra kelljen koncentrálnia, emellett megakadályozza, hogy a pilóta veszélyes repülési manővert végezzen, például átessen a repülőgéppel. A pilóták szerint nem a pilóta vezeti az F–16-ost, hanem az F–16-os a pilótát. A korai gyártású gépek közül számos példányt idő előtt selejtezni kellett vagy javításuk vált szükségessé, mivel a repülésvezérlő rendszer nem volt felkészítve a pilóták által kiváltott nagy gyorsulású manőverek korlátozására, így a fürge gépet a pilóták „szétrepülték”, a törzskeretek a gyakori nagy terheléstől megrepedtek.
A számítógépes irányítórendszer kritikusai szerint a rendszer drasztikusan csökkenti a repülésbiztonságot a számos hibalehetőség miatt (például szoftverhibák, kifagyások), több típusnál ezért a számítógépes rendszer hibája esetére meghagytak mechanikus tartalékrendszert is, de a hibákkal szembeni félelem nem igazolódott be. A légköri nukleáris robbantások okozta erős elektromágneses sugárzás (EMP effektus) fizikailag megrongálhatja, akár tönkre is teheti a félvezetős elektronikát – például a repülésvezérlő számítógépeket – de a hidegháború végével ennek a fenyegetésnek a jelentősége csökkent.

### A szárny és csatlakozása a törzshöz
Az 1960-as évek aerodinamikai kísérletei bizonyították, hogy az örvény-felhajtóerő (vortex lift) hasznosítható erősen nyilazott szárnyak esetén, mint például a Concorde szárnya vagy a JA 37 Viggen kacsa-vezérsíkja esetén. Ilyen szárnyak esetén, amikor a szárny állásszöge nagy, a belépőél mentén egy örvénysor keletkezik, ami megreked a szárny fölött, és úgy viselkedik, mintha a szárny része lenne. Ez nagy állásszögeken megakadályozza az átesést. Az F–16 nyújtott törzs-szárny átmenete megerősíti ezeket a légörvényeket, ezáltal növeli a felhajtóerőt.
Az F–16, amely tulajdonképpen levágott végű és a törzsátmenetnél erősen nyilazott deltaszárnyat kapott, aerodinamikai kialakítását ennek a jelenségnek a kihasználása alapvetően befolyásolta, és ez az egyik fontos oka a jó manőverezőképességének.

### Instabil aerodinamikai kialakítás
Az aerodinamikailag instabil repülőgép, ha a repülés közben bármilyen behatás éri, megfelelő kormányzás nélkül elveszti stabilitását. A legtöbb repülőgépet aerodinamikailag stabilra tervezik, vagyis olyanra, ami beavatkozás nélkül visszatér az egyenes vonalú repüléshez, ha a zavar megszűnik (hasonlóan egy papírrepülőhöz). A stabil aerodinamikai kialakítás viszont akadályozza a nagy manőverezőképességet: a repülőgép manőverek közben is megpróbál visszatérni az egyenes vonalú repüléshez, azaz a pilóta ellen dolgozik. Az aerodinamikailag instabil repülőgépek emiatt jobban manővereznek, és számítógépes irányítórendszer segítségével pedig az instabilitás kordában tartható, a repülőgép képes a stabil repülésre.
Az YF–16 volt a világ első repülőgépe, ami aerodinamikailag instabil volt. A tulajdonságot hivatalosan enyhített statikus stabilitásnak (relaxed static stability) hívták. A hangsebesség alatt a repülőgép folyamatosan az irányíthatatlanság szélén táncol. Ezt a hajlamot folyamatosan ellenőrzi és kordában tartja az FLCC (Flight Control Computer – Repülésirányító Számítógép), későbbi gépeken a DFLCC (Digital Flight Control Computer – Digitális Repülésirányító Számítógép), lehetővé téve a stabil repülést. A hangsebesség felett a repülőgép aerodinamikailag stabilan viselkedik, a szárny-törzs átmenetnek köszönhetően.

### Futómű
A futómű egy orr- és két főfutós, úgynevezett tricikli elrendezésű. Az orrfutó a rendszerben tartás alatt nem változott, azonban a főfutók a Block 40/42-től kezdődően erősebb szerkezetűek a megnövekedett össztömeg miatt. Az első Block-sorozatoknak a Goodrich szállította a gumiabroncsokat, az orrfutó-abroncs mérete 18×5.5–8, a főfutó-abroncs mérete 25.5×8–14. Hidraulikus működtetésűek, földön való kormányzásra a lábpedálok által működtetett, a főfutókon elhelyezett dobfékek szolgálnak. Az orrfutó kényszerpályás, 32°-os szögben tud jobbra és balra kitérni, behúzás közben az orrfutó-kerék 90°-kal elfordul. A beömlőnyílás alá lett építve, hogy a futás közben felverődő tárgyak ne kerüljenek be a hajtóműhöz. Mindhárom felni alumínium-ötvözetből készül, a főfutó-felnik az idők folyamán módosultak, legalább háromféle van rendszerben az F–16-családban.

## Fegyverzet

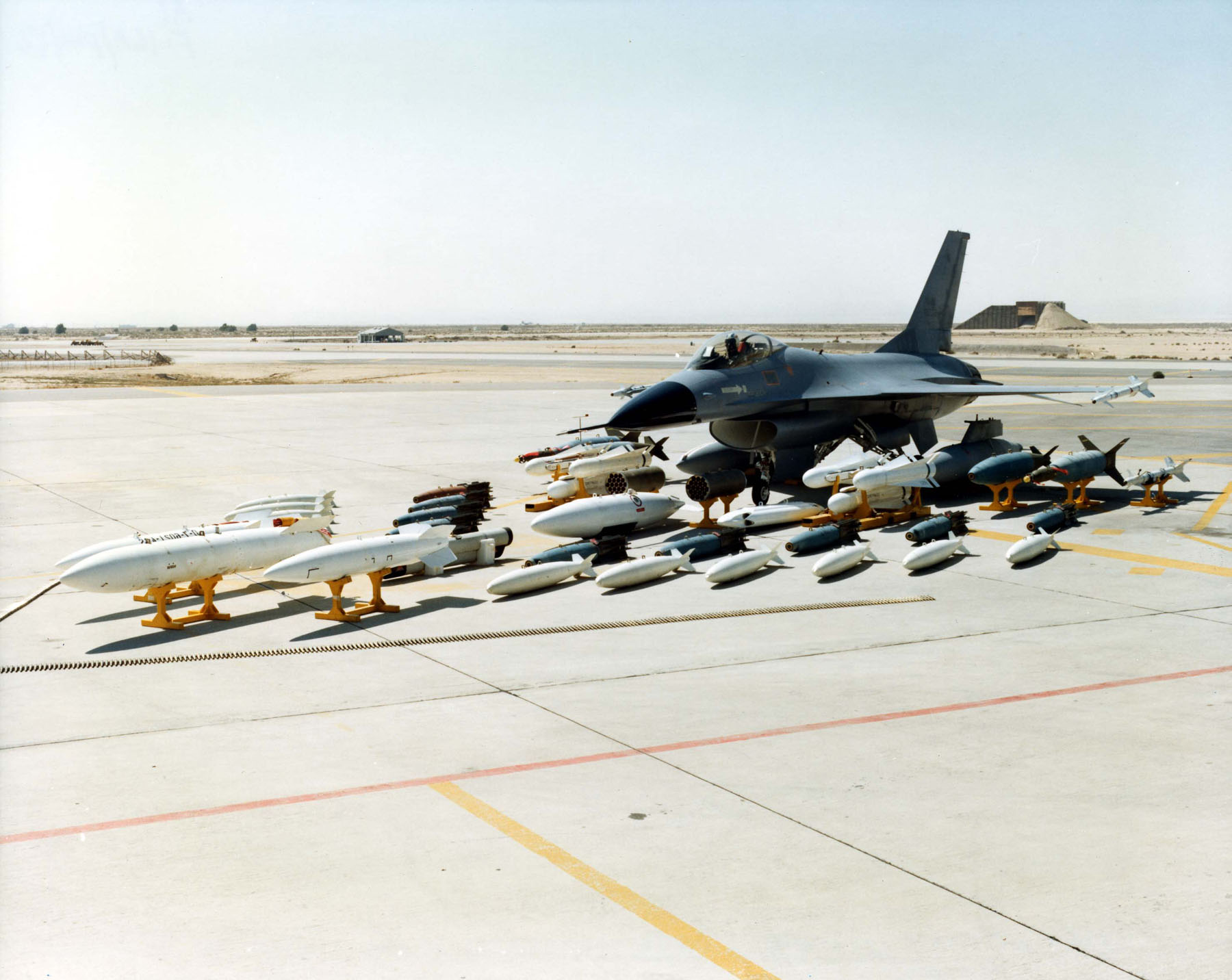
F–16A fegyverzete az 1980-as évek elején: a kép bal oldalán atombombák, a szárnyak alatt többek között AGM–65 Maverick földi célok elleni irányított rakéták, lézerirányítású bombák és AIM–9 Sidewinder légiharc-rakéták. Minden fegyvertípusból a hordozható maximális mennyiség szerepel, a gép a valóságban (egyszerre) ennek a töredékét tudja szállítani.

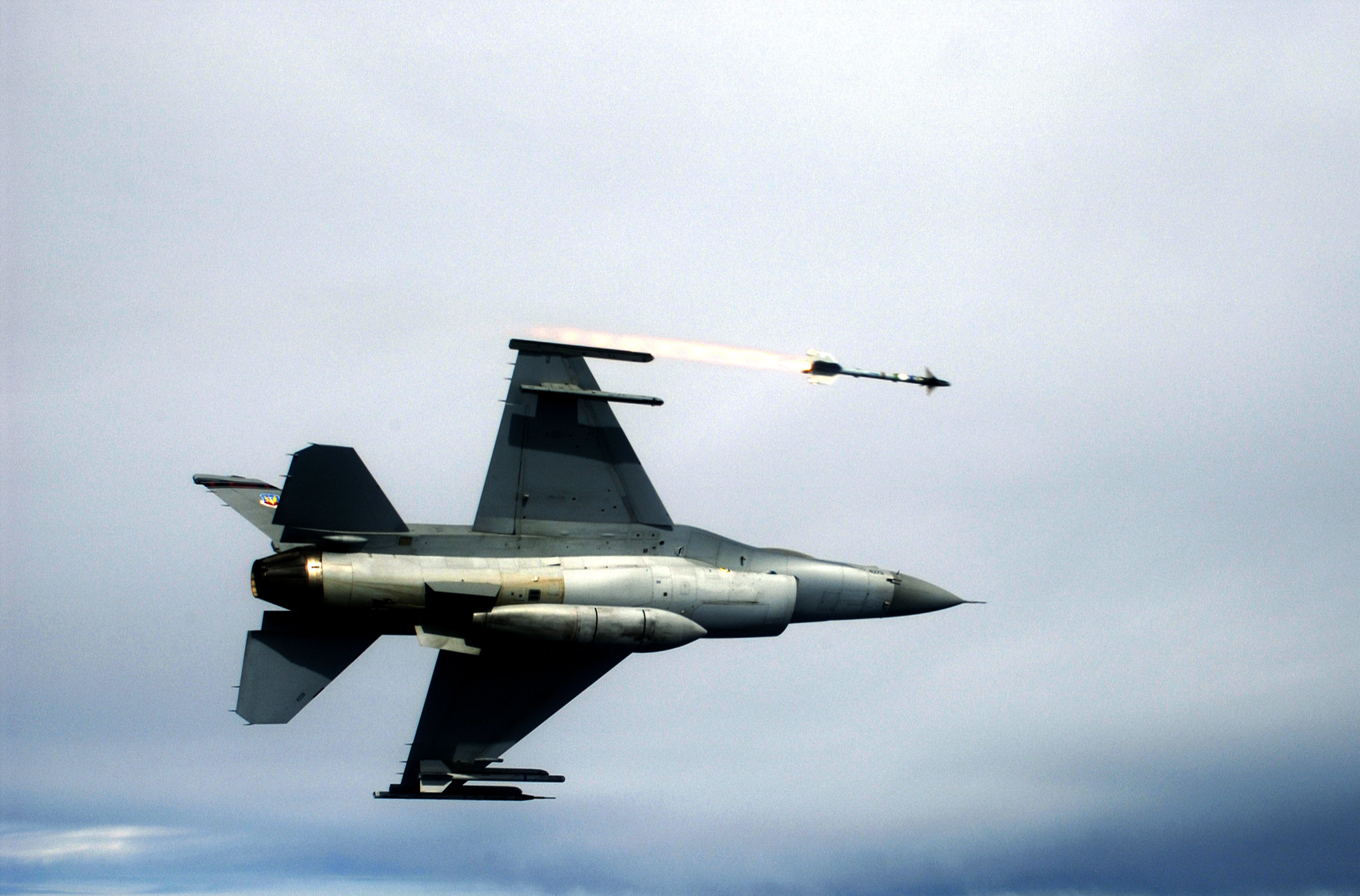
AIM–9 Sidewinder légiharc-rakéta indítása a törővégi 9-es indítósínről.

A repülőgépen eredetileg 9 fegyverfelfüggesztő csomópontot alakítottak ki, egyet-egyet a félszárnyak törővégein, hármat-hármat a félszárnyak alatt, egyet pedig a törzs középvonala alatt. A Block 15 sorozattól a levegőbeömlő-nyílás oldalain két újabb felfüggesztő csomópontot alakítottak ki célmegjelölő konténerek számára.
- 1, 9: A szárnyak törővégein lévő indítósínekre légiharc-rakétákat lehet függeszteni. Teherbírásuk 193 kg. Ezek az indítósínek, más repülőgépektől eltérően, nem csak a közelharc-rakétákat, hanem az AIM–120 AMRAAM-ot is elbírják.
- 2, 8: A szárnyak alatti legkülső csomópontra elsősorban légiharc-rakétákat függesztenek. Teherbírásuk 318 kg +5,5g túlterhelésig, vagy 204 kg +9g túlterhelésig.
- 3, 7: A szárnyak alatti középső csomópontra földi célok elleni és légiharc-rakétákat függeszthetnek. Terhelhetőségük 1587 kg +5,5g-ig, vagy 907 kg +9g-ig.
- 4, 6: A szárnyak alatti belső csomópontokra tüzelőanyag-póttartályokat, földi célok elleni és légiharc-rakétákat függeszthetnek. Terhelhetőségük 2041 kg +5,5g-ig, 1134 kg +9g-ig.
- 5R, 5L: A levegőbeömlő-nyílások oldalán a Block 15 sorozattól kialakított csomópontokra célmegjelölő konténereket függeszthetnek.
- 5: A törzs középvonala alatti csomópontra tüzelőanyag-póttartályt vagy rádióelektronikai zavarókonténert függeszthetnek. Teherbírása 1000 kg +5,5g-ig, 544 kg +9g-ig

### Légiharc-rakéták
A repülőgép alapvető légiharc-fegyvere az AIM–9 Sidewinder infravörös önirányítású légi közelharc-rakéta, ennek valamely (általában a AIM–9J, AIM–9L, AIM–9M, AIM–9P) változatát az típus összes alkalmazója rendszerbe állította. Izrael a Python 3, Python 4 és Python 5 rakétákat gyártja és rendszeresítette, Pakisztán a Magic 2 rakétát vásárolta meg. Napjainkban több európai ország fejleszt új légiharc-rakétákat, ezek közül az IRIS–T a közeljövőben rendszerbe fog állni a norvég és a görög F–16-osokon.
Az AIM–120 AMRAAM aktív lokátoros önirányítású közép-hatótávolságú légiharc-rakétát nem minden rendszeresítőnek adták el, Brunei és Egyiptom a kevésbé korszerű félaktív lokátoros önirányítású AIM–7 Sparrow-ot állította rendszerbe, Izrael pedig a saját fejlesztésű Derby-t.

### Földi célok elleni rakéták

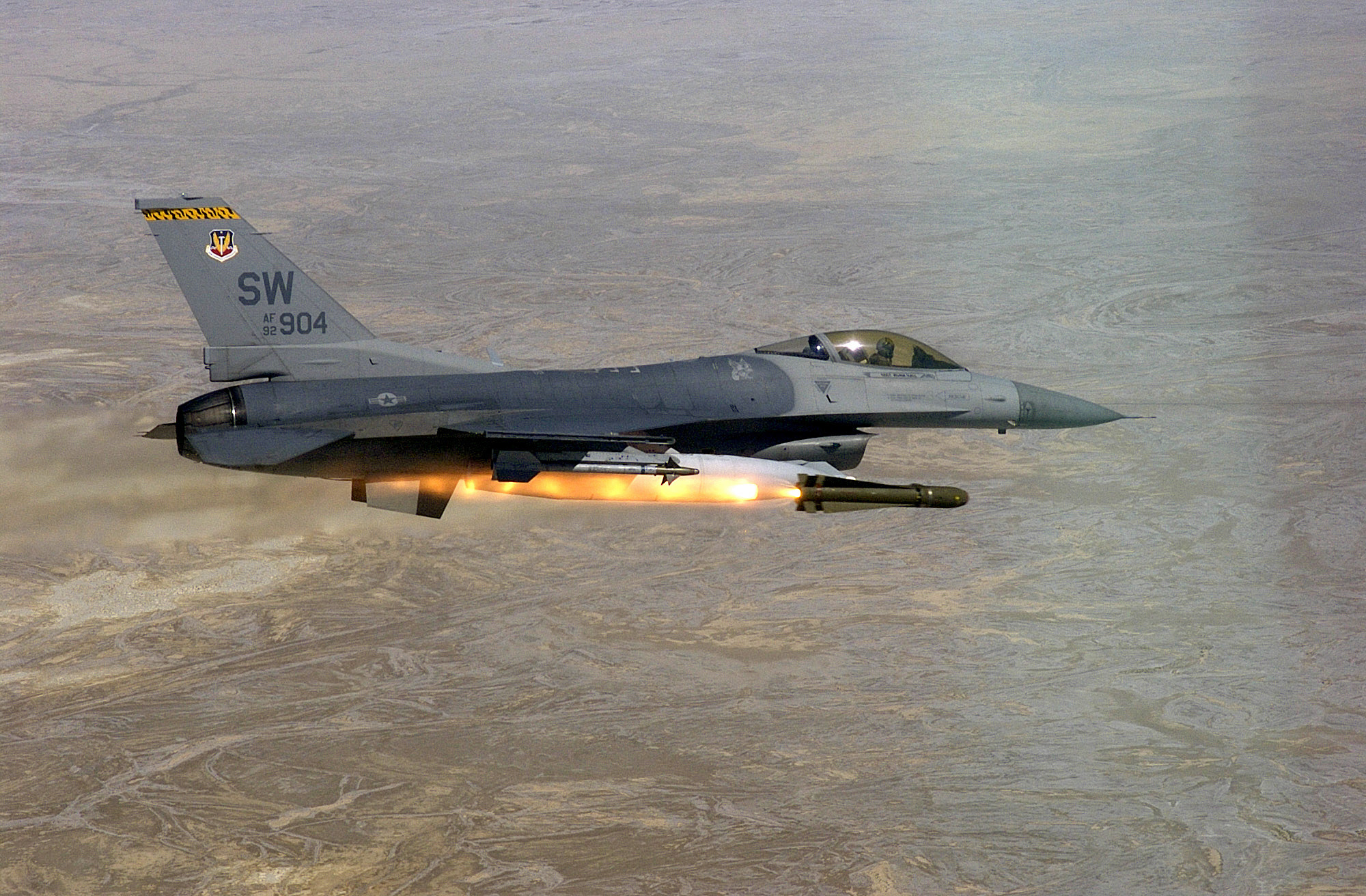
F–16CJ AGM–65D Maverick rakétát indít

A repülőgép legelterjedtebb földi célok elleni irányított rakétája az AGM–65 Maverick, ennek több változatát is alkalmazhatja. Pakisztán a francia AS.30L lézerirányítású rakétát állította rendszerbe.
Kiemelt fontosságú célok ellen az izraeli Popeye (amerikai elnevezése AGM–142 Have Nap) parancsközlő televíziós irányítású rakétát fejlesztették ki, ez csak az USAF-nál és Izraelben áll rendszerben, emellett az amerikai AGM–158 JASSM és az izraeli Delilah robotrepülőgépek rendszeresíthetőek.
Rádiólokátorok ellen az AGM–45 Shrike, az AGM–78 Standard ARM és az AGM–88 HARM rakéták állnak rendszerben.
Hajók ellen az AGM–84 Harpoon és a norvég AGM–119 Penguin, valamint az izraeli Gabriel rakéták rendszeresíthetőek.

### Bombák

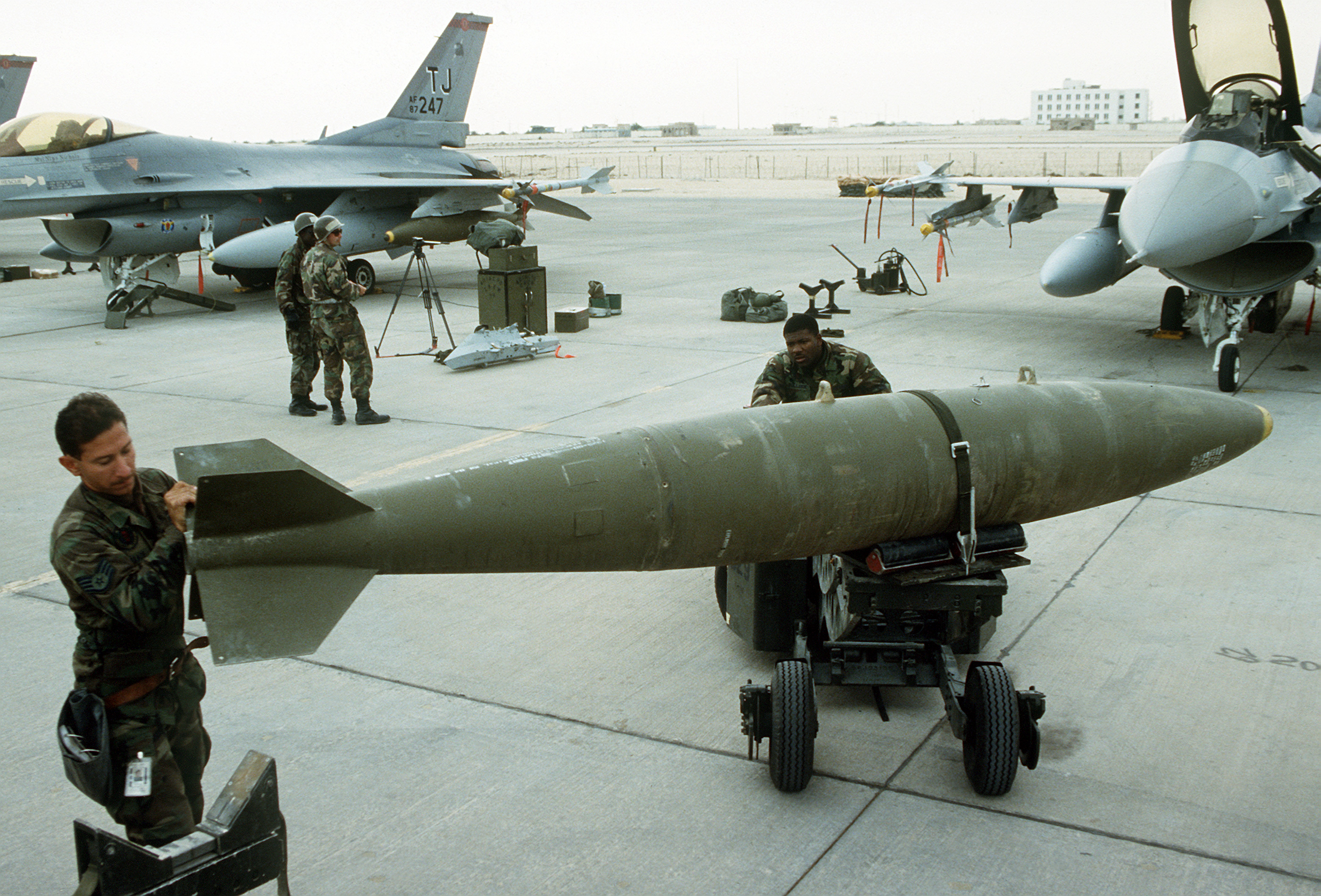
„Ezerkilós” (valójában 2000 fontos, azaz 907 kilogrammos) Mk 84 nem irányított bomba függesztése a 401st. TFW F–16C Block 30 gépére az öbölháború idején. A gépek MCID beömlőkkel szereltek

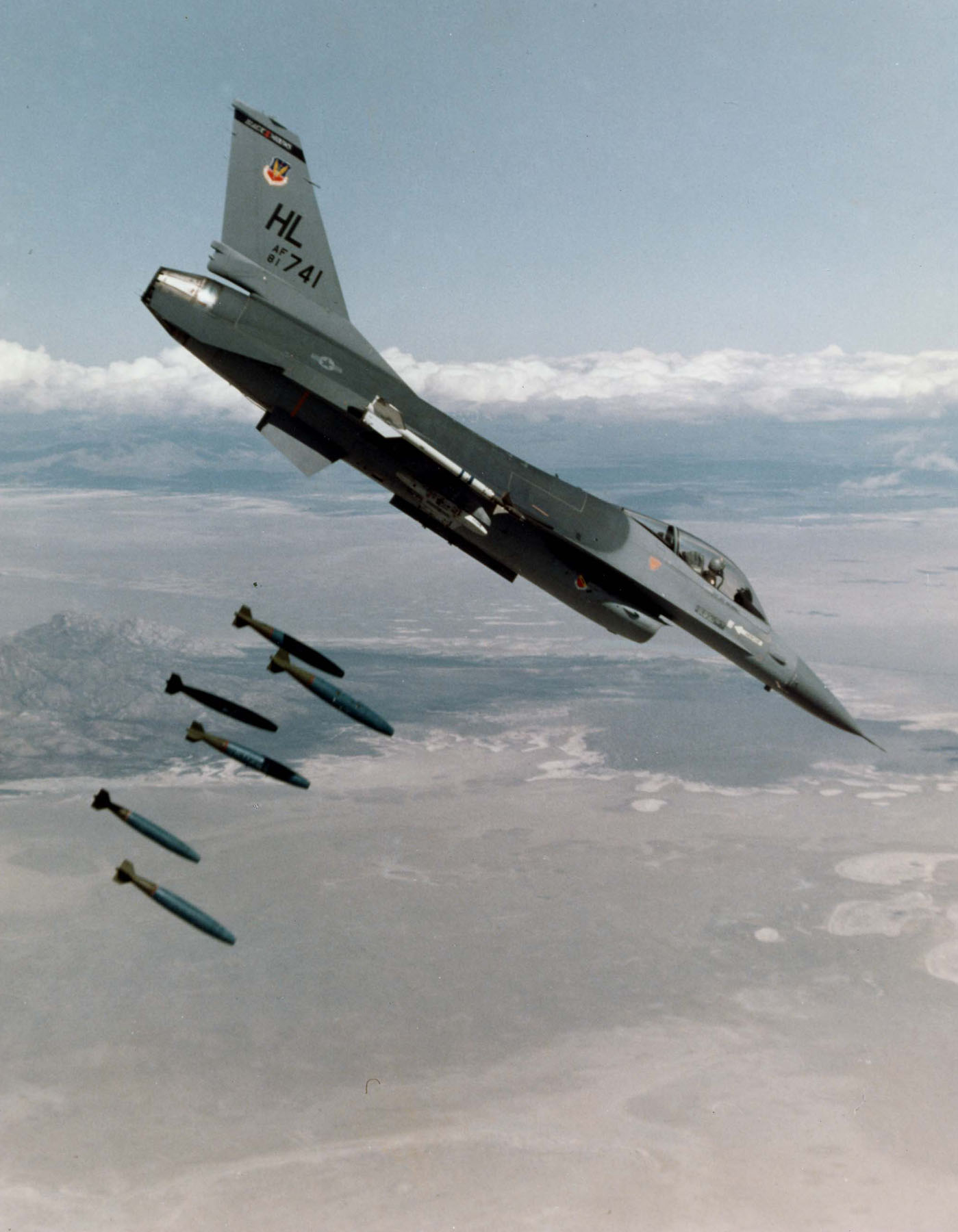
F–16 227 kilogrammos Mk 82-es bombákat old ki.

A repülőgép hordozhatja az Mk 82 227 kilogrammos, az Mk 83 454 kilogrammos és az Mk 84 907 kilogrammos nem irányított bombák különféle változatait.
Rendszeresítették, és elterjedten alkalmazzák a GBU–10, GBU–12 és GBU–16 Paveway II lézerirányítású bombákat, valamint a GBU–31 JDAM GPS-irányítású bombát. Az USAF-nál a GBU–15, Izraelben a Spice televíziós távirányítású bombát rendszeresítették.
A gép többféle kazettás bombát, többek között a CBU–87, CBU–89, és CBU–97 típusokat hordozhatja.
A légvédelem hatótávolságán kívülről indítható siklóbombák közül az amerikai AGM–154 JSOW-t és az izraeli MSOV fegyvereket hordozhatja.

### Egyéb függesztmények
A törzs alatti (5-ös) csomópontra egy 300 gallonos (1136 literes), 4-es és a 6-os csomópontra egy-egy 370 gallonos (1400 literes) ledobható tüzelőanyag-póttartály függeszthető, emellett létezik, 600 gallonos (2268 literes), nem ledobható póttartály is, ezt szintén a 4-es és a 6-os csomópontra lehet függeszteni.
A repülőgép törzse alá függeszthető az AN/ALQ–119, AN/ALQ–131 vagy az AN/ALQ–184 rádióelektronikai zavarókonténer.
A levegő-beömlő nyílások két oldalán kialakított 5R és 5L csomópontra függeszthető a LANTIRN rendszer: az AN/AAQ–13 LANTIRN Navigation Pod, ennek egyszerűsített változata, az AN/AAQ–20 Pathfinder, az AN/AAQ–14 Sharpshooter, az AN/AAS–35 Pave Penny, az AN/ASQ–213 HTS (HARM Targeting System), az ATLIS, a Litening, a Pantera és a Sniper továbbfejlesztett célmegjelölő konténerek.

## Típusváltozatok
- YF–16

A prototípusok, a szériagépektől az orr-rész kialakításában tértek el, csak az egyik gép orrában volt radar, és az sem a későbbi AN/APG–66 volt. Összesen két prototípus és nyolc szériagép épült, hat együléses és két kétüléses.

### F–16A/B
Az F–16A együléses, az F–16B kétüléses.
- Block 1

A gyártáskor az orrkúpja fekete volt, innen könnyű felismerni. Légi harcban szemből ez jól látható, ezért a későbbi sorozatoknál középszürke lett a repülőgép orra. Összesen 43 darab készült, ebből 22 F–16B.
- Block 5

Már szürke orrú gép, összesen 126 darab épült, ebből 99 F–16A. A régebbi gépeken a törzs első részében és a függőleges vezérsík alján esővíz gyűlt össze, ennek elvezetésére lukakat fúrtak.
- Block 10

Kisebb fejlesztések. 1982–1984 között az összes korábbi gépet erre a szintre korszerűsítették.
- Block 15

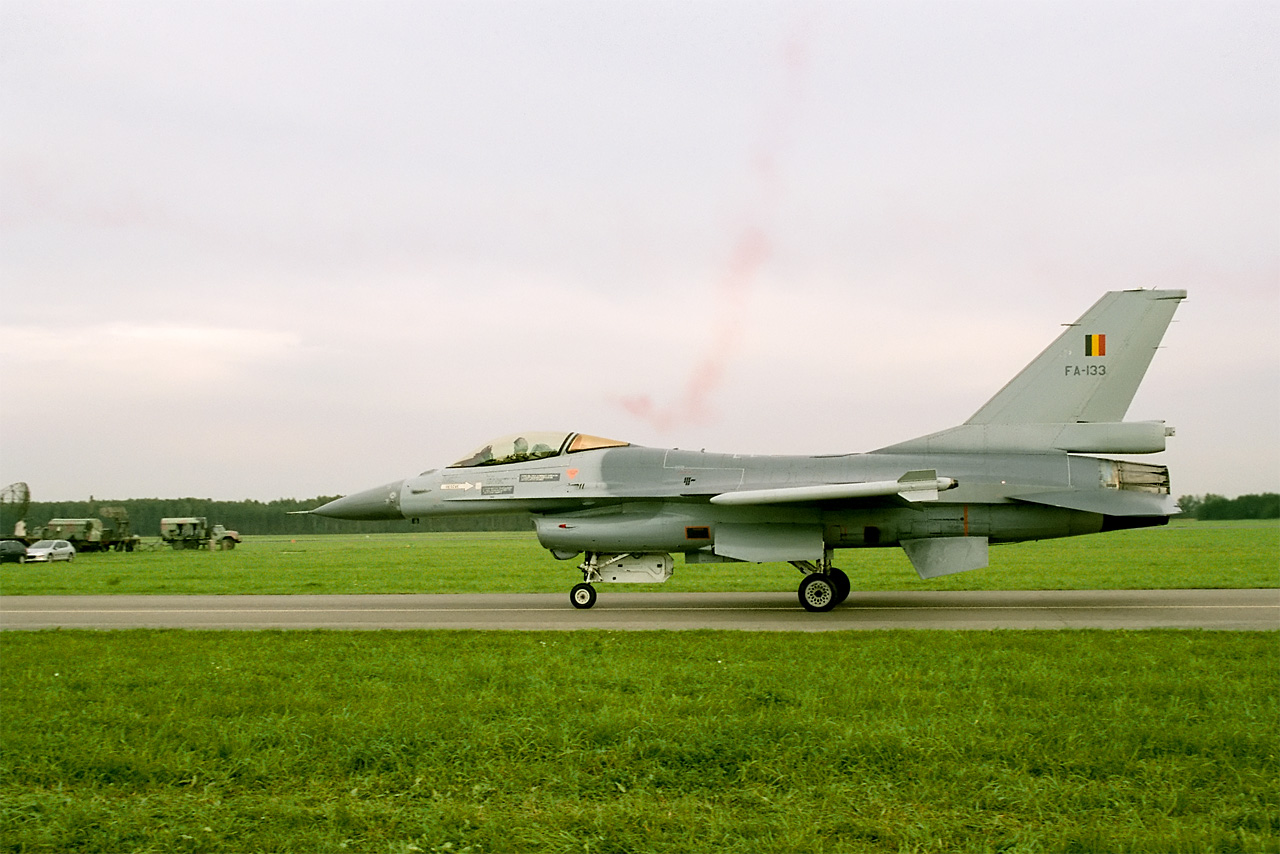
Belga F–16AM (Block 15, MLU)

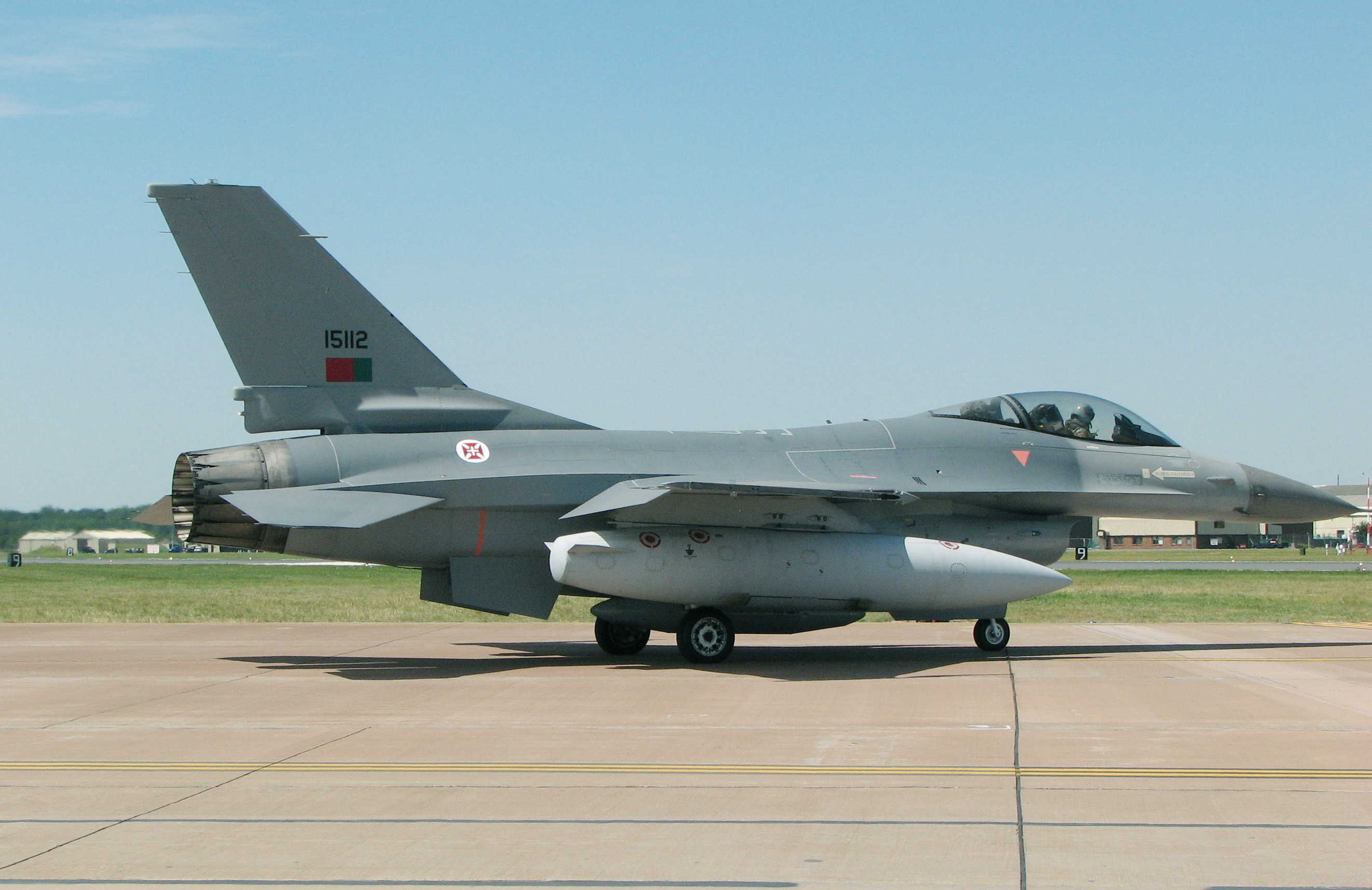
Portugál F–16ADF (Block 15)

Ennél a sorozatnál megnövelték a vízszintes vezérsík húrhosszát és ezzel a felületét. Az új vezérsík felismerhető a hátsó "csapott" sarkáról. A korábbi gépeket erre a standardra korszerűsítették, később 241 repülőgépet átalakítottak légvédelmi célokra, F–16 ADF (Air Defence Fighter, Légvédelmi Vadász) néven, ezek váltották le a Nemzeti Gárda F–4C és D Phantom II, valamint F–106 Delta Dart elfogóvadászait. A sorozatban összesen 983 gép készült.
- Block 15 OCU

A Block 15 sorozat gyártása közben kezdte gyártani a Pratt & Whitney az F100–PW–220 hajtóművet, amikor ez elérhetővé vált, ezt építették a gyártás alatt lévő Block 15 gépekbe, ez az Operational Capability Upgrade. További változtatásokat is végrehajtottak: új, széles látószögű HUD, korszerűbb, kombinált barometrikus/rádiós magasságmérő, lézergiroszkópos tehetetlenségi navigációs rendszer, nagyobb teljesítményű processzor és korszerűbb szoftverek jellemzik a gépet. Képes lett AN/ALQ–119 zavarókonténer és a BVR (Beyond Visual Range) rakéták hordozására (Például AIM–120 AMRAAM).
- Block 20

Tajvan által megrendelt F–16A változat. Eredetileg a gépek exportját nem engedélyezték, majd mikor erre Kína fegyverkezése miatt mégis sor került, már a sokkal korszerűbb F–16C/D volt gyártásban. Ezek a gépek a Block 50-hez hasonlóan F100–PW–220 hajtóművet, AN/APG–66 (V) 2 radart és ALE–47 infracsapdaszórót kaptak.

### F–16C/D
- Block 25

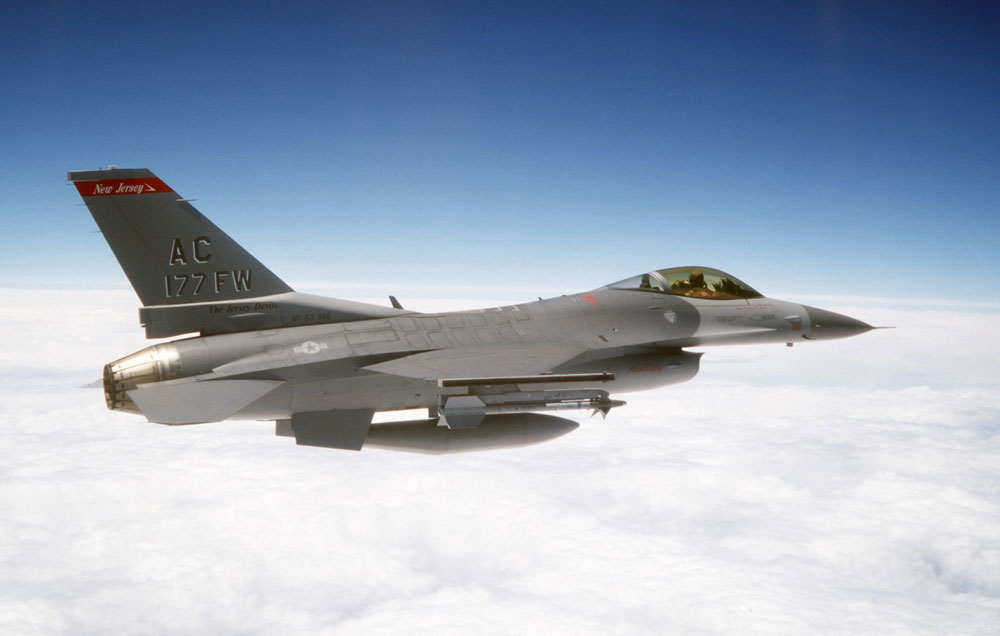
F–16C (Block 25) repülés közben. Jól megfigyelhető az előző képen látható ADF és a C változat eltérő méretű „faroktöve”, rajta az UHF-késantenna

Az MSIP II (Multinational Staged Improvement Program) keretében létrehozott új változat. A rádiólokátor AN/APG–68 típusú, nagyobb hatótávolsággal és felbontással, több üzemmóddal. Korszerűsítették a pilótakabint, új, nagyobb látószögű HUD-ot (Head Up Display) építettek be. Korszerűsítették az elektronikát, a megerősített szerkezet pedig nagyobb felszállósúlyt tett lehetővé. A gépek elektronikáját felkészítették az AGM–88 HARM, AGM–65 Maverick, és az AIM–120 AMRAAM rakéták használatára. A hajtómű a korszerűbb F100–PW–200. Fő külső ismertetőjegye a függőleges vezérsík alsó részének megnyújtása előrefelé (egy törzskerettel), illetve a tetejére szerelt UHF rádió késantennája.
- Block 30/32

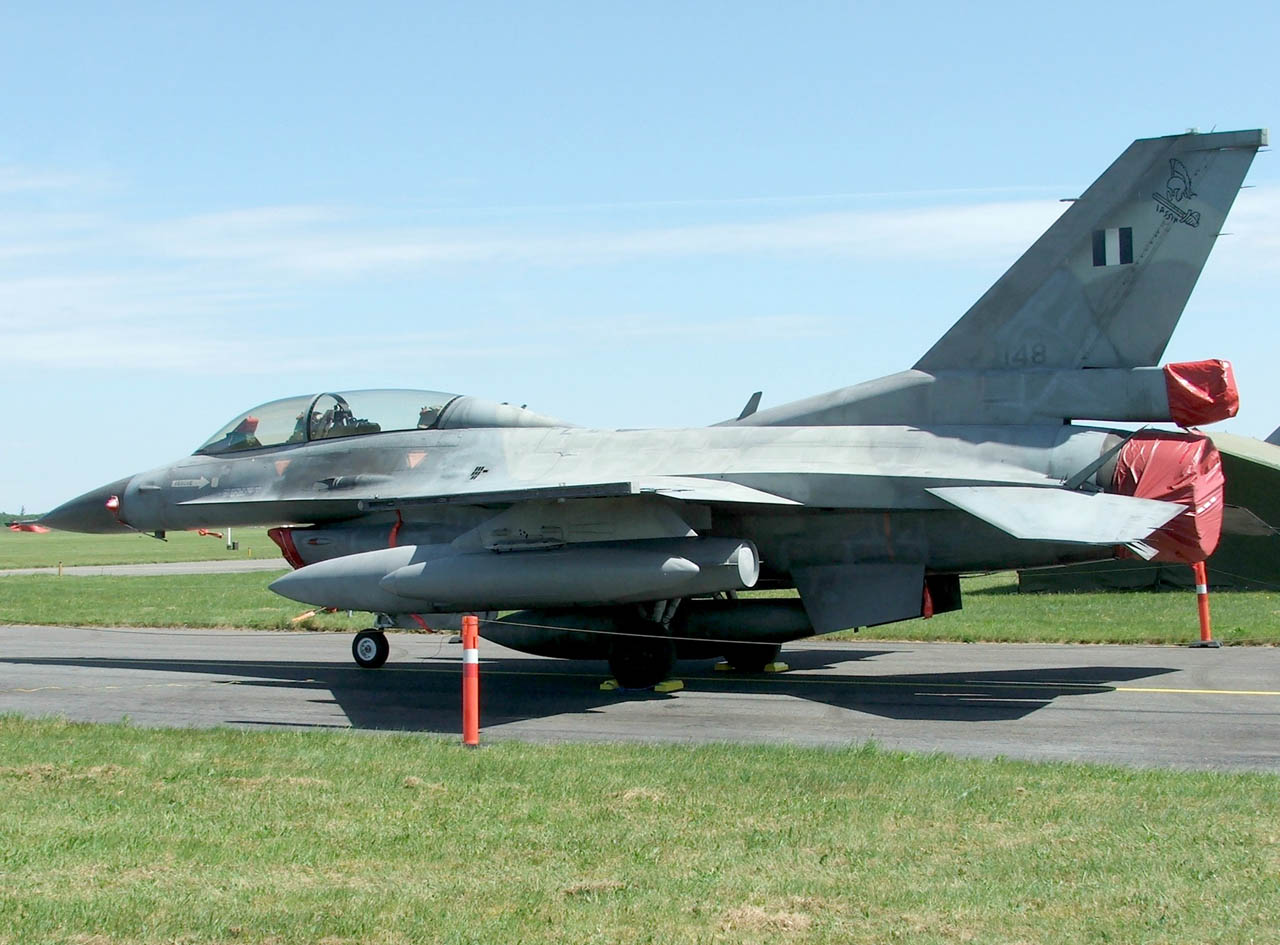
Görög F–16D (Block 30J)

A fő változtatás, hogy lehetővé tették a hasonló tolóerejű (kb. 5-8%-kal nagyobb) és méretű F110–GE–100 hajtóművek beépítését a repülőgépbe. Az eredeti F100 hajtóműveket gyártó Pratt & Whitney ugyanis túlságosan jól járt a hatalmas állami megrendeléssel, ami a nagyon sikeres F–16 és F–15 repülőgépek hajtóműveinek gyártását jelentette, míg a konkurens General Electric a piac nagyon nagy szeletéből esett ki, ami a szerencsésebb gyártó monopóliumához vezethetett volna. Így az USAF a Genereal Electric, eredetileg a B–1 Lancer nehézbombázóba tervezett F101 hajtóművéből kifejlesztett F110-zel is megrendelt repülőgépeket, és a külföldi megrendelők is választhattak a két hajtómű között. A többféle hajtómű nem jelentett nagy újdonságot az F–16 történetében, mert a General Dynamics már, egy saját vállalkozás keretében, korábban felszerelt egy-egy F–16-ost a régebbi J79 hajtóművel, valamint az F101-gyel, de ezekre – az F–16/79-re és az F–16/101-re – nem akadt megrendelő.

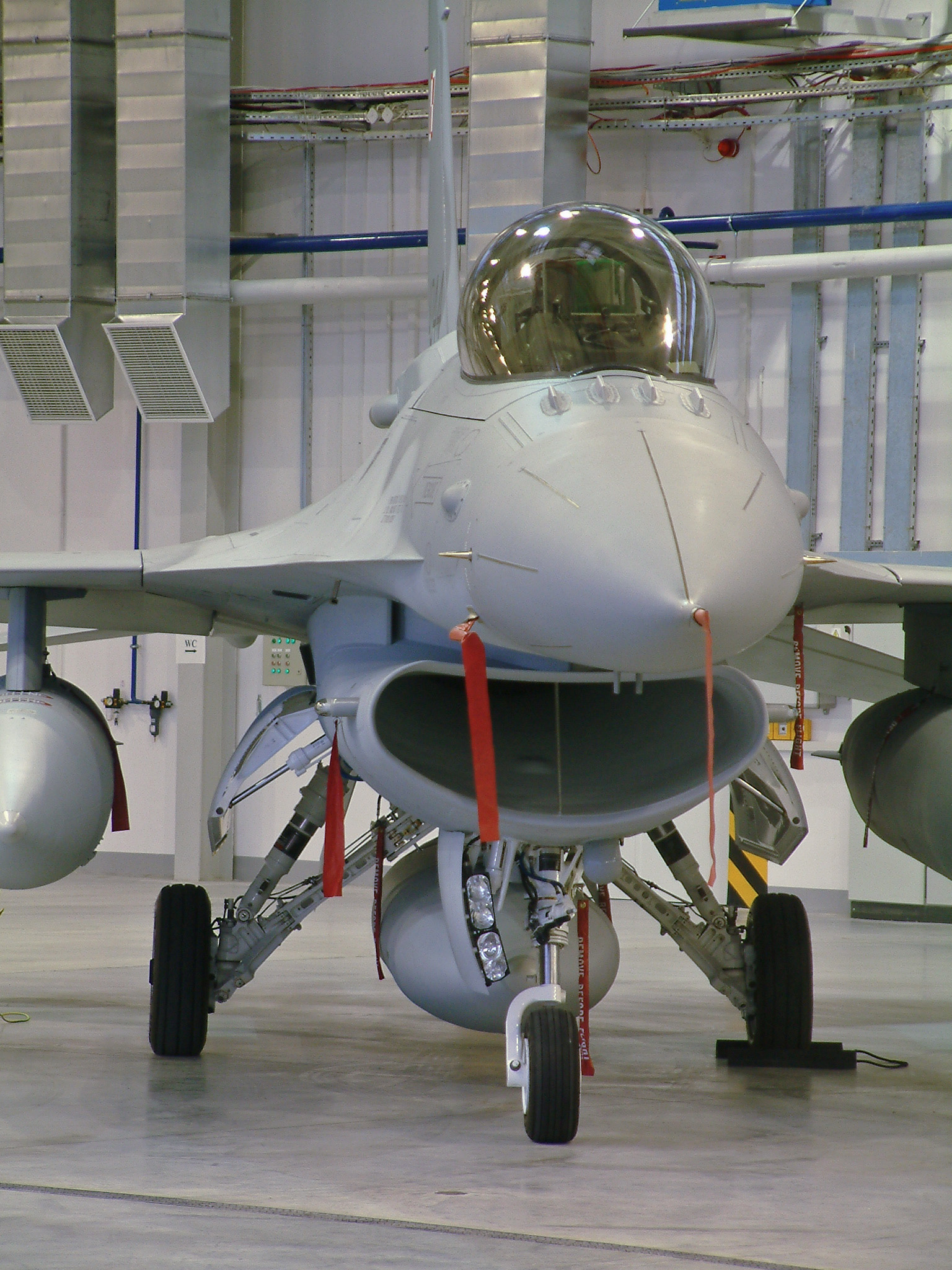
A Lengyel Légierő egyik Block 52-es gépe NSI beömlővel

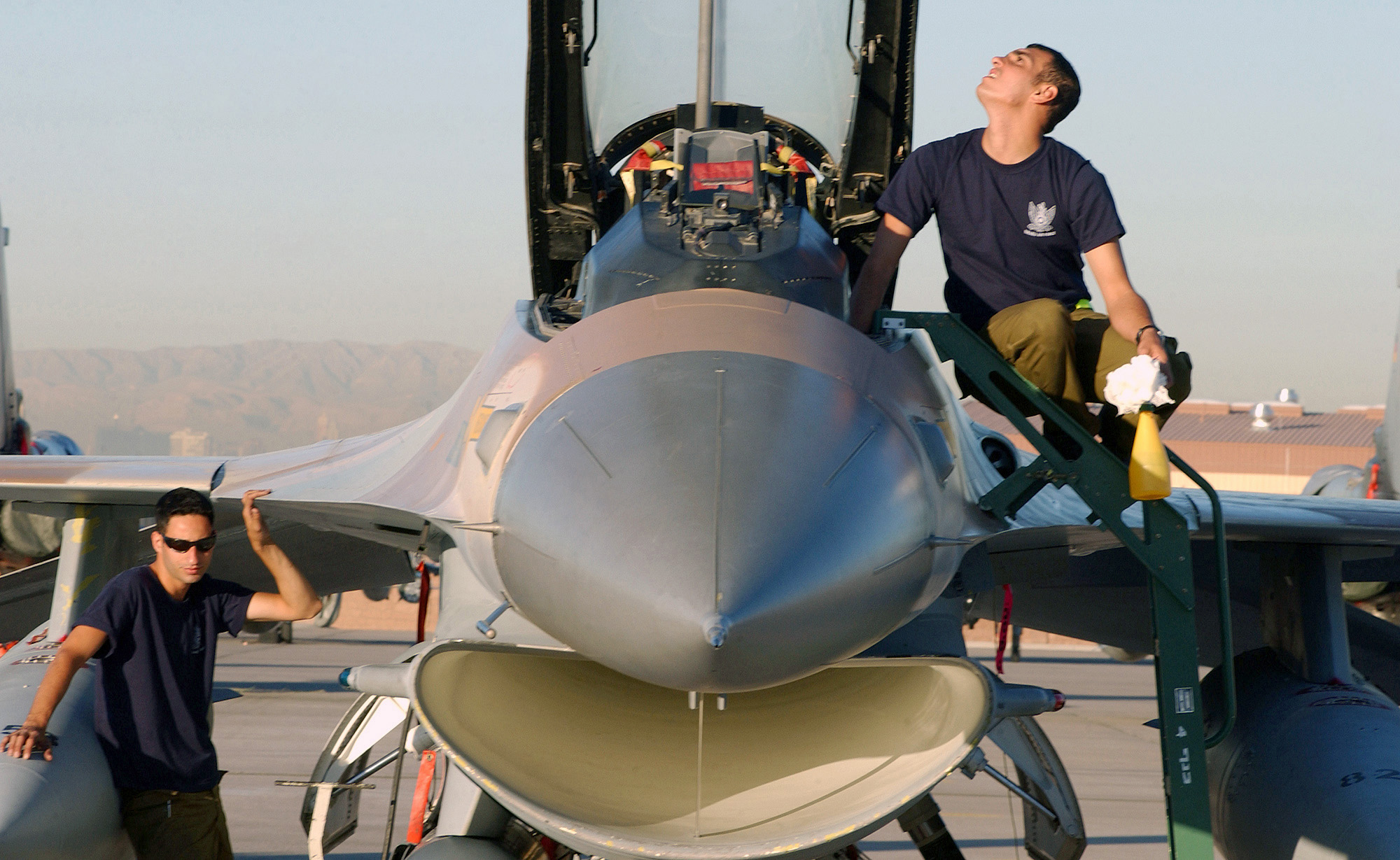
Az Izraeli Légierő egyik D-je MCID beömlővel

A két változat levegő-beömlőnyílása is különbözik. A PW F100-zal szerelt változatok az NSI (Normal Shock Intake) „hagyományos” beömlővel, míg a GE F110-zel szerelt változatok a növelt keresztmetszetű MCID (Modular Common Inlet Duct) beömlő nyílással készülnek (a hajtóműtípusnak nagyobb levegőmenyiség kell). Az eltérő hajtóművek a típusjelölésben is tetten érhetőek, ugyanis a 0-ra végződő Block-változatok (Block 30/40/50) GE F110-zel, a 2-re végződő Block-változatok (Block 32/42/52) PW F100-zal vannak szerelve. Az MCID-beömlő nyílás méretét oldalra (szélesebb lett) és minimális mértékben függőlegesen is megnövelték. Maga a belső légcsatorna azonban jelentősen bővült. Az MCID-t a Block 30D sorozattól kezdték szerelni, az első 173 db GE F110-zel szerelt gép még NSI-jal épült (az utolsó a 86–0261-es USAF-sorozatszámú C). A 174. Block 30-astól kezdve (sorozatszáma 86–0262) azonban napjainkig az MCID-vel szerelik, követve a PW/NSI, GE/MCID „szabályt”. Utólag az összes NSI-jal szerelt kétüléses Block 30-ast átépítették MCID-re.

A repülőgép fegyverzetét kiegészítették az AIM–120 AMRAAM légiharc-rakétával, valamint az AGM–45 Shrike lokátorromboló rakétával.

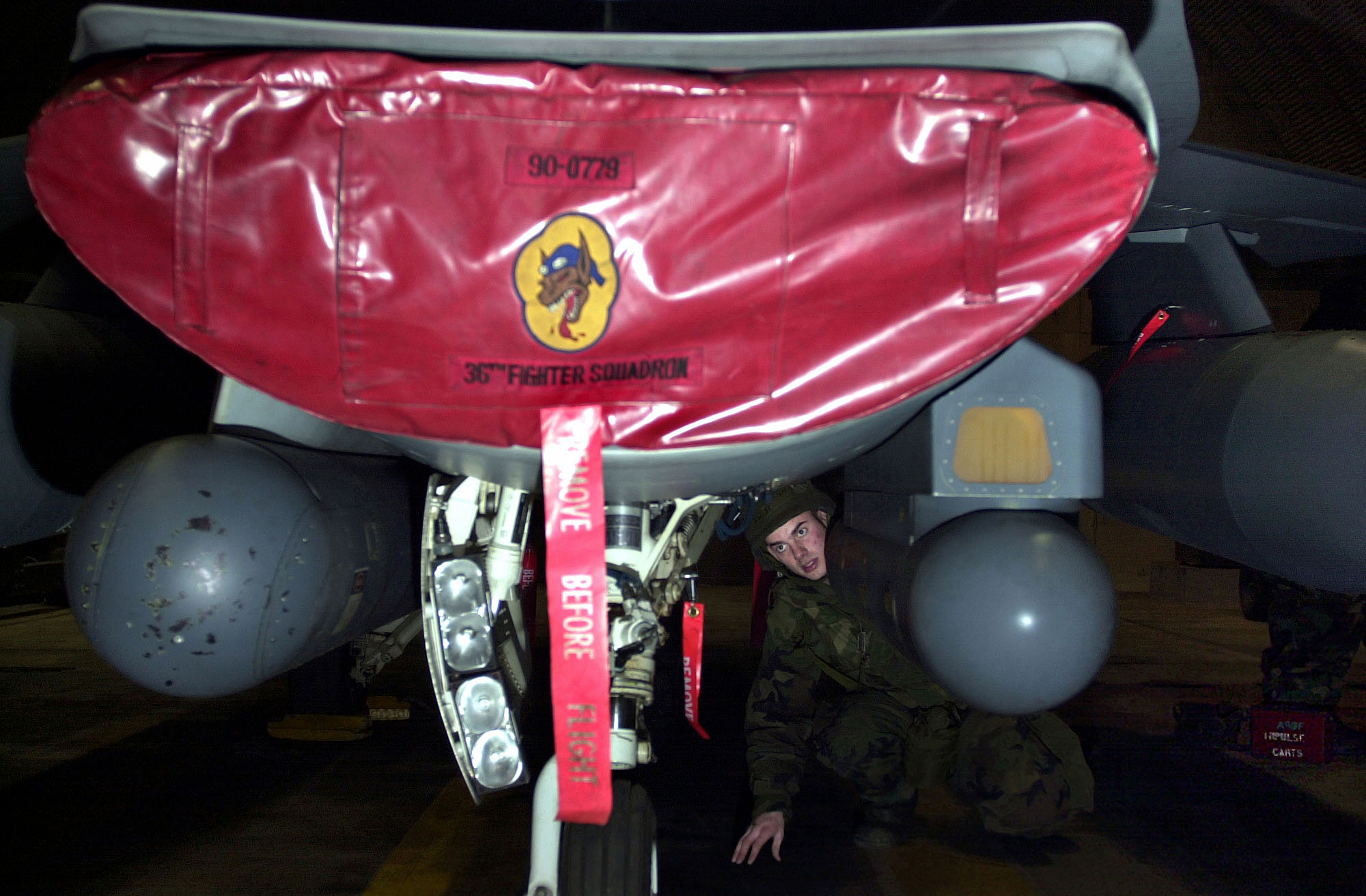
Egy MCID beömlőjű gép LANTIRN konténerekkel: AN/AAQ–13 és AN/AAQ–14

- Block 40/42 (F–16CG/DG) Night Falcon

A Block 40/42 széria legfontosabb újítása az AN/AAQ–13 és az AN/AAQ–14 LANTIRN konténerek hordozása. A két konténer a levegő-beömlőnyílás két oldalára helyezhető fel, az egyikben terepkövető lokátor, a másikban éjjellátó (FLIR) és lézeres célmegjelölő van, ezzel lehetővé vált az éjszakai precíziós csapásmérés, valamint a terepkövető repülés. A konténerek és a megnövekedett felszállótömeg miatt megerősítették a futóművet. A gépeket már a gyártáskor bekábelezték a GPS (Global Positioning System) későbbi fogadására. Képesek digitális, valós idejű adatok fogadására előretolt légi irányítótól (FAC – Forward Air Controller), vagy E–8 JSTARS illetve EC–135 Rivet Joint repülőgépről.
- Block 50/52 (F–16CJ/DJ)

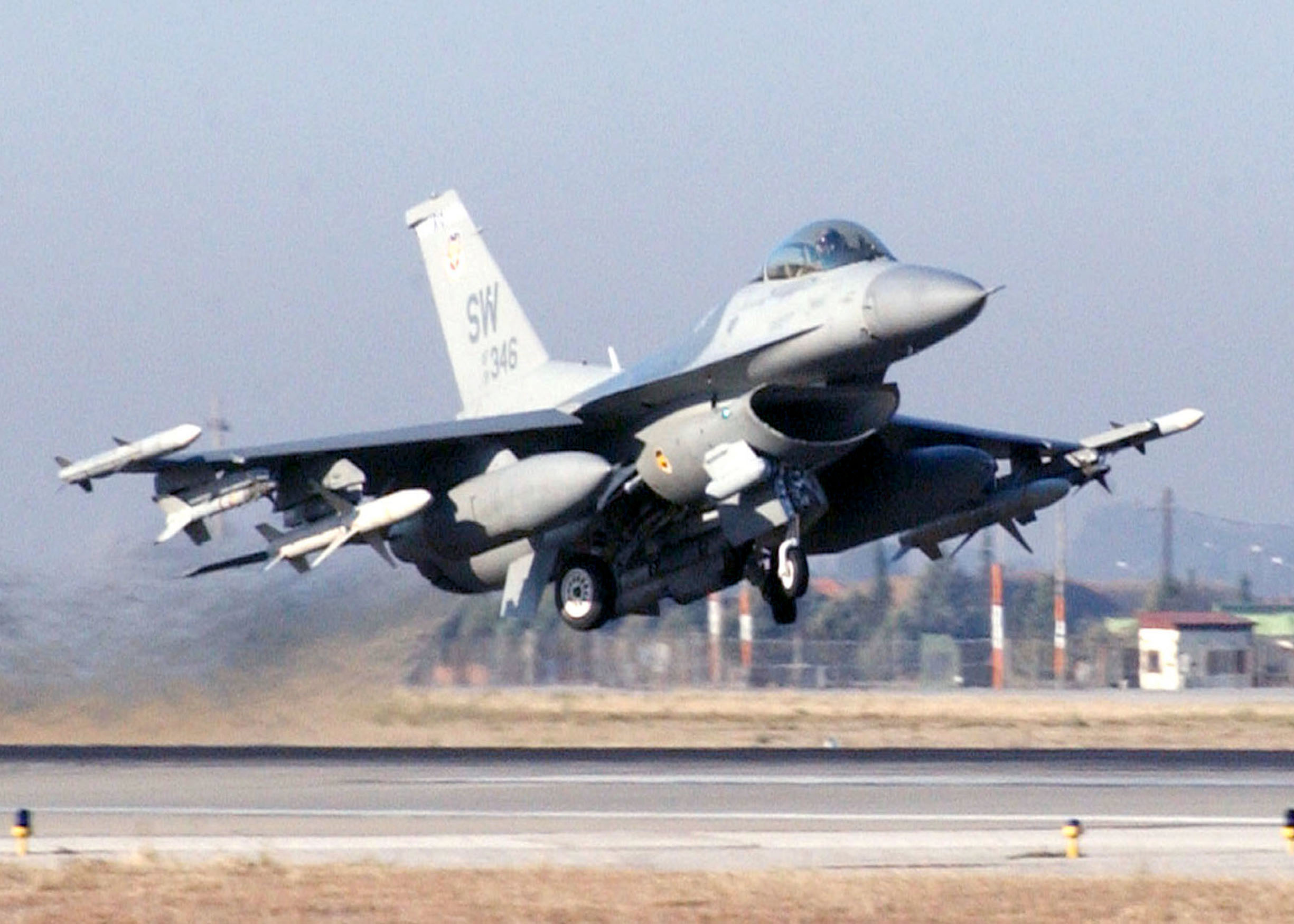
F–16CJ (Block 50C) felszállás közben

Az F–16C legutolsó, ma is gyártott változata, F110–GE–129 (Block 50) vagy F100–PW–229 hajtóművekkel (Block 52). A LANTIRN bekábelezését itt is beépítették, de ezt nem használják ki, mert ezek a gépek légvédelem elleni feladatra (SEAD – Supression of Enemy Air Defence) vannak optimalizálva. A levegő-beömlőnyílás mellett az AN/ASQ–213 HTS (HARM Targeting System) kapott helyet, ez segít az ellenséges lokátorállomások pontos helyének és távolságának meghatározásában. A műszerfal új, színes képernyőket kapott, és beépítettek OBOGS-ot (On-Board Oxygen Generating System), amely a belégzéshez szükséges levegőt repülés közben állítja elő, így ezt a földi kiszolgáláskor nem kell külön feltölteni. A Block 40/42/50/52 repülőgépeket a CCIP (Common Configuration Implementation Program) keretében korszerűsítik és elektronikájukat egységesítik.

### F–16 E/F
- Block 60

Az eddigi utolsó gyártott változat az Egyesült Arab Emírségek részére készült. A 80 megrendelt repülőgépből 55 együléses F–16E, 25 kétüléses F–16F, típusneve „Desert Falcon”. Új, integrált infravörös tartományú érzékelője, az AN/ASQ–28 IFTS (Internal Forward-looking Infra-red and Targeting System – Beépített előrenéző infravörös és célzórendszer) a törzs orr-részén, a pilótakabin előtt bal oldalon, valamint a levegőbeömlő-nyílás bal oldalán kapott helyet. Rádióelektronikai zavaróberendezése, az AN/ALQ–165 a törzs gertincébe lett beépítve. A rádiólokátor AN/APG–80 típusú. A repülőgépek orráról hiányzik a Pitot-cső.
Fegyverzetébe integrálták az AGM–84E SLAM, az AIM–132 ASRAAM, az AGM–88 HARM, az AGM–154A JSOW rakétákat, valamint a GBU–31 JDAM és Hakim irányított bombákat is.
A megrendelő kérése volt, hogy a későbbi, független szoftverfejlesztés céljából adják át számára a repülőgép operációs rendszerének forráskódját, ami elől az amerikaiak elzárkóztak, ezért a Lockheed-Martin külön operációs rendszert írt a gép számára.
A repülőgép tüzelőanyag-kapacitását tetemesen megnöveli a törzs felső részére illeszkedő, nem ledobható tüzelőanyag-póttartály (CFT – Conformal Fuel Tank), ezzel a repülőgép hatósugara 1650 km-re nő. A hajtóműve a General Electric F110–GE–132, beömlő csatornájuk pedig a fentebb is taglalt MCID változat. Először 2003 decemberében szállt fel ez a változat. A repülési teszteket 2004 elején kezdték meg, majd 3 kétüléses F is bekapcsolódott a vizsgálatokba. Az első 10 gépet 2005. május 4-én adták át az EAE-nak.
- Block 70

Indiának felajánlott változat, ha megvalósul, valószínűleg részben izraeli elektronikával készül, az F–16I Soufa alapján. Lokátora a fázisvezérelt APG–80 lesz. A tervek szerint a jobb oldali illeszkedő póttartályba kinyitható hajlékony csöves légi utántöltő berendezést építenek be.

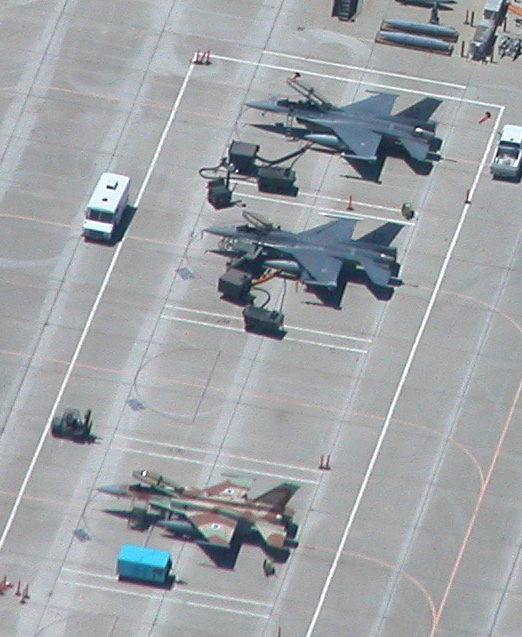
Izraeli F–16I Soufa a berepülés idején az Edwards légibázison. Mellette egy-egy amerikai F–16C és F–16D áll. A repülőgépre illeszkedő póttartály (CFT) van szerelve.

### F–16I Soufa
A Block 50/52 alapján Izraelnek gyártott, jelentősen átalakított repülőgép. Az izraeli repülőgép-ipar, amely 25 éve foglalkozik a típussal, sok felszerelést lecserélt vagy saját maga gyárt. A gép izraeli fejlesztésű illeszkedő póttartályokat kapott, az ALE–50 vontatott csalit izraeli fejlesztésűre cserélték le, az amerikai JHMCS sisakdisplay helyett izraeli DASH-t használnak, emellett fegyverzete egy része (például a légiharc-rakéták) is izraeli. Összesen 102 darab F–16I repülőgépet vásároltak, mindegyik kétüléses és hajtóművük a Pratt & Whitney gyártmányú F100–PW–229. A repülőgépet 2007 elején felajánlották Indiának is, az MMRCA tenderen indulna. A gépek részletes konfigurációja nem ismert.

### F–16V
A gyártó a 2010-es évek első felében – a 2012-es szingapúri repülőkiállításon – jelentett be egy modernizációs csomagot a használt C/D-flottákra, amely a Block 70/72-es szintre, vagy felé pozicionálja az új változatot (kiválasztott hajtómű függvényében). Ebben a V változatban a kor legfejlettebb avionikai berendezéseit soroltatja fel, rádiólokátor (APG–83), tűzvezető rendszer, telekommunikáció, fegyverzet, repülést támogató alrendszerek és üzemeltetés terén egyaránt, felhasználva az elmúlt évtizedek harcászati-üzemeltetési tapasztalatait. Az átépített együléses repülőgép 2015. október 16-án szállt fel először.

A változat első visszaigazolt megrendelője Bahrein lett, 2017-ben 16 darab új V-t vásárolt, majd Görögország saját légierejéből kiválasztva 84 darabot modernizál. Ezt követően Szlovákia 2018-ban 14 darabot vásárolt. Egy évvel később, 2019 tavaszán Tajvan 66 darab új V változat megvásárlását jelentette be, majd őket 2020-ben és 2022-ben a bolgár légierő követte, mely két sorozatban nyolc–nyolc repülőgép beszerzését kezdte meg, leváltva a koros MiG–29-flottát.

### Egyéb változatok
- F–2A/B

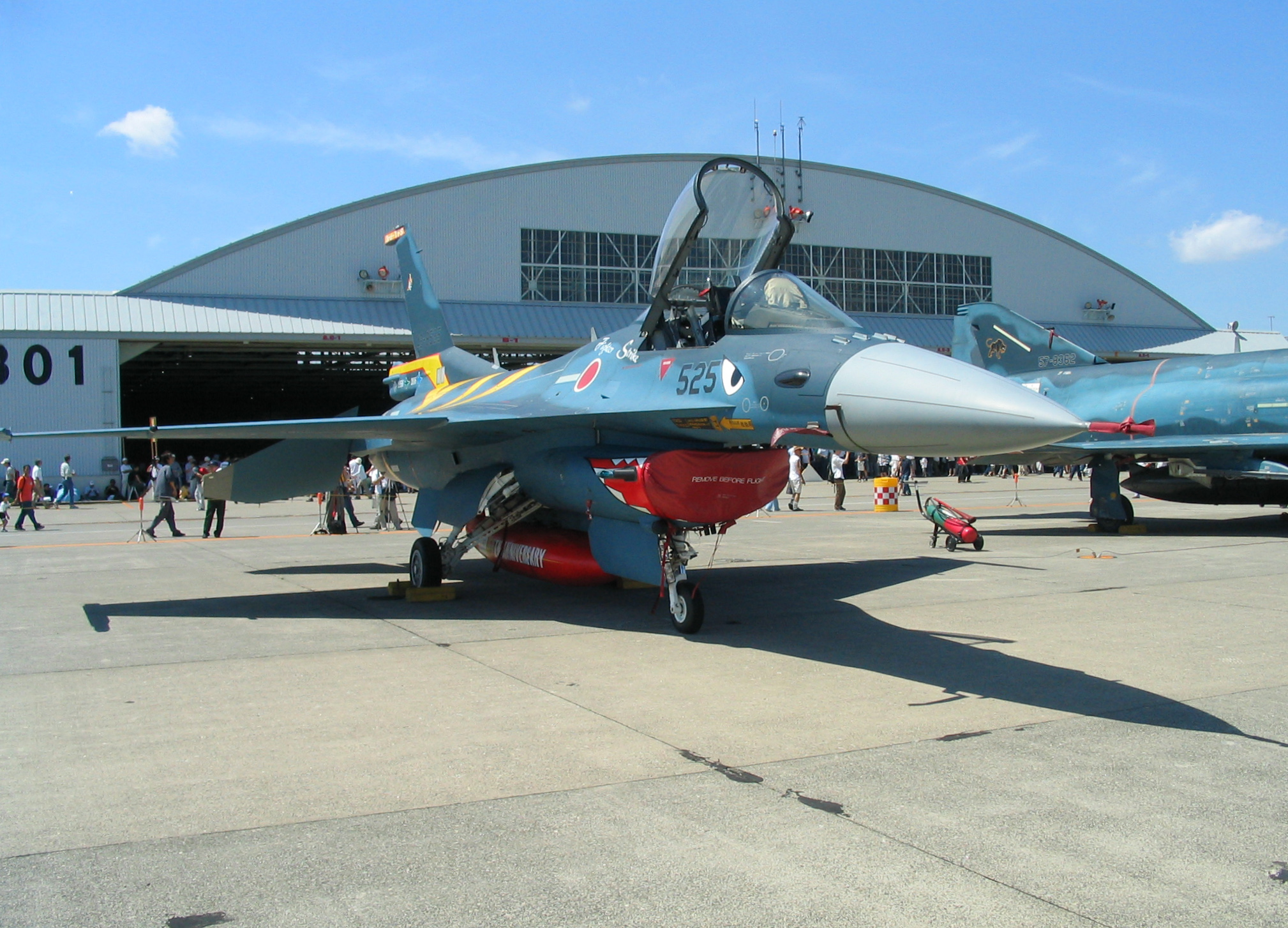
Mitsubishi F–2. Jól látható a módosított kabintető.

Japánban, a Mitsubishi és a Lockheed által fejlesztett repülőgép, elsősorban japán avionikával. A szigetország védelmére tengeri csapásmérő képességeit fejlesztették. Új, nagyobb teherbírású, kompozit szárnyakat kapott, amelyek alatt összesen négy darab, nagy méretű hajók elleni rakétát hordozhat. A pilótakabin teteje a tengeri madarakkal történő gyakoribb ütközések miatt erősebb, az eredeti F–16-tal ellentétben nem egyrészes, hanem hagyományos kialakítású.
- A–16C, F/A–16C

Az 1980-as évek második felében felmerült az A–10A csatarepülőgépek F–16-tal való leváltása a közvetlen légitámogató (CAS) feladatkörre. Összesen hét darab F–16C Block 25-öt – 83128, 83129, 83130, 83131, 83132, 83144, ... és a 75752-es B-t – szereltek és festettek át az ún. European One álcázófestésre, melyek a New York-i ANG 174. Harcászati vadászrepülő-ezredének állományába kerültek. Ez volt az első F–16 alakulat, mely CAS bevetéseket teljesített. Az M61 Vulcan gépágyú helyére egy 30 mm-est kívántak beépíteni, majd végül egy a törzs alá felfüggesztett GPU–5/A Pave Claw gépágyúkonténert alkalmaztak. Az elképzelést az Amerikai Hadsereg is támogatta átvételi igényüket hangoztatva, mondván az A–10A-k ideálisak lennének az AH–64 Apache támadóhelikopterekkel való egyidejű alkalmazásra. Ez volt az oka, hogy 1990-ben a Kongresszus elrendelte, hogy a Légierő A–10A-it és OV–10 Bronco-it 1991-től át kell adni a Hadseregnek. Azonban az öbölháború ezt meghiúsította: még 1990. november 26-án a Légierő szándéknyilatkozatot adott ki, hogy mindkét A–10 ezredét üzemben kívánja tartani a CAS bevetésekre. A Pave Claw konténert 24 darab F–16A/B-re függesztették fel és az átépített gépeket 1991 januárjában bevetették a térségben, azonban nem nyújtották a várt eredményeket: a nagyobb tűzerejű gépágyú túlzott vibrációkat keltett üzemelés közben, a gépek a nagyobb utazósebesség miatt nem tudtak kellő időt tölteni a célterület felett, illetve a Falcon fegyverzetfelfüggesztői nem bizonyultak eléggé merevnek a hagyományos fegyverek bevetéséhez. Az A–16 / F/A–16 program meghiúsult.
- F–16/79

Az F–16 General Electric J79 hajtóművel szerelt, egyszerűsített változata, amelyet fegyverexport-korlátozások miatt készítettek, de csak egy prototípus épült belőle.
- F–16/101

A B–1A F101 hajtóművével szerelt változat, szintén csak egy darab épült.
- F–16XL

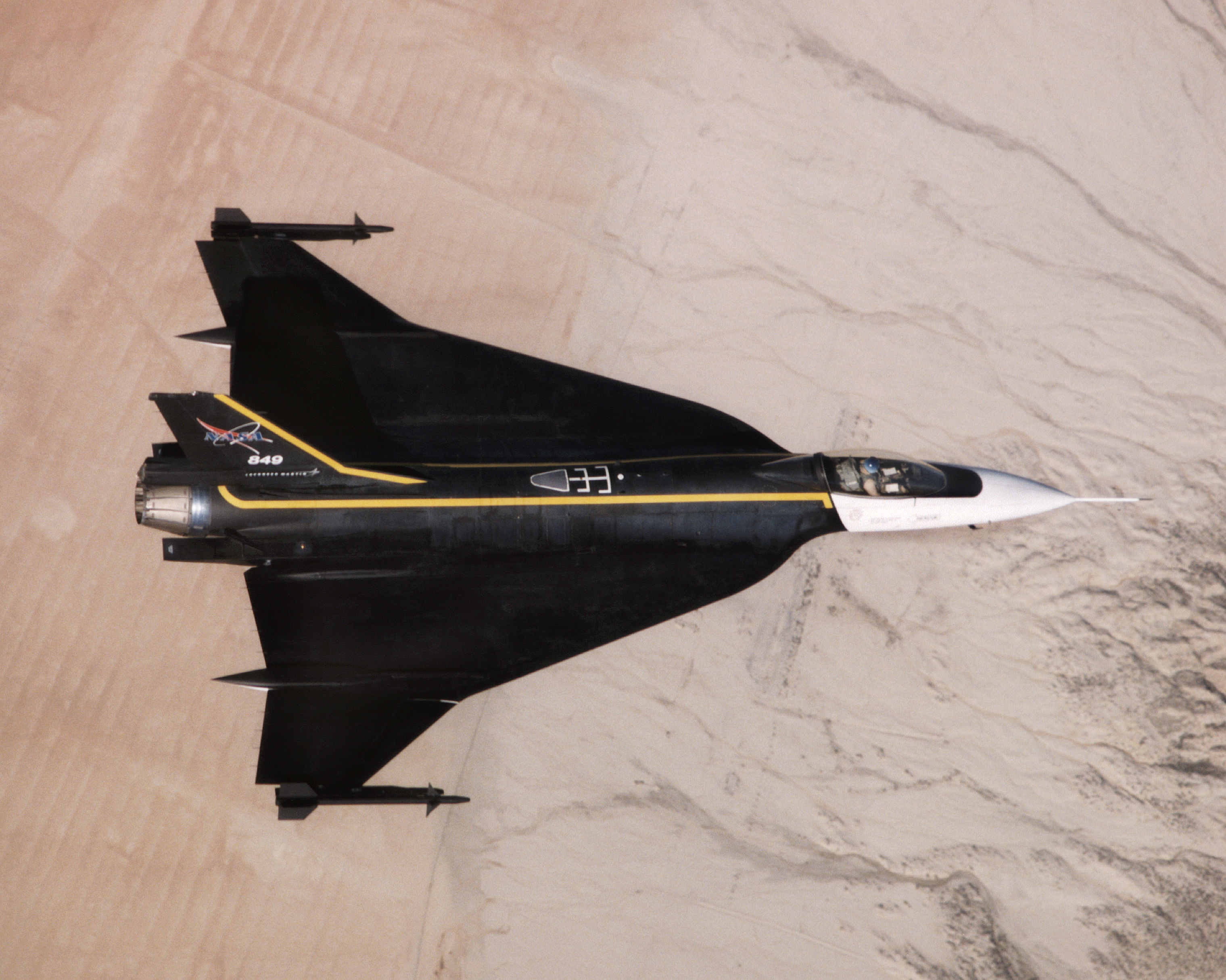
F–16XL a NASA színeiben

A nyolcvanas évek közepén, az Enhanced Tactical Fighter (megerősített taktikai vadász) program részére épített, megnövelt felszálló tömegű csapásmérő repülőgép. A programot az F–15E Strike Eagle nyerte, így csak egy együléses és egy kétüléses gép épült, ezeket a NASA használja kísérleti célokra.
- F–16ADF

1989-től 270 F–16A/B-t korszerűsítettek a Légi Nemzeti Gárda igényeinek megfelelően, elfogóvadász célokra. A repülőgépek korszerűbb IFF-et kapott („madárszeletelő antennák”), a törzs elejére pedig a repülőgépek éjszakai azonosítását megkönnyítő reflektorokat építettek. Ez az egyetlen változat, amely alkalmazhatja az AIM–7 Sparrow rakétát, ehhez átalakították a fedélzeti lokátort. Ezeknek a repülőgépeknek a nagy részét 1994-re F–16C/D repülőgépekre cserélték le.
- F–16 AM/BM

Európában, a MLU (Midlife Update) program keretében korszerűsített repülőgépek.
- F–16 A(R)

Hollandiában felderítőkonténerek hordozására átalakított F–16A-k.
- F–16N/TF–16N

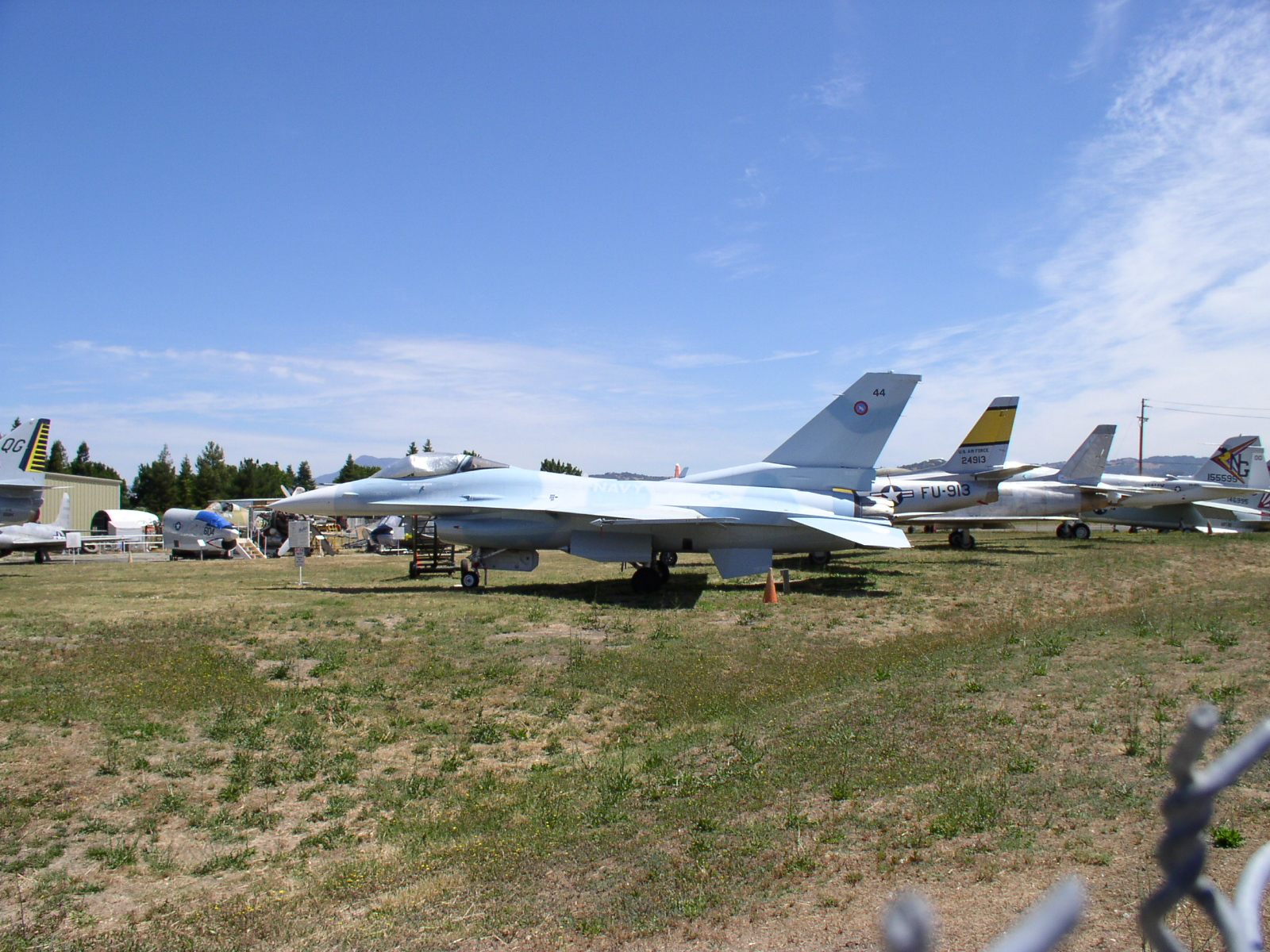
Szolgálatból kivont F–16N

Az Amerikai Haditengerészet részére 1987–1988-ban épített 22 repülőgép, a légiharcképzésben ezek játszották az ellenséges vadászrepülőgépeket. A légiharccal járó folyamatos nagy túlterhelések miatt a gépek szárnyai repedezni kezdtek, ezért 1994-ben kivonták őket a szolgálatból. 2002 óta hasonló célból a haditengerészet F–16A-kat alkalmaz.
- KF–16

A Korean Aerospace által 1994-től gyártott repülőgépek, az első 12 repülőgép a Block 32-n alapul, a többi a Block 52-n. A Korean Aerospace által gyártott T–50/A–50 ezen repülőgépek technikáján alapul.
- QF–16

A rendszerből már kivont, éleslövészeteken felhasznált pilóta nélküli légi célként felhasznált gépek elnevezése, az első 126 gépet a Boeing 2010-ben kezdte el átalakítani.

## Megrendelő és üzemeltető országok
A típust jelenleg is gyártják és árusítják, a potenciális vevők között van Argentína, Bosznia-Hercegovina, Brazília, Horvátország, Ecuador, Szlovénia, valamint Marokkó légiereje, ez utóbbi 36 gépre jelentett be igényt, a Kongresszus 24 gép eladását jóvá is hagyta 2007 végén. Románia 24 könnyű vadászrepülőgép vásárlását tervezi, a tenderen indulók között volt az F–16 block 50/52 is, de ezt a 2008-ban kirobbant gazdasági világválság miatt évekre elhalasztották. Magyarország számára is felajánlották, de a beszerzési tenderek folyamán a svéd JAS 39 Gripennel szemben alulmaradt.

### Az Amerikai Egyesült Államok Légiereje

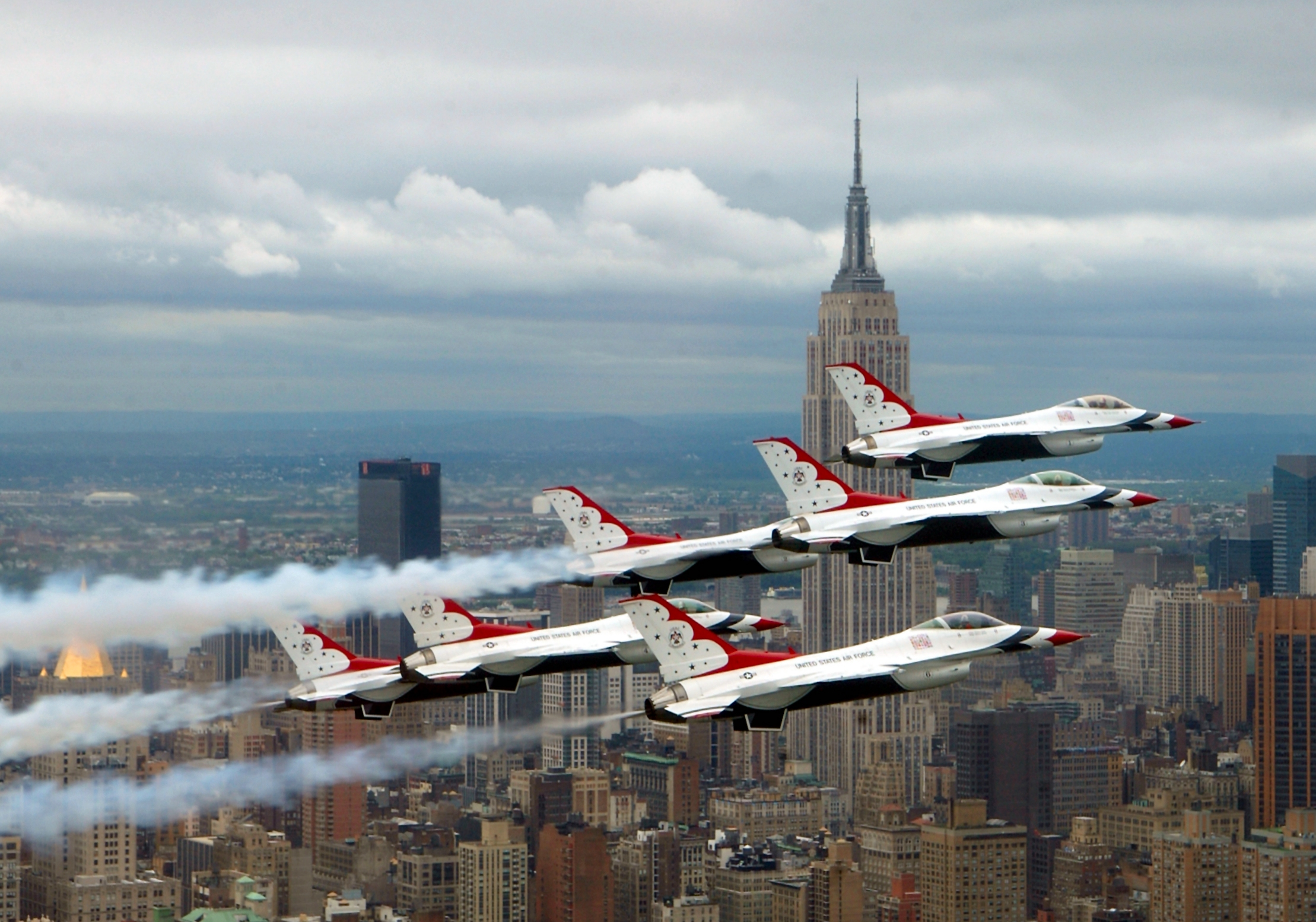
A Thunderbirds bemutatócsapat F–16-osai kötelékben, az Empire State Building előtt

Az USAF összesen 2230 F–16-ost rendelt (664 F–16A, 122 F–16B, 1238 F–16C, 206 F–16D), ezek gyártása 1975 augusztusában indult, a gépeket 1978–2004 között szállították le. Az F–16A/B-t már kivonták a hadrendből, az F–16C/D Block 25 és 30 repülőgépeket a Tartalékos Légierő és a Légi Nemzeti Gárda egységei használják, az első vonalban (az Air Combat Command, azaz a Légiharc Parancsnokság alárendeltségében) lévő repülőgépek az ennél korszerűbb Block 40/41 és Block 50/52 sorozat tagjai, ezek felszereltségét a CCIP program keretében egységesítik.
Az Amerikai Haditengerészet összesen 40 F–16-ost használt, melyek az ellenséges repülőgépeket szimulálták a légiharc-gyakorlatokon. A NASA négy repülőgépet használ kísérleti célokra.

### Bahreini Királyi Légierő
A Bahreini Királyi Légierő (Royal Bahraini Air Force, RBAF), melynek eredetileg csak helikopterei voltak, a nyolcvanas években kezdte meg vadászrepülőgépek beszerzését, először 12 F–5E Tiger II repülőgépet rendelve. A nyolcvanas évek végére a légierő fejlesztésének keretében 8 F–16C Block 40 és 4 F–16D repülőgépet vásároltak a Peace Crown I program keretén belül, ezeket a gépeket 1990 szeptemberében szállították le a „Sivatagi pajzs” hadművelet mellett. A gépek négy hónappal később részt vettek az öbölháborúban. 1998-ban újabb 10 F–16C Block 40-es gépet rendeltek (Peace Crown II program), ezeket együtt gyártották az Egyiptomi Légierő 40 darab Block 40-es gépével (1995-től átálltak a Block 50 sorozat gyártására, ezt az összesen 50 gépet jóval később gyártották le). A gépekhez AIM–7 Sparrow és AIM–120B AMRAAM légiharc-rakétákat is vásároltak, valamint AN/AAQ–14 Sharpshooter célzókonténert, amely a LANTIRN egyszerűbb változata.

### Belga Légierő

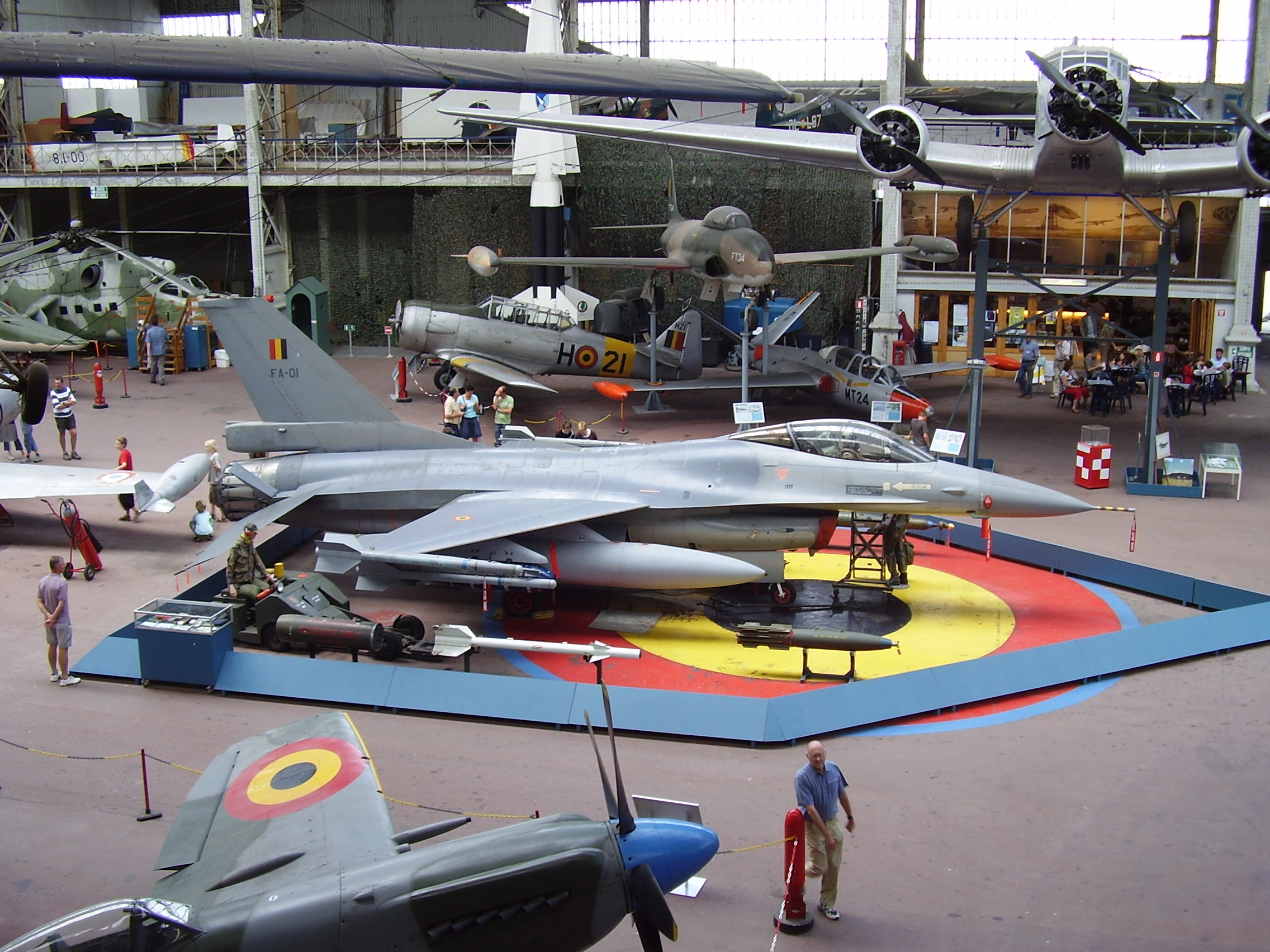
Az első belga F–16A (FA–01), már múzeumban

a Belga Légierő (Belgian Air Force, BAF) az F–16 négy eredeti külföldi megrendelőjének egyike volt, összesen 160 F–16A és B gépet vásároltak, ezeket (a holland, dán és norvég gépekkel együtt) részben helyben a belga SABCA (Societe Anonyme Belge de Constructions Aeronautiques) és a holland Fokker gyártotta, F100 hajtóművüket teljes egészében a belga Fabrique National gyártotta. Ma már csak 72 gép áll hadrendben, sok gépet eladtak, vagy elraktároztak, emellett viszonylag sok gépet vesztettek. Az eladatlan, rendszerből kivont gépeket szétszerelték. Jelenleg az összes gép az MLU standardra van korszerűsítve. A gépek hordozzák a CARPACE rádióelektronikai zavarórendszert, melyet a francia Dassault gyártott, és komoly megvesztegetési botrányba keveredett miatta. A gépek fegyverzetéhez AIM–9 Sidewinder és AIM–120 AMRAAM légiharc-rakéták, AGM–65 Marverick földi célok elleni rakéták, a GBU–31 JDAM GPS, valamint a GBU–10, GBU–12 és GBU–14 Paveway II lézerirányítású bombák, valamint AN/ALQ–131 zavarókonténerek is hozzátartoznak. A gépek számát a jövőben 60 gépre tervezik csökkenteni.

### Bolgár Légierő
Bulgária légiereje részére 2020 áprilisában rendelt a Lockheed Martintól nyolc F–16V Block 70 változatot, meylekből hat együléses és kettő kétüléses változat lett. Az első példányokat 2025-ben veszik át, a kezdeti műveleti képességet (Initial Operational Capability, IOC) pedig tervezetten 2026-ban érik el.
Ezt követően a bolgár kormány védelmi minisztere, Dimitar Sztojanov 2022. szeptember 21-én bejelentette újabb nyolc darab Block 70 változat megvásárlását, melyben négy-négy darab egy- és kétüléses változat lesz, fegyverzettel együtt, 1,3 milliárd dollár értékben. Ez a második beszerzés 2027-ben érkezik. Ezzel összesen tizenhat F–16V változattal fog rendelkezni a bolgár légierő, melyből tíz F–16C (VC) és hat darab F–16D (VD) változat, támaszpontjuk a Graf Ignatievo-i repülőtér. A második beszerzés bejelentésével egyidőben közölték, hogy a még szervizelhető MiG–29-eseket a Plovdiv-i repülőtérre telepítik át, ahol kiképzési feladatokra még két L–39-et is telepítenek. Az áttelepítést követően teljeskörű felújítás alá kerül a Plovdivtól északra fekvő repülőtér.

### Chilei Légierő

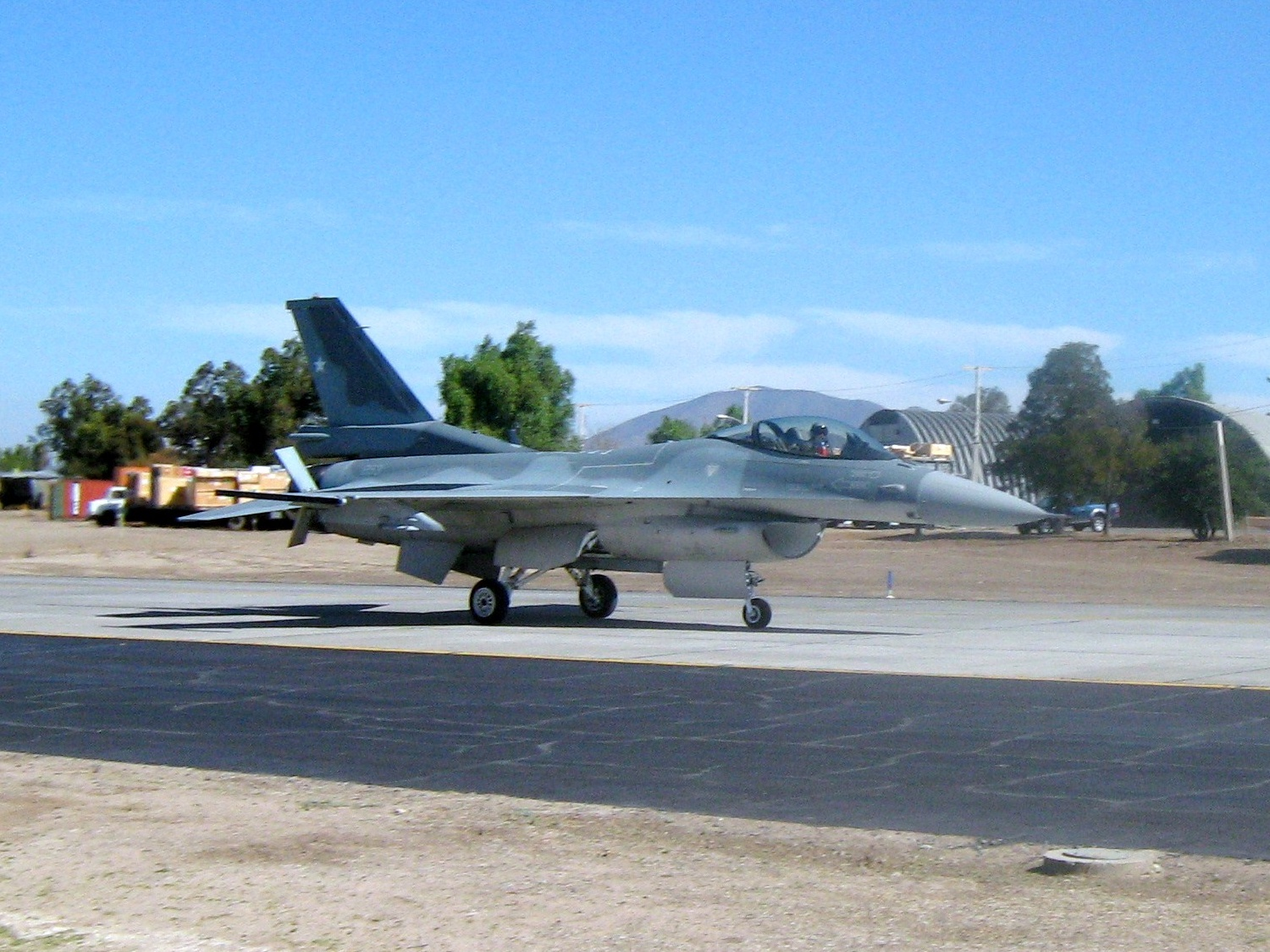
Chilei F–16C

A Chilei Légierő 2004–2005 között szerzett be a Peace Puma program keretén belül 6 F–16 Block 50 és 4 F–16D Block 50 repülőgépet, összesen mintegy 500 millió dollárért (20 éven belül ez volt az első Latin-Amerikába eladott korszerű amerikai repülőgép). A gépekkel a Chilei Légierő elavulófélben lévő Mirage 5 repülőgépeit váltották le. A kétüléses gépek gerincét a pilótakabin mögött megnövelték, és ide titkos, izraeli eredetű rádióelektronikai berendezéseket építettek be. A gépek fegyverzetébe valószínűleg integrálják az izraeli Python 4 és Derby légiharc-rakétákat is.
Ugyanekkor vásároltak meg 11 F–16A Block 20 MLU és 7 F–16B Block 20 MLU gépet a Holland Királyi Légierő állományából. A gépekkel olyannyira elégedettk, hogy 2008 októberében újabb 18 használt holland F–16MLU gépre jelentettek be igényt 180 millió USD értékben, a meglévő F–5 repülőgépeik leváltására.
2009 áprilisában újabb 18 holland F–16-os vásárlását jelentették be, összesen 270 millió USD értékben, újabb F–5-ösök leváltására. A gépeket 2010 közepére szállítják le, így Chilének 44 F–16-osa lesz.
Az első repülőgépet 2025 február elején vettá át Bulgária a gyártótól.

### Dán Királyi Légierő

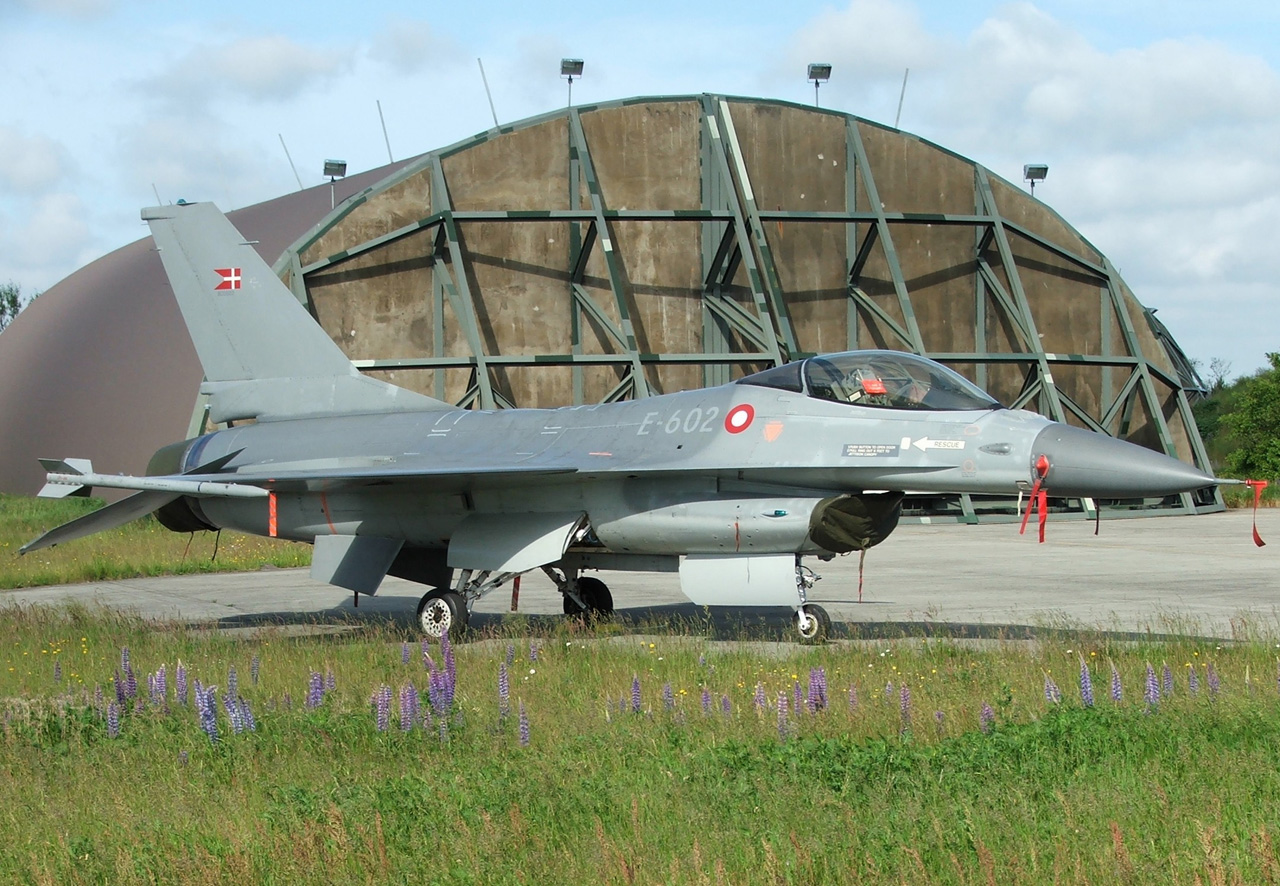
A Dán Királyi Légierő egyik F–16A-ja

A Dán Királyi Légierő (Flyvevaben, Royal Danish Air Force, RDAF) az F–16 négy első megrendelőjének egyikeként (EPAF, European Participating Air Forces – Európai Résztvevő Légierők) két sorozatban összesen 77 repülőgépet szerzett be (1980–1983 és 1987–1991 között), jelenleg 48 gép áll rendszerben, további 14 gépet a bennük lévő tartalék alkatrészek felhasználása miatt raktároztak el, mindegyik átesett az MLU programon. A gépeket a törzselsőrész bal oldalán ellátták egy erős keresőreflektorral, ezt légi célok éjszakai azonosításánál használják. A gépek fegyverzetébe integrálták az AIM–120 AMRAAM légiharc-rakétát, a GBU–12 és GBU–24 lézerirányítású, valamint a GBU–31 GPS-irányítású bombát és a LANTIRN célmegjelölő konténert.

### Dél-Koreai Légierő
A Dél-Koreai Légierő (Han-guk Kong Goon, Republic of Korea Air Force, RoKAF) összesen 180 F–16C és F–16D géppel rendelkezik, a változat első külföldi megrendelője volt, emellett az országban van az F–16 ötödik külföldi gyártósora. Az első 40 Block 32-es gépet (30 F–16C, 10 F–16D) 1986–1992 között vásárolták a Peace Bridge I program keretében. 35 gépet 2009-től korszerűsítettek 250 millió dollárárt, alkalmassá téve AIM–120 AMRAAM rakéták és GBU–31 JDAM irányított bombák alkalmazására.
Ezt követte 1994 és 2000 között a Peace Bridge II program 120 Block 52-es gépe (80 F–16C, 40 F–16D, ezekből 72-t a Samsung gyártott le), majd 2003–2004 között újabb 20 Block 52-es (Peace Bridge III program, 14 F–16C, 6 F–16D). A gépek fegyverzetébe az AIM–7 Sparrow, az AIM–9 Sidewinder és az AIM–120 AMRAAM légiharc-rakéták, az AGM–65 Maverick földi célok elleni rakétát integrálták. Dél-Korea az első külföldi megrendelője az AN/ALQ–165 ASPJ (Airborne Self-Protection Jammer) beépített rádióelektronikai zavarórendszernek. A gépek helyi megnevezése KF–16.

### Egyesült Arab Emírségek Légiereje

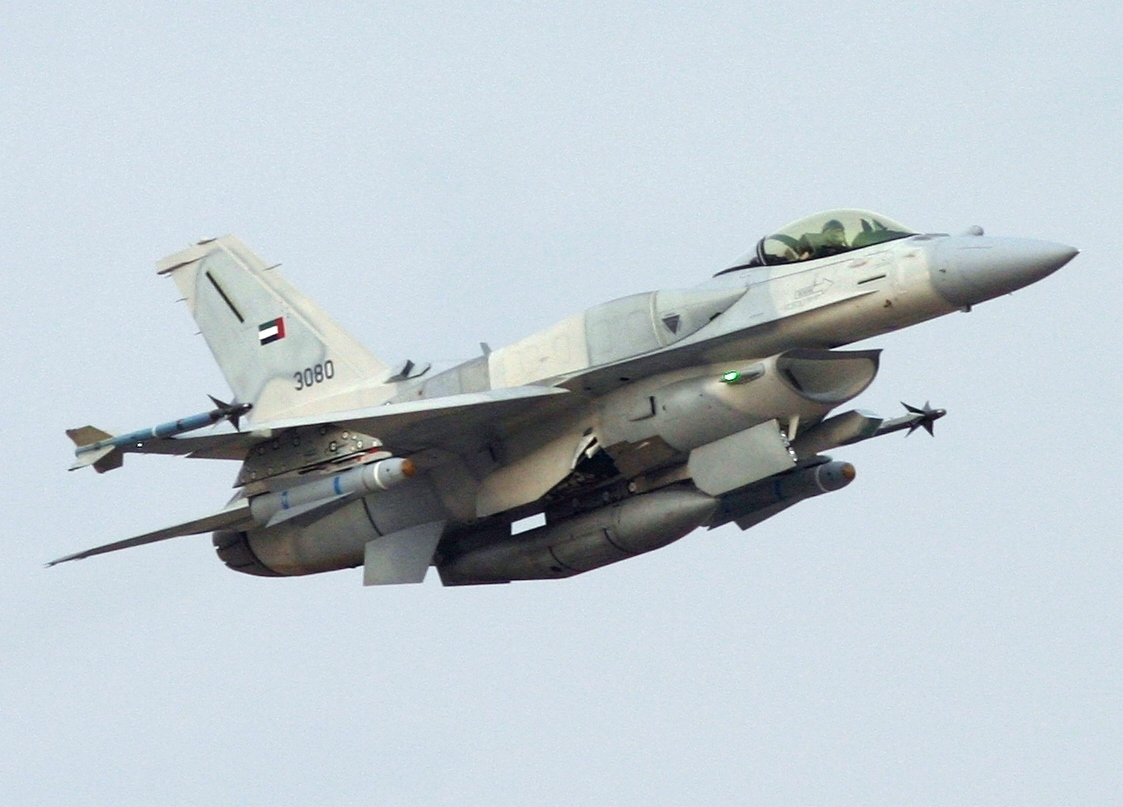
Az Egyesült Arab Emírségek egyik F–16E-je, a törzsre szerelt illeszkedő tüzelőanyag-póttartályokkal, AIM–9 Sidewinder és gyakorló változatú AGM–65 Maverick rakétákkal

Az Egyesült Arab Emírségek Légiereje (United Arab Emirates Air Force, UAEAF) 1998-ban rendelt 80 db repülőgépet (55 db F–16E Block 60 és 25 db F–16F Block 60). Az EAE pilótáit 2004 év közepén küldték ki az Egyesült Államokba, majd ez év szeptemberében a Légi Nemzeti Gárda arizonai Tucson Nemzetközi Repülőtéren települő 162. Vadászezredénél megkezdték a kiképzést az E/F típusra. Az első csoport 2005 áprilisában végzett, majd az első 10 db gépet 2005. május 4-én adták át az EAE-nak. Az utolsók 2006-ban érkeztek meg. A 80 db gép több garnitúra fegyverzettel – többek között 491 db AIM–120B AMRAAM, 267 db AIM–9M Sidewinder, 163 db AGM–88 HARM, 1163 db AGM–65D/G Maverick, 52 db AGM–84 Harpoon, GBD-k, 20 mm-es gépágyútöltények és egyéb fegyverzet – 2 milliárd USD-ba került.

### Egyiptomi Légierő

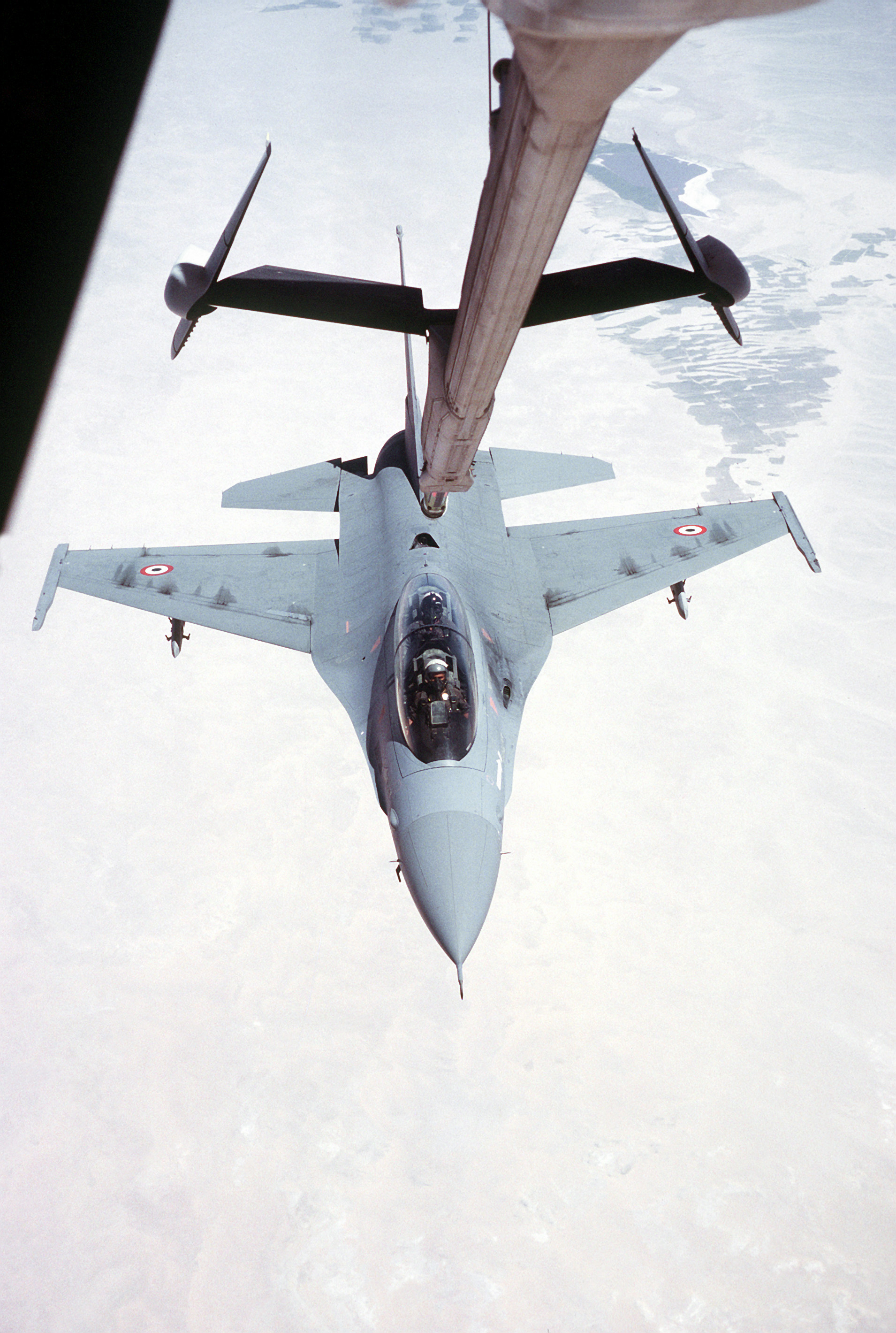
Egyiptomi F–16 légi utántöltés közben, a Bright Star '83 hadgyakorlaton

Az Egyiptomi Légierő (القوات الجوية المصرية, al-Kuvvát al-Dzsavíja al-Maszríja) az F–16 negyedik legnagyobb üzemeltetője, összesen 220 repülőgéppel.
Az első 42 repülőgépet (34 F–16A Block 15 és 8 F–16B Block 15) 1980-ban rendelték meg, a Peace Vector I program keretében (ezek közül egyetlenegy darabot a holland Fokker gyártott le). Ezeket a gépeket 1997-re átalakították a Block 42 standardnak megfelelően.
A következő megrendelést a Peace Vector II program 34 F–16C Block 32 és 6 F–16D Block 32 gépe jelentette, ezeket 1986–1987-ben szállították le. Ezek a repülőgépek kompatibilisek az AIM–7 Sparrow rakétákkal. 1997-re ezeket is korszerűsítették a Block 42 standardra.
1990-ben adták le a következő megrendelést, a Peace Vector III program keretén belül 35 F–16C Block 40 és 12 F–16D Block 40 repülőgépet vásároltak, ezeket 1991-re leszállították.
A Peace Vector IV program keretében a török TUSAS cégtől rendeltek meg 34 F–16C Block 40 és 12 F–16D Block 40 repülőgépet, ez volt az első alkalom, hogy külföldi gyártású F–16-osok nagy mennyiségben egy harmadik ország megrendelésére készüljenek. Az amerikai Külföldi Fegyvereladási Programok (Foreign Military Sales) szabályainak megfelelően ezeket a gépeket először az USAF vette át, csak ezután kerültek a gépek egyiptomi tulajdonba. A gépeket 1994–1995-ben szállították le.
A Peace Vector V programban 1999–2000-ben vásároltak 21 F–16C Block 40 repülőgépet.
A Peace Vector VI programban több más fegyverrel (200 M1A1 Abrams harckocsival és 32 MIM–104 Patriot komplexummal) 12 F–16C Block 40 és 12 F–16D Block 40 gépet vásároltak, 2001–2002-es szállítással.
2009 tavaszán újabb 24, block 52-es repülőgép tervezett beszerzését jelentették be, mintegy 3,2 milliárd dollár értékben.

### Görög Légierő

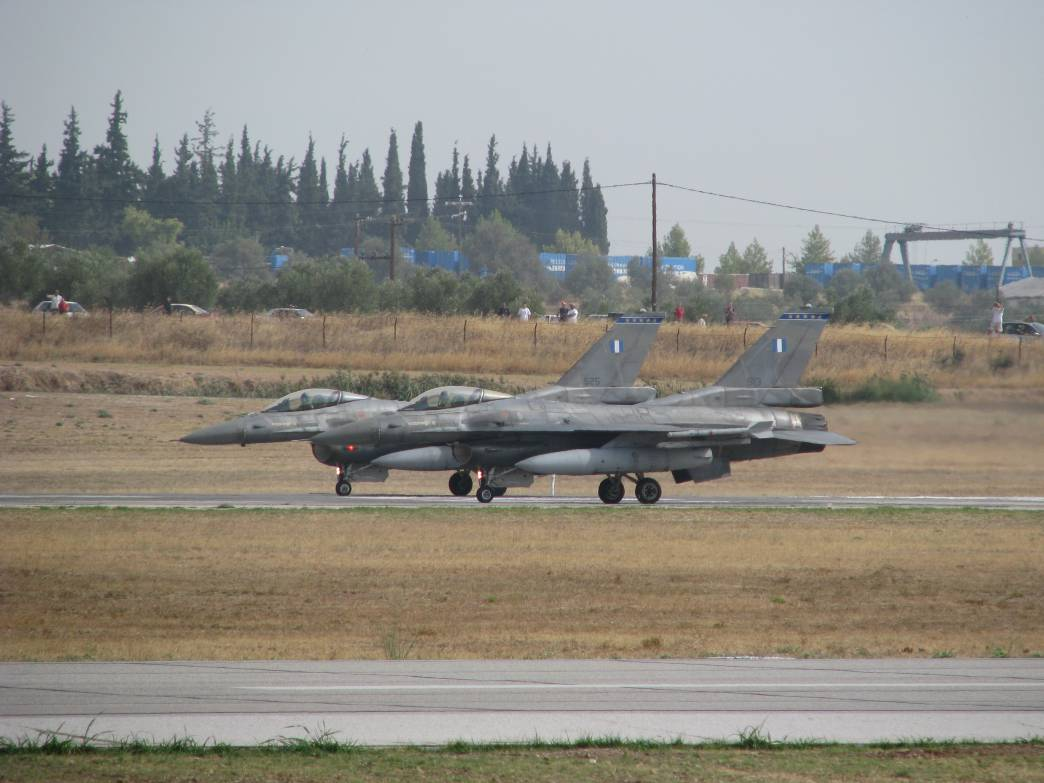
Görög F–16C géppár felszállásra vár

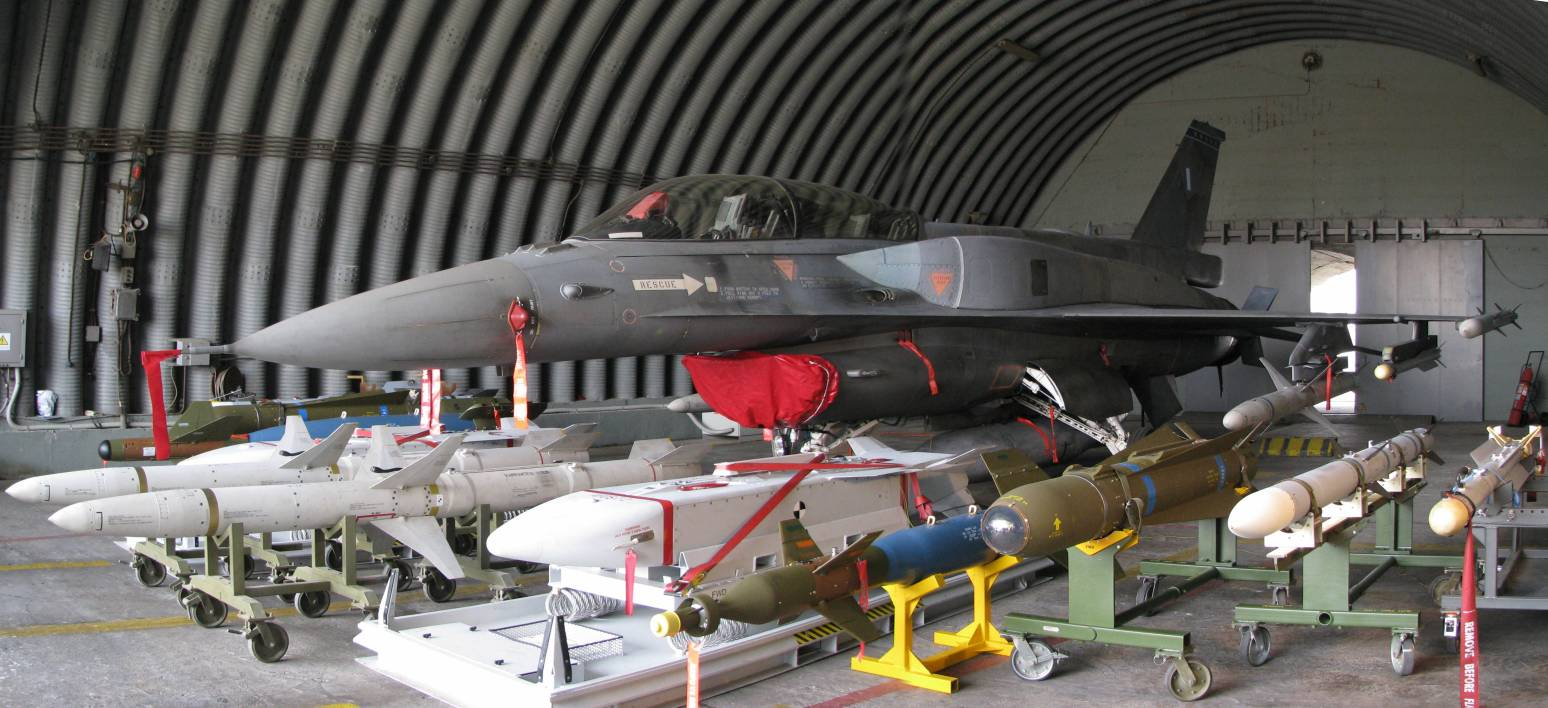
Görög Peace Xenia III-as F–16D hangárban, fegyverzettel kiállítva

A Görög Légierő (Ελληνική Πολεμική Αεροπορία, Elleniki Aeroporia) összesen 180 F–16C-t és F–16D-t vásárolt. Fegyverzetükbe integrálták az elérhető legkorszerűbb fegyvereket és berendezéseket: az AGM–154 JSOW siklóbombát, a GBU–31 JDAM irányított bombát, az AIM–120 AMRAAM és az IRIS–T légiharc-rakétát, a WCMD kazettás bombát a LANTIRN konténert és a JHMCS sisakkijelzőt.
Az első 40 gépet (34 F–16C és 6 F–16D Block 30) a Peace Xenia I program keretében rendelték, és 1988–1989 között szállították le. A következő 40 gépet (Peace Xenia II, 32 F–16C és 8 F–16D Block 50) 1997–1998 során vásárolták.
1998-ban a NATO felkérte Görögországot, hogy az F–16-osok vegyék át az elavuló A–7-esektől azok atomcsapás-mérő feladatkörét. Mivel a görög F–16-osokat lekötötte az ország légterének védelme (elsősorban a török gépekkel szemben), ezért semmiképpen nem akartak a feladattól elvonni, ezért megfontolták egyszázadnyi használt repülőgép beszerzését. Eredetileg Hollandiától vagy Belgiumtól akartak MLU korszerűsítésen átesett gépeket venni, majd szándéknyilatkozatot írtak alá 20 használt amerikai Block 30-as gép vásárlásáról. A tervet végül elvetették, nem akartak a jelenlegi gépeknél korszerűtlenebbeket vásárolni, a légierő ambiciózusabb tervekkel állt elő.
Több, nagyobb teljesítményű repülőgép beszerzésének lehetőségét megvizsgálták (F–15 Eagle, Eurofighter), de az Athéni olimpia előkészülketei a költségvetés nagy részét lekötötték, ezért olcsóbb repülőgépeket kellett vásárolni, így a választás megint az F–16-ra esett. A Peace Xenia III programban 40 F–16C és 20 F–16D Block 52-es gépet rendeltek (50 gép, opcióval újabb 10 gépre, melyet 2001-ben lehívtak), ezeket 2002–2004 között leszállították, a szerződés aláírását követő 31 hónapon belül.
Az Eurofighter megrendelésének felmondása után felröppent a híre, hogy újabb F–16-osokat vásárol Görögország. A hír igaznak bizonyult, a Peace Xenia IV programban 40 gépet rendeltek (20 F–16C, 10 F–16D Block 52+, valamint opció újabb 10 gépre.) A gépeket 2009–2010 között tervezik leszállítani. Az első gép 2008. december 5-én repült először, az első négy gép 2009. május 22-én érkezett az Araxos légibázisra.

### Holland Királyi Légierő

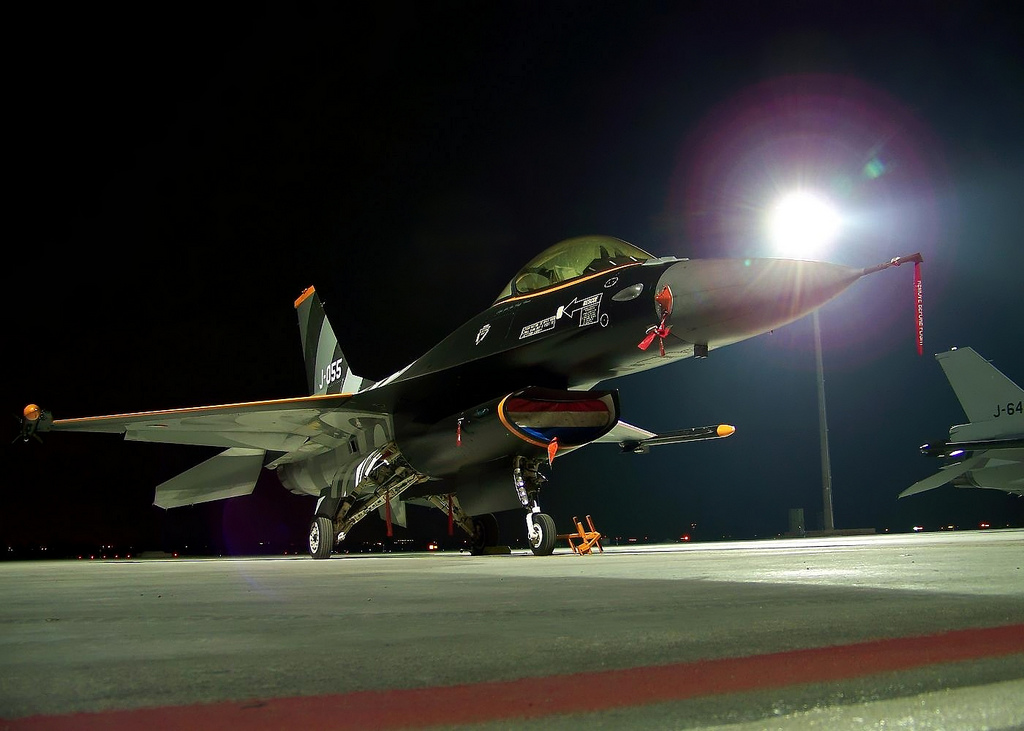
A Holland Királyi Légierő J–055 lajstromszámú, díszfestésű gépe, mellyel 2005-2008 között repültek bemutatókat (utódja a J–015 lett)

A Holland Királyi Légierő, a négy eredeti európai megrendelő (European Participating Air Forces, EPAF) egyikeként összesen 213 repülőgépet szerzett be, ezeket helyben, a Fokkernél gyártották. Jelenleg 108 gép áll rendszerben, a felesleg egy részét eladták (Jordániának, Chilének). Az eredeti megrendelés 80 F–16A-ról és 22 F–16B-ről szólt, ezek Block 1, 5, 10 és 15 sorozatú gépek voltak, és 1984-re gyártották le őket. 1983-ban parlamenti döntés született újabb 97 F–16A és 14 F–16B legyártásáról (Block 15 és Block 15 OCU), ezeket a gépeket 1992-re gyártották le. Az összes rendszerben álló gép átesett az MLU korszerűsítési programon. Rendszerben áll a gépeknél az AIM–120 AMRAAM, a GBU–10, GBU–12 és GBU–24 lézerirányítású bombák, a LANTIRN célmegjelölő konténer valamint az F–104-esektől örökölt Oldelft Orpheus felderítőkonténer.

### Indonéz Légierő
Az Indonéz Légierő (Tentara Nasional Indonesia-Angkatan Udara) 1986-ban rendelt 8 F–16A Block 15 OCU együléses és 4 F–16B kétüléses repülőgépet, a Peace Bima-Sena program keretében. Fegyverzetük szegényes, csak az AIM–9 Sidewinder légiharc-rakétát, néhány nem irányított bombát, valamint az AGM–65 Maverick rakétát rendelték meg hozzájuk. 1997-ben újabb 9 gép rendelése került szóba, de az országot embargó alá vonták a személyiségi jogok megsértése és Kelet-Timor megszállása miatt. Később a mergrendelt gépekhez sem kaptak pótalkatrészeket, emiatt Szu–27-eseket rendeltek Oroszországtól. 2005-ben az embargót feloldották.

### Iraki Légierő
Irak kormánya 2008 szeptemberében jelentette be igényét 36 F–16-osra.

### Izraeli Légierő

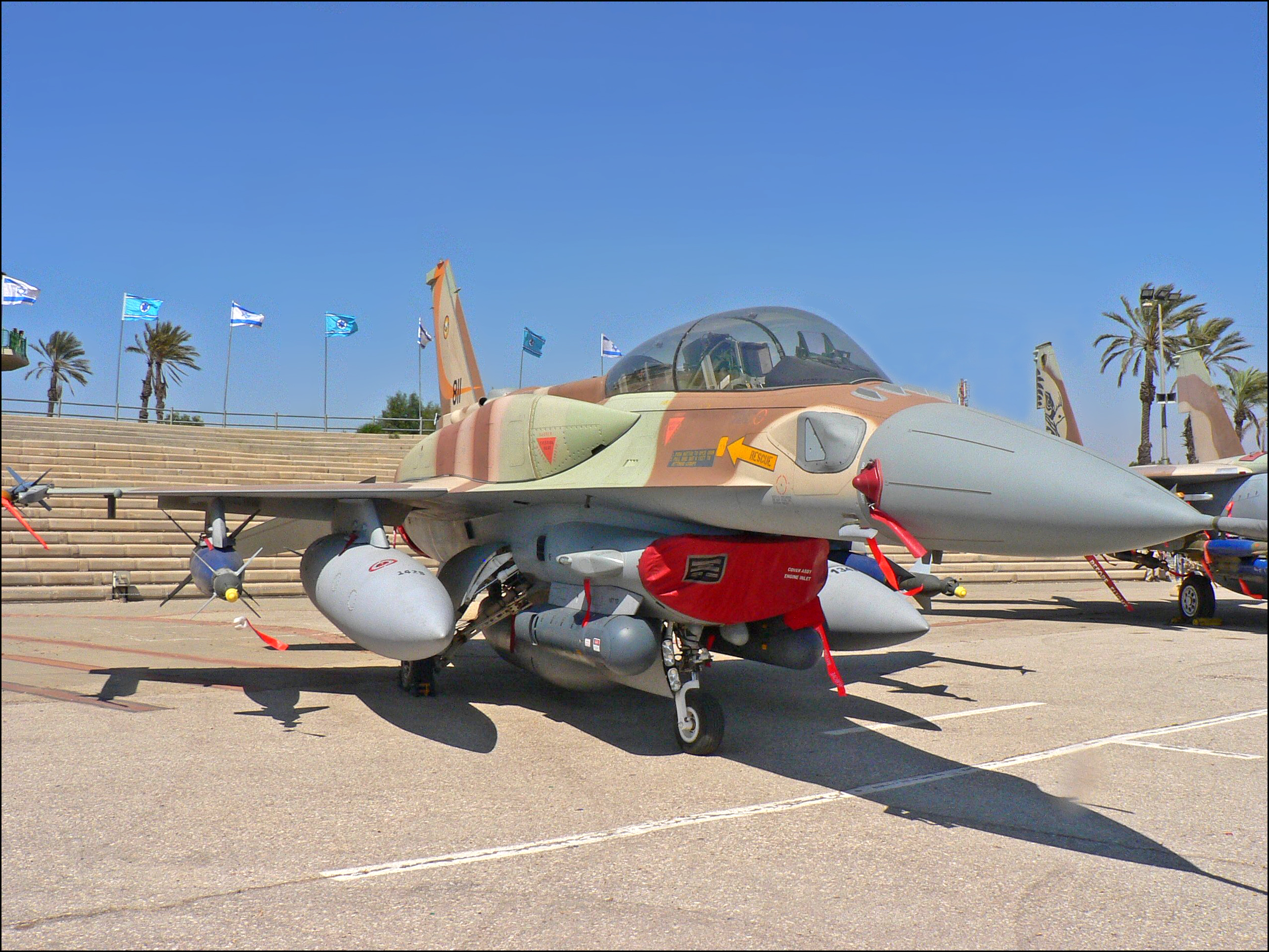
Izraeli F–16I Soufa. A repülőgép szárnyai alatt a középső (7-es) csomóponton lézerirányítású bomba, a belső (6-os) csomóponton a nagyobb, 600 gallonos, nem ledobható tüzelőanyag-póttartály van, a törzs tetejének két oldalára fel van szerelve a CFT illeszkedő póttartály.

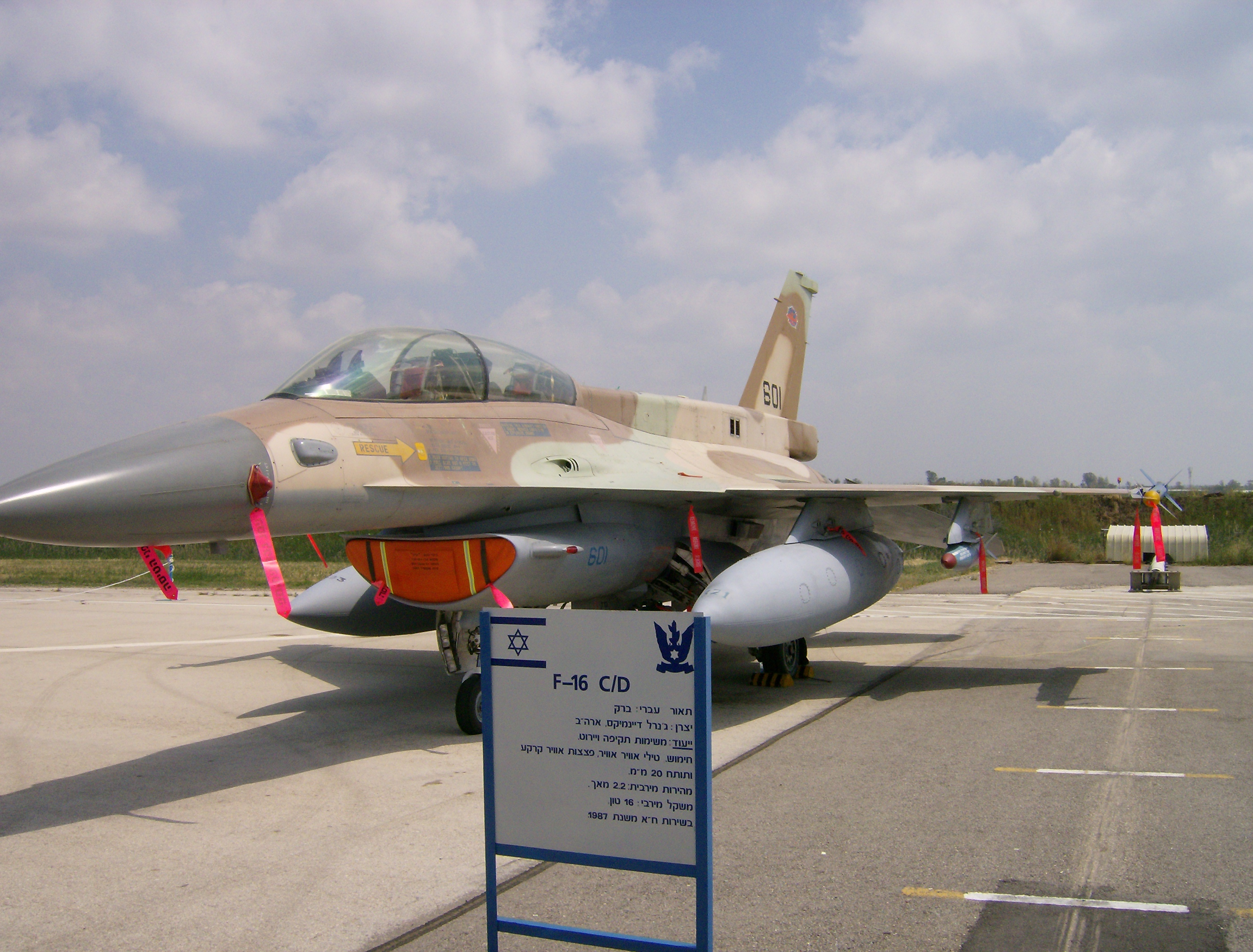
Izraeli F–16D Block 40 Barak. Először ezeken a gépeken jelent meg a pilótakabin mögötti, valószínűleg rádióelektronikai zavaróberendezéseket rejtő, megnövelt gerinc.

Az Izraeli Légierő (זרוע האויר והחלל, Israel Defense Force/Air Force, IDF/AF) 362 F–16-ost vásárolt, a gép minden változata rendszerben áll, összesen 47 légigyőzelmet arattak velük. Az első 75 repülőgépet még 1978-ban rendelték meg a Peace Marble I program keretén belül (a gépeket eredetileg Iránnak szánták, de a sah bukása után felbontották a szerződést), ezek közül 18+8 gép a Block 5, a többi Block 10 sorozat darabja volt, és 1981-re szállították le az utolsót. A gépek izraeli elnevezése Netz (Héja).
A Peace Marble II program keretében újabb 75 (51 F–16C Block 30 és 24 F–16D Block 30) gépet vásároltak, 1986–1988 között. Elnevezésük Barak (Villám). 2009-től a gépeket a Barak 2020 program keretében korszerűsítik, mely után az F–16I Soufa gépekkel lesznek egy szinten.
A Peace Marble III programot a saját fejlesztésű Lavi vadászrepülőgép programjának leállítása után indították, 1991–1993 között vásároltak 60 (30 együléses F–16C és 30 kétülséses F–16D) Block 40 sorozatú gépet. A gépek helyi elnevezése Barak II.
Az Öbölháború után, elismerve az ország háború alatti együttműködését, a Peace Marble IV programban 50 használt gépet vettek át az amerikai Légi Nemzeti Gárda állományából (36 F–16A és 14 F–16B, Block 1, 5 és 10 gépek), amiket 1994 augusztusa és decembere között szállították le. Ezeket elsősorban kiképzésre használják. A gépek 1998-ig nem az Izraelben megszokott barna-zöld-homokszínű festéssel, hanem az eredeti amerikai kétszínű szürkével repültek. Nevük Netz II.
A gépek utolsó sorozata a Peace Marble V programban beszerzett 102 darab F–16I Soufa (Vihar). Mindegyik gép kétüléses, elektronikájuk nagy része izraeli gyártású.
Izrael többi repülőgépéhez hasonlóan az F–16-osait is jelentősen átalakította, elektronikájuk részben hazai fejlesztésű. Fegyverzetüket kiegészítették a helyben gyártott fegyverekkel: a Python 3, Python 4, Python 5 és Derby légiharc-rakétákkal (az AIM–9 Sidewinder mellett), az AGM–142 Popeye földi célok elleni irányított rakétával és a Spice GPS/optikai irányítású siklóbombával.

### Jordán Királyi Légierő

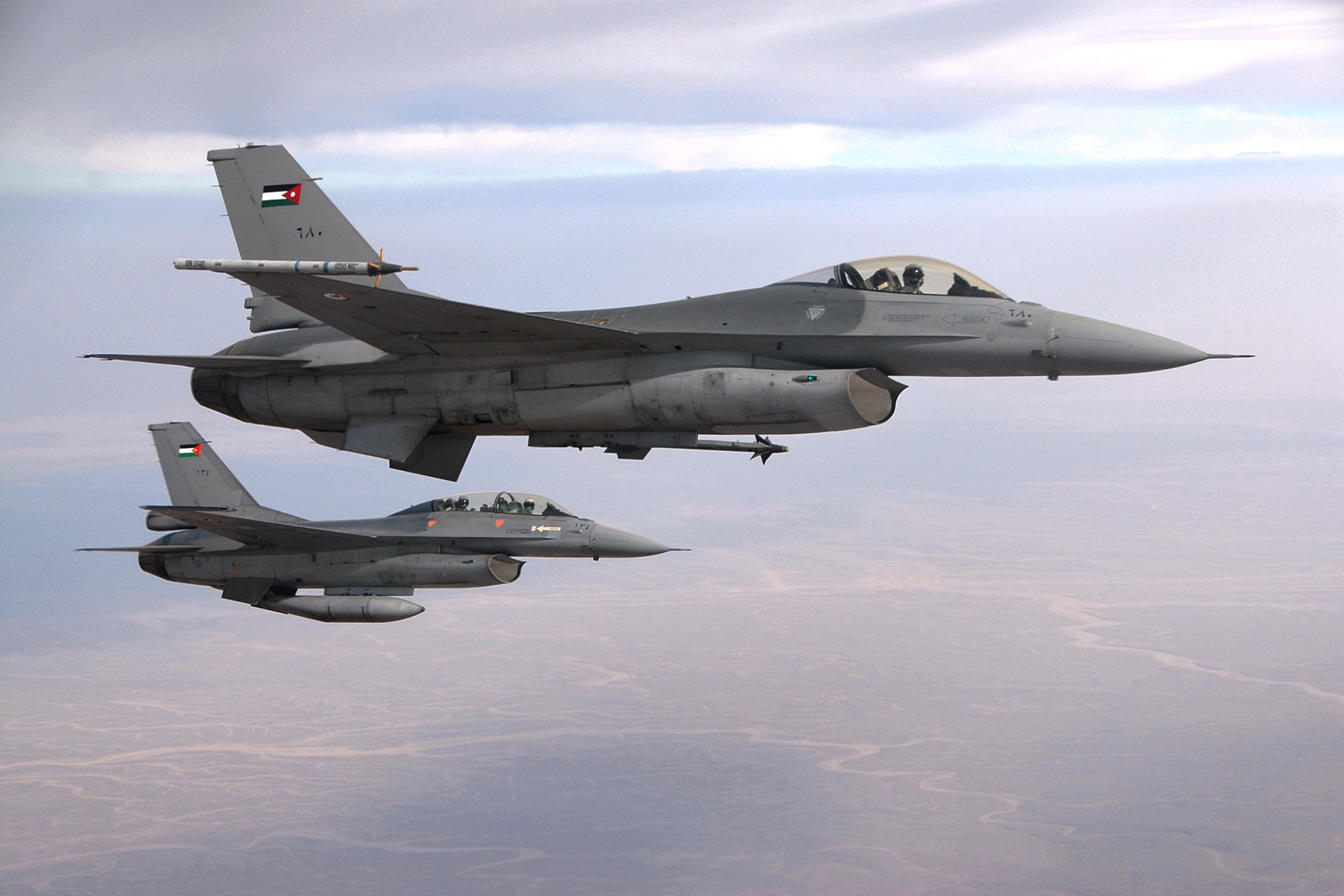
A Jordán Királyi Légierő egy F–16A-ja és egy F–16B-je

A Jordán Királyi Légierő első F–16-osait az Izraellel 1994-ben megkötött béke után azonnal megrendelte. A Peace Falcon I program keretében 1996-ban kaptak 12 használt F–16A és 4 F–16B Block 15 OCU-t (ADF változat), ezek közül az összes F–16A és az egyik F–16B túl volt a 3000-ik repült órán, ami a gépek akkori élettartamának a 75%-a, ezért az amerikai törvények alapján ingyen kapták őket. Még amerikában felújították az összes gépet, többek között hajtóművüket az akkor legkorszerűbb F100–PW–220 változatra építették át, sárkányuk élettartamát 8000 repült órára növelve, így az ingyen kapott gépekben megvásárlásukkor több időtartalék volt, mint a sorozatgyártás elején leszállított gépekben. A gépeket 1997–1998-ban szállították le. Fegyverzetük eredetileg csak az AIM–9 Sidewinder rakétából állt, 2004-ben kapták meg az AIM–120 AMRAAM-ot.
Jordánia összesen 3 századnyi, mintegy 50-70 gépet szeretne vásárolni, így az első megrendelés beérkezése után folytatták a tárgyalásokat, 2003-ban szállították la a Peace Falcon II program égisze alatt a következő 12 F–16A Block 15 ADF és 5 F–16B Block 15 ADF gépet, ezek már átestek az MLU programon. 2004-től a gépeket a török TUSAS korszerűsítete.
2006-ban Hollandiától vásároltak 3 F–16A Block 20 MLU gépet. Később újabb használt gépeket vettek Hollandiától és Belgiumtól, (16 illetve 8 gép), majd 2009 elején Belgiumtól újabb 9 gépet rendeltek.

### Lengyel Légierő
A Lengyel Légierő (Polskie Siły Powietrzne) a Varsói Szerződés utódállamai közül először rendelt F–16-ost, a Peace Sky program keretén belül 36 F–16C és 12 F–16D Block 52+ repülőgépet vásároltak, 2006–2009 közötti szállítással. A gépekhez szinte minden kapható kiegészítőt megrendeltek: az AIM–9X Sidewinder és az AIM–120 AMRAAM légiharc-rakétákat, AGM–154 JSOW (Joint Standoff Weapon) és GBU–31 JDAM földi célok elleni fegyvereket, a JHMCS sisakkijelzőt, izraeli eredetű rádióelektronikai berendezéseket, valamint a Sniper ER célmegjelölő konténert, így gyakorlatilag ezek a repülőgépek lesznek a NATO legerősebb F–16-osai. Az első négy repülőgép 2006 novemberében érkezett meg első bázisára, Poznańba, míg az utolsó hármat 2008. december 11-én vették át.
A lengyelországi WZL 2 repülőgépipari üzem 2022 novemberére elérte az amerikai légierő minősítését annak európai (USAFE) F–16 (aviano-i Block 40 és spangdahlemi Block 50) és A–10C flottájának szolgálatiidő-növelő programjának (SLEP) végrehajtásához. Korábban ezt a belga SABCA végezte el. A program 2032-ben jár le, két ötéves időtartamú fázissal. Az üzemidőket nyolcezerről tizenkétezer üzemórára tolják ki, gépenként 9 hónapos munkával. Az üzemidő-hosszbbított repülőgépek a 2050-es évekig üzemelhetnek majd.

### Marokkói Királyi Légierő
Marokkó 2007 végén jelentette be igényét 24 F–16 block 50/52-es repülőgépre és a hozzá tartozó felszerelésre, összesen mintegy 2,4 milliárd dollár értékben. A gépek többek között Sniper célmegjelölő konténereket kapnak.

### Norvég Királyi Légierő

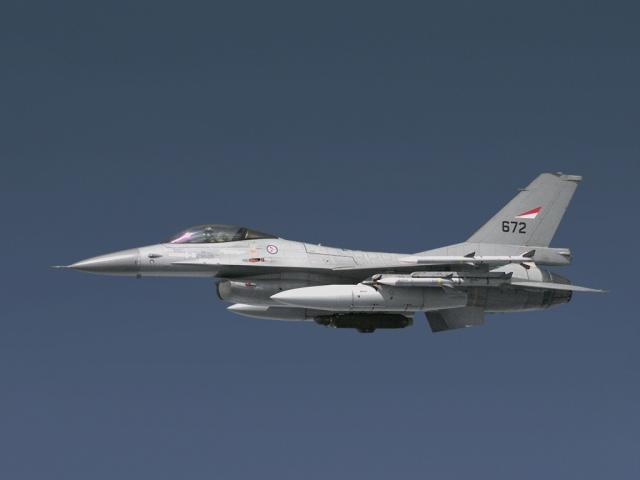
Norvég F–16A

Az Norvég Királyi Légierő (Luftforsvaret) Európai Résztvevő Légierők tagjaként 60 F–16A-t és 12 F–16B-t vásárolt 1980–83 között, majd 1989-ben még két F–16B-t a fogyatkozó állomány pótláslára. A gépek eredetileg a Block 1 és Block 5 sorozat tagjai voltak, később mindegyiket a Block 10 széria szintjére korszerűsítették. Az összes gép átesett az MLU programon, hordozhatják az AGM–119 Penguin hajók elleni és az AIM–120 AMRAAM légiharc-rakétát.

### Olasz Légierő
Az Olasz Légierő (Aeronautica Militare Italiana, AMI) az elöregedett F–104S Starfighter repülőgépek pótlására, az Eurofighter program tetemes késése miatt az ország légterének védelmére eredetileg angol Tornado ADV repülőgépeket bérelt, 10 évre. A bérlet 2003-ban lejárt, meghosszabbítása újabb 10 évre túl drága lett volna, ezért új repülőgépet kellett rendszerbe állítaniuk. A Peace Caesar program keretében 30 F–16A és 4 F–16B repülőgépet béreltek, szintén 10 évre, ezek használt és felújított, főleg Block 15 ADF változatú repülőgépek.

### Ománi Királyi Légierő
Az Ománi Királyi Légierő (Al Quwwat al Jawwiya al Sultanat Oman, Royal Air Force of Oman, RAFO) a Peace A'sama A'safiya 8 F–16C és 4 F–16D Block 50 repülőgépet rendelt, ezeket 2005–2006 folyamán leszállították. A gépek F110–GE–119 hajtóművet és AN/APG–68(V)XM rádiólokátort kaptak, ezek a szerzősés aláírásának pillanatában elérhető legkorszerűbb berendezések voltak. A repülőgépekhez megrendelt fegyverek mennyisége, érdekes módon, publicitást kapott.

### Pakisztáni Légierő

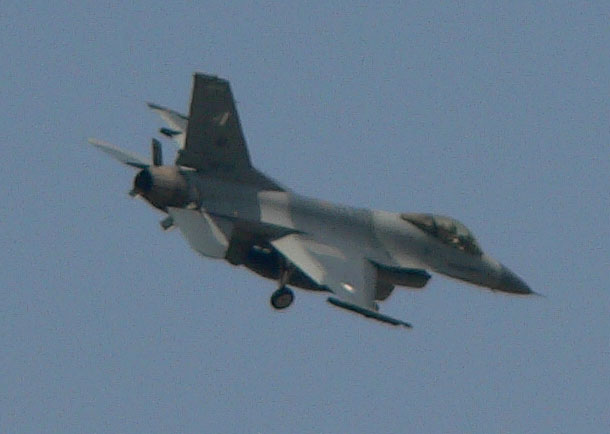
A Pakisztáni Légierő F–16A repülőgépe megközelítés közben, Lahor felett, nyitott törzsféklapokkal.

A Pakisztáni Légierő (Pakistan Air Force, PAF) összesen 111 F–16-ost rendelt, de az ország nukleáris programja miatt ebből 78 gépet embargó alá vontak, és nem szállítottak le. Az első 40 gépet 1981-ben rendelték meg (Peace Gate I program: 2 F–16A és 4 F–16B; Peace Gate II program: 26 F–16A és 8 F–16B), ezek az F16A gyártásának végéről származó Block 15 OCU gépek voltak, F100–PW–220 hajtóművekkel.
1988-ban kezdtek tárgyalásokat 11 újabb gép megvásárlásáról, veszteségeik pótlására (Peace Gate III program, 6 F–16A és 5 F–16B Block 15 OCU), majd 1989-ben újabb 60 gépet akartak rendelni (Peace Gate IV program, 48 F–16A és 12 F–16B Block 15 OCU). Pakisztán gyanított atomfegyver-programja a sejtések szerint többek között az F–16-ra alapozott, mint potenciális fegyverhordozó gépre (állítólag meglevő gépeiket alkalmassá tették atomfegyverek hordozására), ezért, bár a Peace Gate III gépek mindegyikét, valamint a Peace Gate IV program 7 F–16A és 10 F–16B gépét legyártották, ezeket nem szállították le, hanem Arizonában, a Davis-Monthan Légibázison tárolták 2002-ig, amikor az US NAVY állította hadrendbe őket, mint agresszor repülőgépeket a NSAWC (Naval Strike And Warfare Center) keretében.
2005-ben újabb tárgyalások, Pakisztán terrorizmus elleni harca és India gyors fegyverkezése (főleg a Szu–30-asok hadrendbe állítása) eredményeként tárgyalásokat kezdtek újabb gépek vásárlásáról, 2006-ban megkötötték a szerződést a Peace Drive I program 18 új Block 52-es gépének vásárlásáról, valamint az Egyesült Államok beleegyezett a korábban legyártott 26 gép átadásába (ezek közben átestek az MLU programon). A régebbi, Peace Gate I és II programban beszerzett 42 gépet Törökországban a Turkish Aerospace Industries korszerűsíti 2010 októberétől, 75 millió USD-ért.

### Portugál Légierő

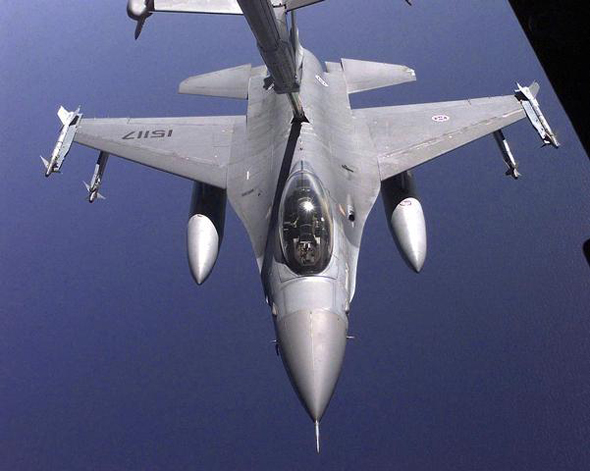
Portugál F–16A légi utántöltés közben.

A Portugál Légierő (Força Aérea Portuguesa) összesen 38 repülőgépet üzemeltet. Az első 17 F–16A és 3 F–16B Block 15 OCU gépet a Peace Atlantis I programban 1994-ben kapták meg (részben az Azori-szigeteken lévő Lajes Légibázis használati jogáért cserében). 1999-ben a Peace Atlantis II program keretében vásároltak 21+4 használt repülőgépet (ezek közül 5 F–16-ost csak tartalék alkatrészként használnak fel), ezeket később az MLU-program keretében felújítottak. A portugál gépek részt vettek az Allied Force hadműveletben.

### Román Légierő
A 2010-es évek elején a román kormányzat tárgyalásokat folytatott használt, de még évtizedekig üzemeltethető F–16-változatok beszerzéséről. 2012-ben a védelmi tanács 12 darab portugál F–16A/B változat megvásárlására kötött szerződést, 670 millió euró értékben. A gépeket öt éven belül kellett leszállítani és a műveleti készültséget 2016-ban el kellett érniük. 2013 október 11-én formálisan is megvásárolta a 12 darab repülőgépet MLU csomaggal együtt, 186,2 millió euró értékben. A gépek közül kilenc darab állt a portugál légierő állományában, három további korábban az amerikai légierő állományában állt, így az amerikai hatóságokon keresztül lettek értékesítve. Az üzemeltetéshez szükséges alkatrészeket és berendezéseket mindkét országból vásároltak. A leszállítás 2016-ban történt meg, a kezdeti műveleti készültséget pedig 2017-ben érték el, a fetești katonai repülőtéren települnek. Kilenc együléses és három darab kétüléses repülőgépet vásároltak.
A román légierő ezt követően újabb F–16-osok beszerzésére tett javaslatokat, különféle forrásokat keresve. 2021. december 12-én a védelmi minisztérium 32 darab norvég F–16AM/BM-re adott le vásárlási megrendelést, 388 millió euró értékben. Ezt szerződésbe 2022. november 4-ére foglalták és fogadta el a román parlament. A gépeket és az üzemeltetéshez szükséges alkatrészeket és berendezéseket két ütemben, 2023-ban és 2024-ben veszi át a légierő. Ezzel összesen 44 darab F–16AM/BM repülőgéppel fog rendelkezni a román légierő.

### Szingapúri Légierő

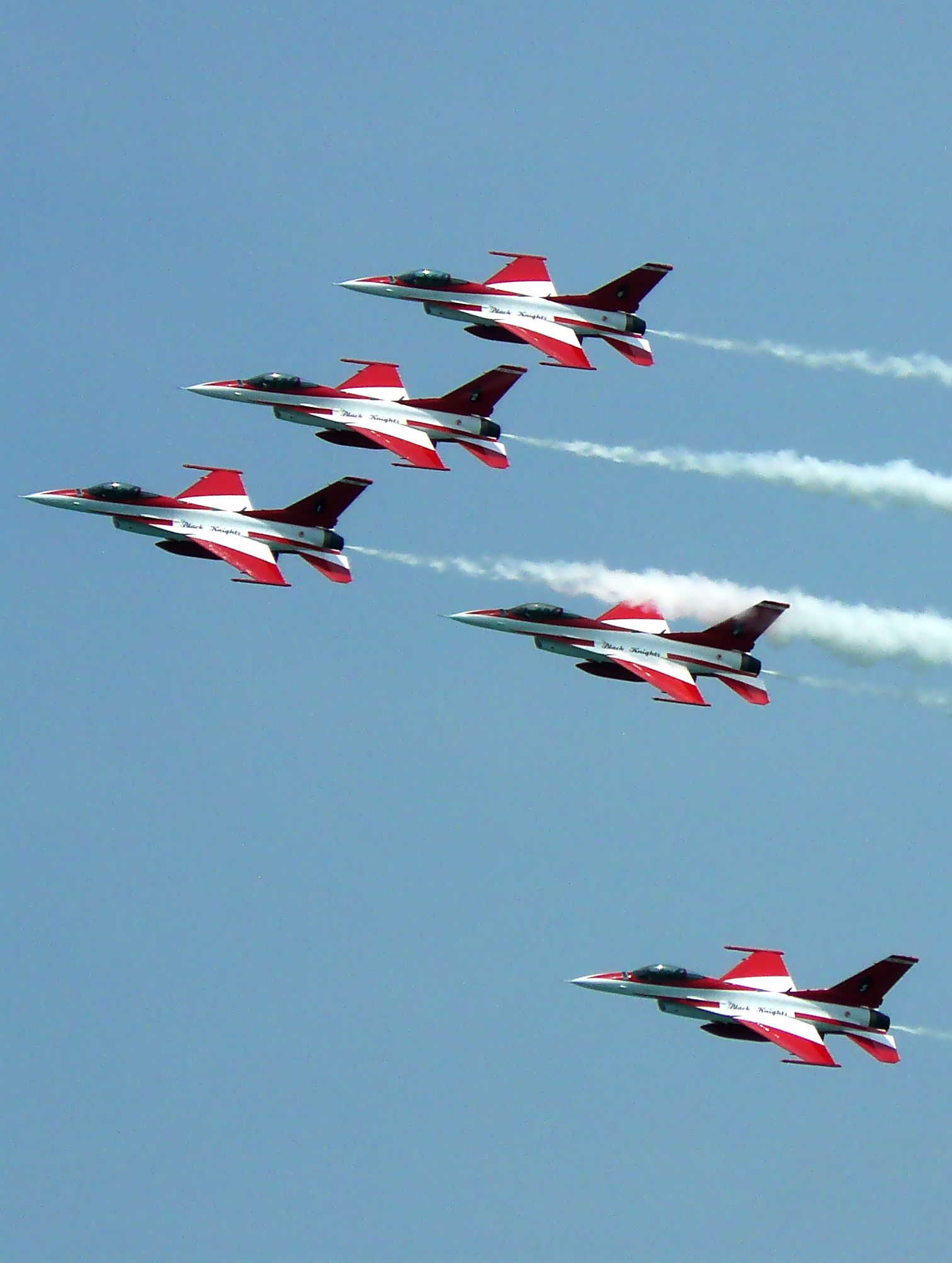
A Szingapúri Légierő Black Knights bemutatócsapatának F–16-osai

A Szingapúri Légierő (Republic of Singapore Air Force, RSAF) több, kisebb sorozatban rendelt repülőgépeket, ma összesen az F–16 70 példányát üzemeltetik (ebből 62 F–16C/D Block 52). A gépek fegyverzete nagyon korszerű, az AIM–120 AMRAAM rakétán kívül izraeli Python 4 rakéták és DASH–3 sisakkijelzők is a felszerelés részét képzik. A kis ország légiereje repülőgépeinek egy részét külföldön tartja.
Az első megrendelést (Peace Carvin I program), eredetileg a később gyártásba nem vett F–16/79 repülőgép 8 példányára 1985-ben adták le, az időközben Block 15OCU-ra módosított gépeket (4 F–16A, 4 F–16B), melyeknek sárkánya már a korszerűbb F–16C/D Block 30, 1988-ban vették át, Szingapúrba 1990-ben érkeztek meg. A következő megrendelés (8 F–16C, 10 F–16D Block 52, Peace Carvin II) gépeit 1998–99-ben szállították le.
A szingapúri pilóták rendszeresen gyakoroltak amerikában, erre eredetileg F–16A gépeket használtak, ezek selejtezése után, mivel az USAF-nak nem volt szabad kapacitása, közvetlenül a gyártó Lockheed-Martintól béreltek újabb gépeket (4 F–16C, 8 F–16D). A gépeket a bérleti idő lejártával, 1999-ben megvásárolták. Mivel nem az USAF-on keresztül bonyolították a vásárlást, ezért az üzlet nem esett az FMS (Foreign Military Sales, Külföldi Fegyveladás) program hatálya alá, nem kapott külön Peace Carvin nevet.
1999-ben újabb Block 52-es repülőgépeket vásároltak, 10 F–16C-t, és 2 F–16D-t (Peace Carvin III program), ezeket 2002-ig szállították le, majd 2000 nyarán újabb gépek beszerzését jelentették be (20 F–16D Block 52, Peace Carvin IV program), ezeket 2003–2004-ben adták át.

### Szlovákia
Szlovákia 2018 decemberében kötött 1,58 milliárd euró értékű szerződést a Lockheed Martinnal 14 darab negyedik generációs Block 70-es változat vásárlásáról. Az első két példányt a gyártó 2024 januárjában adta át Szlovákiának.

### Thai Királyi Légierő

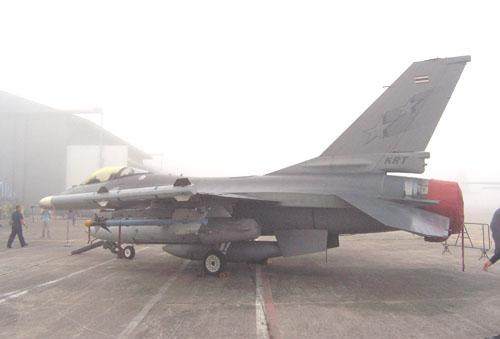
Thai F–16ADF

A Thai Királyi Légierő (KongTup Arkard Thai, Royal Thai Air Force, RTAF) összesen 54 F–16A és B repülőgépet vásárolt, megkapta továbbá Szingapúr hét használt hasonló repülőgépét. A gépek fegyverzetébe integrálták az6 AIM–120 AMRAAM és az izraeli Python 3 légiharc-, az AGM–65 Maverick földi célok elleni rakétát, a GBU–10 és GBU–12 lézerirányítású bombákat, valamint az ATLIS II célmegjelölő és a Rubis navigációs konténert.
Az első 12 repülőgépet (8 F–16A Block 15OCU, 4 F–16B, Peace Naresuan I program), melyeket az eredetileg vásárolni tervezett F–16/79 helyett rendeltek, 1988-ban kapták meg. Már az első megrendelés tárgyalása közben újabb hat F–16A vásárlási szándékát jelentették be, a Peace Naresuan II program gépeit 1990–91-re kapták meg. Az ország második F–16 századát a Block 15OCU, és ezzel az F–16A/B sorozat legutolsó 12+6 gépével 1995–96 folyamán állították fel (Peace Naresuan III). Az ország időközben nyolc F/A–18 Hornet vadászbombázót rendelt, de a kelet-ázsiai gazdasági válság miatt ezeket a gépeket nem tudta kifizetni, ezért az addig teljesített kifizetás ellenében újabb, használt F–16-osokat vásárolt (17 F–16A, 1 F–16B, főleg Block 15ADF gépek, Peace Naresuan IV), ezeket 2002–2003 között szállították le. A Szingapúri Légierő hét gépét 2005-ben kapták meg.

### Kínai Köztársaság Légiereje
A Kínai Köztársaság Légiereje (Chung-kuo Kung Chun, Republic of China Air Force, RoCAF) 150 F–16A/B Block 20-as gépet üzemeltet (120 F–16A Block 20 és 30 F–16B, Peace Fenghuang program), a gépeket 1997–2001 között szállították le, egy komoly fegyvervásárlási program részeként (többek között Mirage 2000-eseket vásároltak Franciaországtól, és legyártottak 130 saját fejlesztésű, az F–16-on alapuló Ching Kuo könnyűvadászt).
Tajvan Kína fenyegetésének ellensúlyozására további 66 F–16C/D (Block 52) vásárlását tervezte 4,9 milliárd dollárért, 30 éve szolgálatban álló F–5-öseinek lecserélésére, de ezt 2009-ben elutasították.

### Török Légierő

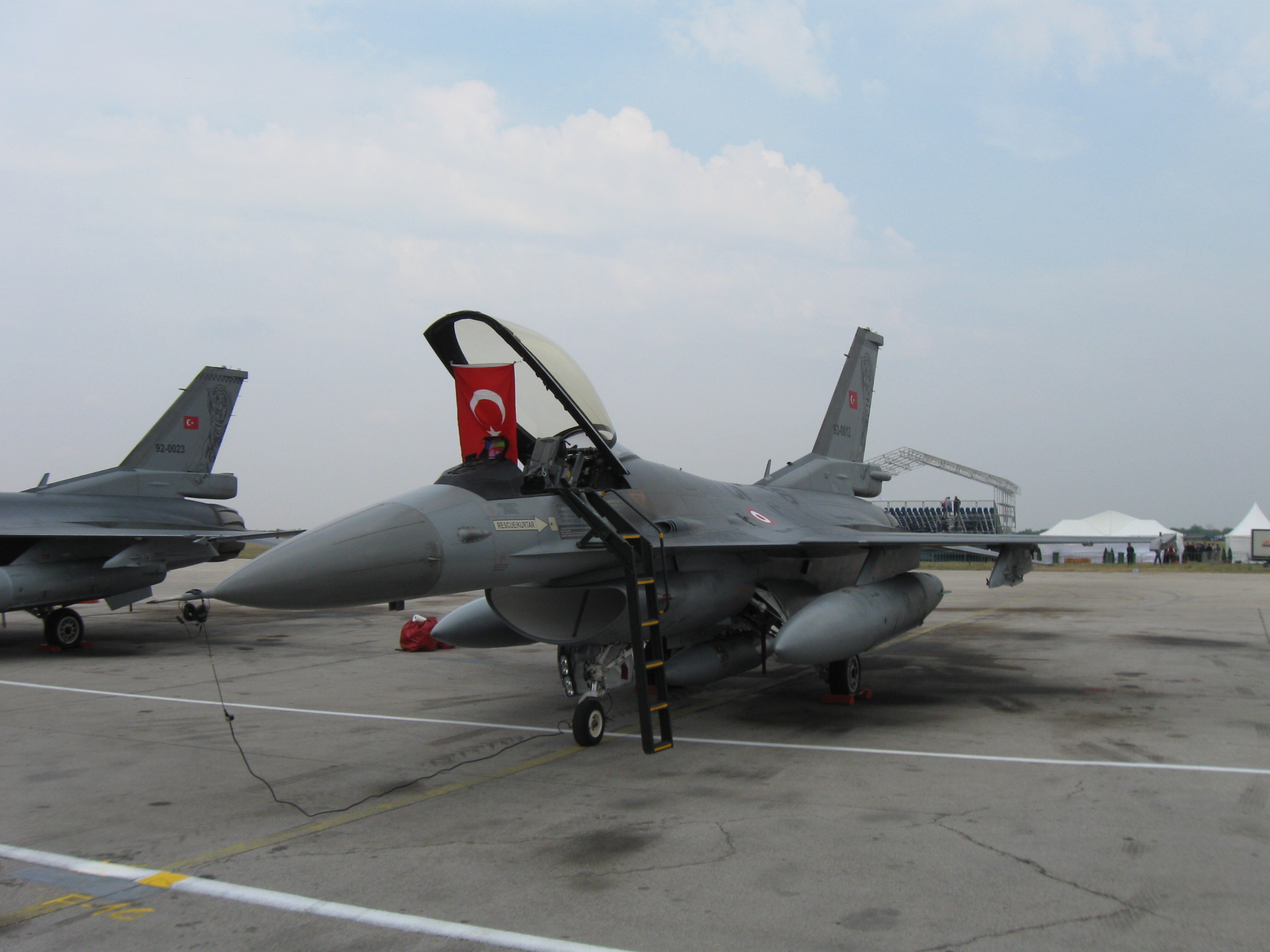
A 93–0012-es török F–16C és mellette a 92–0023-as F–16D parkol a 2009 őszi szerb batajnicai repülőnapon

A Török Légierő (Türk Hava Kuvvetleri, THK) az F–16 egyik legnagyobb üzemeltetője, összesen 240 géppel (mind F–16C/D) rendelkezik, és az országban található az F–16 ötödik gyártósora, a TUSAS (Turkiye Ucak Sanayii AS).
Az első megrendelést 1983-ban jelentették be, ez nem kevesebb, mint 132 F–16C és 24 F–16D vásárlásáról, illetve – nyolc gép híján az összes – helyben legyártásáról szólt (Peace Onyx I program, 43 Block 30, 117 Block 40 gép). Ez a program 160 repülőgép átvételével ért véget. Az első nyolc repülőgépet a Lockheed gyártotta le. A gépeket is az FMS (Foreign Military Sales, Külföldi Fegyvereladás) program keretében gyártják, azaz a török TUSAS-tól az hivatalosan az Amerikai Légierő rendeli meg a gépeket, majd ezután átadja a Török Légierőnek. A szabályt mind a mai napig szigorúan betartják, a török gyártásból kikerült gépeket átrepülik egy közeli amerikai légibázisra, általában a szicíliai Sigonella Haditengerészeti Légitámaszpontra, ott átstartolnak velük, azaz csak érintik a kifutópályát, majd amerikai föld elhagyása után szállítják le a gépet végleges állomáshelyére, a megrendelőnek. A TUSAS emellett a Lockheed alvállalkozójaként szárnyakat, törzsközép- és hátsórészeket is gyárt más F–16-osokhoz, valamint az Egyiptomi Légierő 46 F–16C/D Block 40 gépét (Peace Vector IV) is ők gyártották (Egyiptomba is szigorúan Amerikán keresztül repültek a gépek).
A következő 40 repülőgépet (34 F–16C Block 50 és 6 F–16D Block 50, Peace Onyx II program) 1993-ban rendelték meg, és 1996–97 folyamán kapták meg. Az elhasználódott repülőgépek pótlására újabb 40 gépet rendeltek (26 F–16C Block 50, 14 F–16D, Peace Onyx III program), ezeket 1998–99 között vették át. 2007 májusában újabb 30 Block 50+ gépet rendeltek (Peace Onyx IV program), a 14 F–16C és 16 F–16D-t 2013-ig szállítják le, áruk 2,9 milliárd amerikai dollár.
A török repülőgépek lajstromjai (270 darab; 28 darab megsemmisült – †):
- Peace Onyx I (1983): 43 db Block 30 és 117 db Block 40; 136 db C, 24 db D.

34 db F–16C Block 30 (1987–1990)
86–0066, 86–0067(†), 86–0068, 86–0069, 86–0070, 86–0071, 86–0072
87–0009, 87–0010, 87–0011, 87–0012(†), 87–0013, 87–0014, 87–0015, 87–0016, 87–0017, 87–0018, 87–0019, 87–0020 (391), 87–0021
88–0019, 88–0020, 88–0021, 88–0022(†), 88–0023(†), 88–0024, 88–0025, 88–0026, 88–0027, 88–0028, 88–0029, 88–0030, 88–0031, 88–0032
9 db F–16D Block 30 (1987–1989)
86–0191, 86–0192, 86–0193, 86–0194, 86–0195, 86–0196
87–0002, 87–0003
88–0013
102 db F–16C Block 40 (1990–1995)
88–0033, 88–0034, 88–0035, 88–0036, 88–0037
89–0022, 89–0023, 89–0024, 89–0025, 89–0026, 89–0027, 89–0028, 89–0029(†), 89–0030, 89–0031, 89–0032, 89–0033(†), 89–0034, 89–0035, 89–0036, 89–0037, 89–0038, 89–0039, 89–0040, 89–0041
90–0001, 90–0002(†), 90–0003(†), 90–0004, 90–0005, 90–0006, 90–0007, 90–0008, 90–0009, 90–0010, 90–0011, 90–0012, 90–0013, 90–0014, 90–0015(†), 90–0016, 90–0017, 90–0018, 90–0019, 90–0020, 90–0021
91–0001, 91–0002, 91–0003, 91–0004, 91–0005, 91–0006, 91–0007, 91–0008, 91–0009(†), 91–0010, 91–0011 (Solo Türk), 91–0012, 91–0013, 91–0014, 91–0015, 91–0016, 91–0017, 91–0018, 91–0019(†), 91–0020, 91–0021(†)
92–0001, 92–0002, 92–0003, 92–0004, 92–0005, 92–0006, 92–0007, 92–0008, 92–0009, 92–0010, 92–0011, 92–0012, 92–0013, 92–0014, 92–0015, 92–0016, 92–0017, 92–0018, 92–0019, 92–0020, 92–0021
93–0001, 93–0002, 93–0003, 93–0004, 93–0005, 93–0006, 93–0007, 93–0008, 93–0009, 93–0010, 93–0011, 93–0012, 93–0013, 93–0014(†)
15 db F–16D Block 40 (1990–1994)
88–0014, 88–0015
89–0042, 89–0043, 89–0044, 89–0045
90–0022, 90–0023, 90–0024
91–0022, 91–0023(?†), 91–0024
92–0022, 92–0023, 92–0024
- Peace Onyx II (1993): 40 darab Block 50; 34 db C és 6 db D.

34 db F–16C Block 50 (1996–1997)
93–0657(†), 93–0658, 93–0659, 93–0660, 93–0661, 93–0662(†), 93–0663, 93–0664, 93–0665, 93–0666(†), 93–0667, 93–0668, 93–0669, 93–0670, 93–0671, 93–0672, 93–0673, 93–0674, 93–0675, 93–0676, 93–0677, 93–0678, 93–0679, 93–0680, 93–0681, 93–0682, 93–0683, 93–0684, 93–0685, 93–0686, 93–0687, 93–0688, 93–0689, 93–0690
6 db F–16D Block 50 (1996–1997)
93–0691, 93–0692, 93–0693, 93–0694, 93–0695, 93–0696
- Peace Onyx III (199x): 40 darab Block 50; 26 db C és 14 db D.

26 db F–16C Block 50 (1998–1999)
94–0071, 94–0072, 94–0073, 94–0074, 94–0075, 94–0076, 94–0077, 94–0078, 94–0079, 94–0080, 94–0081, 94–0082, 94–0083, 94–0084, 94–0085, 94–0086, 94–0087(†), 94–0088, 94–0089, 94–0090, 94–0091, 94–0092, 94–0093, 94–0094, 94–0095, 94–0096
14 db F–16D Block 50 (1998–1999)
94–0105, 94–0106, 94–0107, 94–0108, 94–0109, 94–0110
94–1557, 94–1558, 94–1559, 94–1560, 94–1561, 94–1562, 94–1563, 94–1564
- Peace Onyx IV (2007): 30 darab Block 50+; 14 db C és 16 db D.

14 db F–16C Block 50+ (2011–2013)
07–1001 – (07–1014) (még nem adták át ezt a sorozatot)
16 db F–16D Block 50+ (2011–2013)
07–1015, ... (07–1030)

### Venezuelai Légierő
A Venezuelai Légierő 1983-tól összesen 24 darab F–16A block 15-ös repülőgépet vásárolt, ezek közül kettő döntő szerepet játszott a légierő által kezdeményezett 1992. november 27-ei puccs leverésében, ugyanis a puccsisták közül kiugrott két pilótának sikerült megszöknie a puccsisták által birtokolt El Libertador légibázisól, majd máshol a gépeket feltöltve üzemanyaggal, a légierő Caracast támadó gépeit megtámadnia. A két gép négy lázadó repülőgépet (többek között két OV–10 Bronco-t és egy AT–27 Tucano-t) lelőve jelentősen hozzájárult a puccs bukásához.
A gépeket később, izraeli és dél-koreai segítséggel, korszerűsítették: négy gép F100–PW–220E hajtóművet kapott, a gépek elektronikáját kiegészítették lézergiroszkópos tehetetlenségi navigációs rendszerrel, Dash sisakdisplay-jel, fegyverzetükbe integrálták a Python 4 légiharc-rakétákat, a Litening lézeres célmegjelölő konténert, és lézerirányítású bombákat. A bevethető gépek száma az amerikai embargó miatt folyamatosan csökken (tíznél is kevesebb), néhány gépet állítólag Iránnak adtak el 2006 folyamán. 2008-ban hat gép részt vett Brazíliában a Cruzex IV hadgyakorlaton, azaz legalább ennyi hadra fogható gépük még van.

## Harci alkalmazása
Elterjedtsége miatt az F–16 számos fegyveres konfliktusban szerepelt, főleg a Közel-Keleten.

### Arab–izraeli háborúk

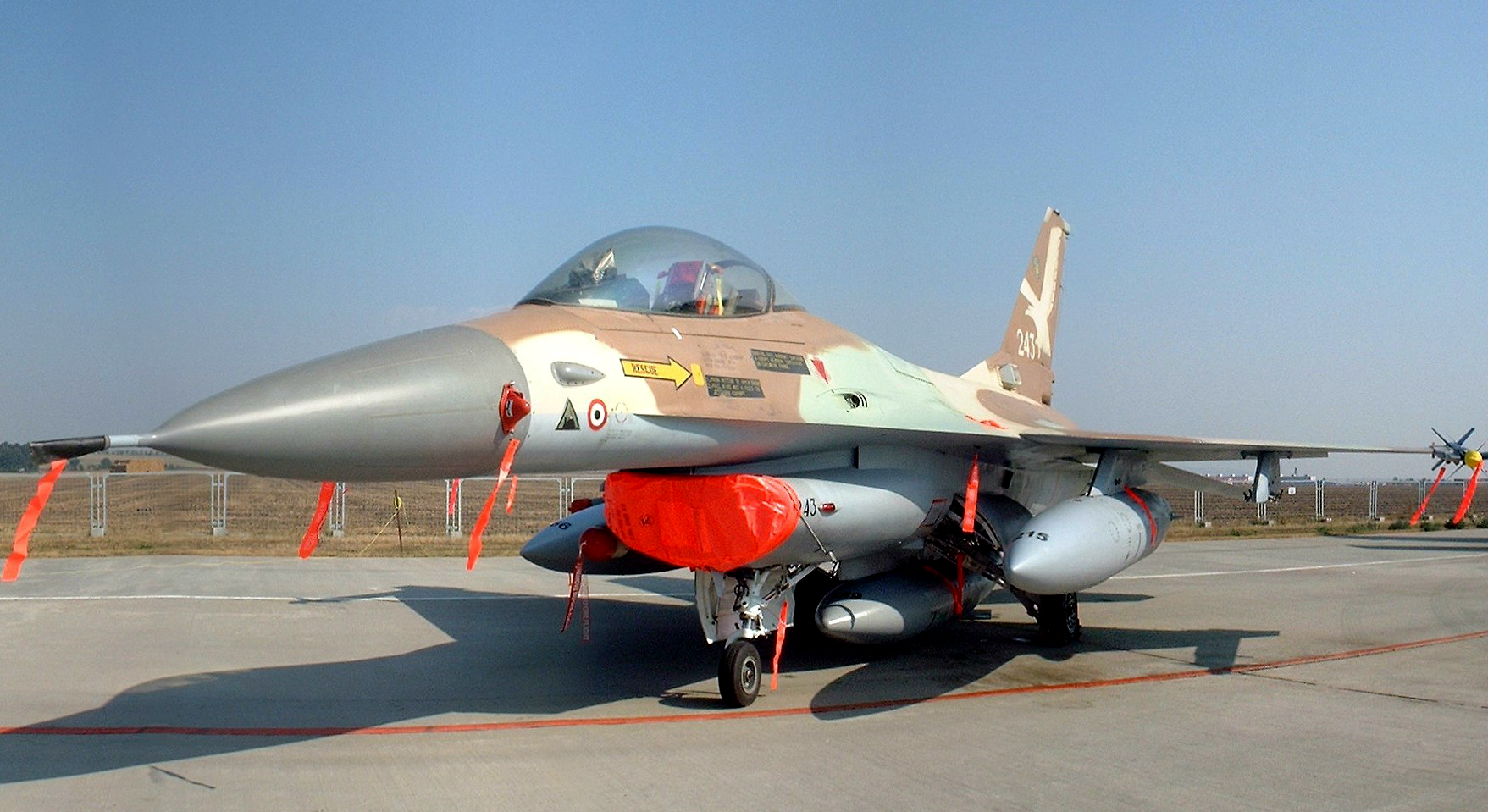
Ilan Ramon F–16A-ja, mellyel részt vett az Opera hadműveletben. A gép orrán látható a hadművelet háromszög alakú emblémája.

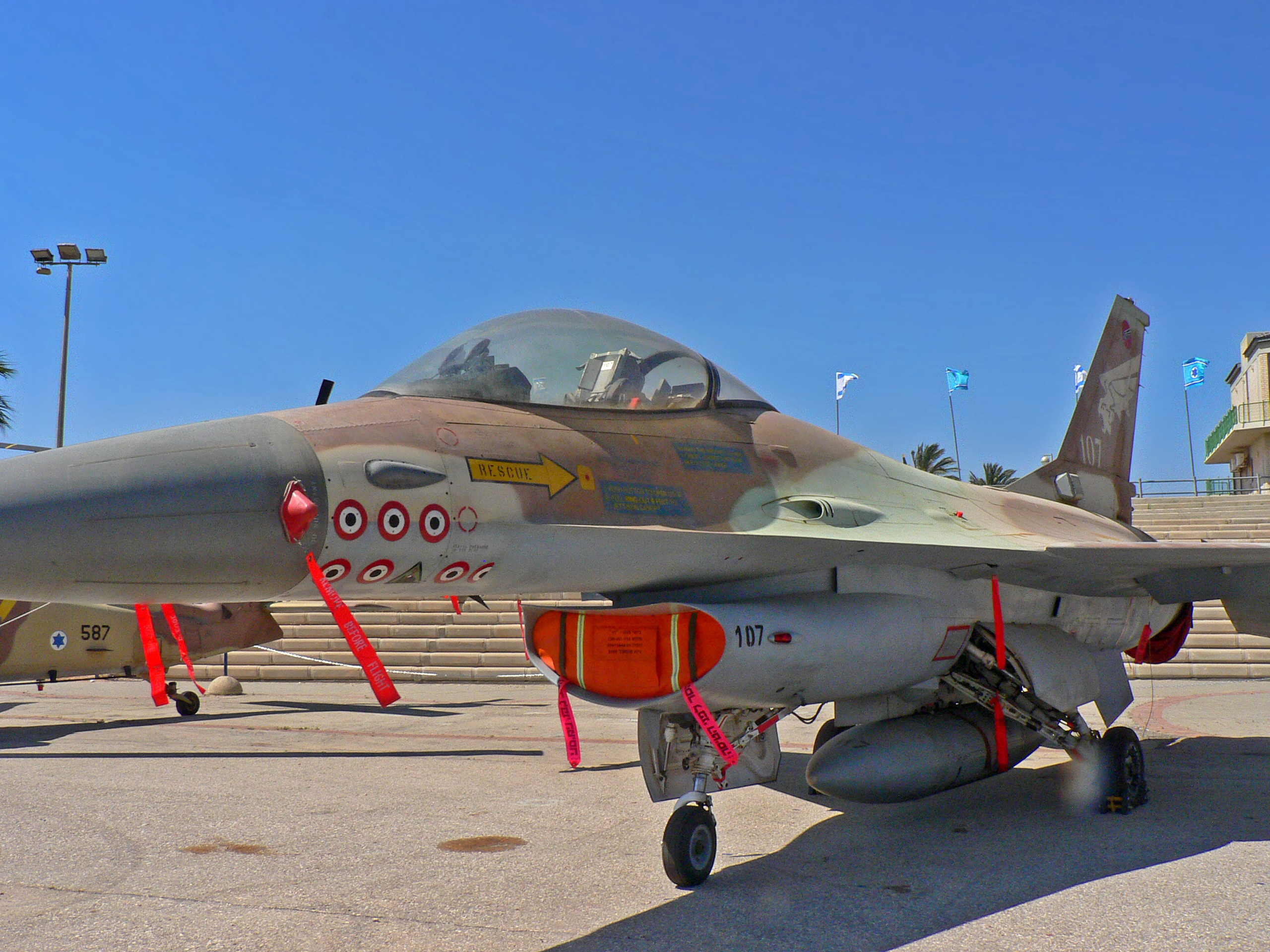
Izraeli F–16A Netz. A 107. lajstromszámú repülőgép hat és fél légigyőzelmet ért el az ötödik arab–izraeli háborúban (egy repülőgépet többedmagával, vagy fegyverhasználat nélkül semmisített meg, ezért a fél légigyőzelem), az alsó négy légigyőzelem közötti kis, háromszög alakú embléma alapján a gép részt vett az Opera hadműveletben.

#### Opera hadművelet
1981-ben az Izraeli Légierő nyolc F–16-osa vett részt az Opera hadműveletben, és még beindítása előtt sikeresen lerombolták a Bagdad melletti Osirak atomreaktort, ahol atomfegyverek számára állítottak volna elő hasadóanyagot.
Még ugyanebben az évben aratták izraeli pilóták a típus első két légigyőzelmét, egy szír Mi–8-as és egy MiG–21-es ellen.

#### Ötödik arab–izraeli háború
1982-ben, a Békét Galileának hadműveletben (az ötödik arab–izraeli háborúban) az izraeli gépek számos alkalommal lőttek le ellenséges repülőgépeket veszteségek nélkül. A háborúban a repülőgépek földi célokat is támadtak.

#### Hatodik arab–izraeli háború
Az F–16-osok részt vettek izraeliek 2006 nyarán Libanon és a Gázai övezet felett végrehajtott hadműveleteiben, bár részvételük mértéke eleddig nem ismeretes. 2006. július 19-én egy izraeli F–16I felszállás közben megsemmisült, mert kidurrant a futómű gumija. A pilóták sikeresen katapultáltak.
2007. szeptember 6-án hajnalban valószínűleg F–16I repülőgépek rombolták le Szíriában, a Dejr-ez-Zór tartományban lévő katonai komplexumot, itt feltehetően hasadóanyagokkal foglalkoztak, katonai célból, észak-koreai segítséggel.

#### 2008. decemberi gázai légitámadás
A 2008. decemberi gázai légitámadásban az izraeli F–16I Soufák döntő szerepet játszottak.

### Afganisztáni háború
Az afganisztáni polgárháború idején a Pakisztáni Légierő F–16-osai több szovjet és afgán vadászbombázó és szállító repülőgépet lőttek le, bár a légi győzelmek pontos száma titkos. Az F–16 első harci vesztesége is ekkor következett be, a géppárparancsnokot saját kísérője lőtte le, később a légiharc-rakéta hibájának tulajdonították a veszteséget. A szovjetek állítása szerint valójában az ő MiG–23BN vadászbombázóik semmisítették meg a repülőgépet, a pakisztáni F–16-os a földi célokat támadó szovjet géppár által ledobott 250 kilogrammos bombákkal ütközött a levegőben. A gép maradványainak nagyfokú roncsolódása is ezt az állítást támasztja alá.

### Iraki hadszíntér

#### Sivatagi Vihar hadművelet
A Sivatagi Vihar hadműveletben az USAF 249 repülőgépe összesen 13 000 bevetést teljesített irak felett, többet bármely más koalíciós típusnál, öt gép elvesztése árán. Három repülőgépet légvédelmi rakétával lőttek le, egy gép az általa ledobott bomba túl korai robbanása, egy pedig hajtóműtűz miatt veszett oda.
Az USAF F–16-osai két légigyőzelmet arattak a Southern Watch hadműveletben.

#### Iraki szabadság hadművelet
Az F–16-osok részt vettek az 1998-as Desert Fox és a 2003-as Iraqi Freedom hadműveletekben is, utóbbiban a földi harc támogatására és a légvédelem lefogására alkalmazták őket. 2006. június 7-én 227 kg-os bombákkal megsemmisítették Abu Muszab al Zarkavi rejtekhelyét.

### Délszláv háború
Az F–16-osok aktív szerepet játszottak a NATO 1994–1995-ös boszniai békefenntartó missziójában (egy gépet lelőtt a légvédelem, a pilótát, Scott O'Grady-t kiszabadították), Jugoszlávia 1999-es bombázásában, valamint 2001 óta az afganisztáni hadműveletekben.
Az USAF F–16-osai négy légigyőzelmet arattak Bosznia felett (ebből hármat Robert C. Wright ért el 1994. február 28-án, a légtérzárat megsértő szerb Jastrebek ellen), kettőt az Allied Force hadműveletben Jugoszlávia felett (egy holland F–16-os is ért el itt légigyőzelmet).
Egy F–16D-t a Török Légierő veszített el 1996. október 8-án, az Égei-tenger feletti szokásos török–görög légi konfliktusok egyikében, mikor egy görög Mirage 2000 Magic-2 rakétával (állítólag véletlenül) lelőtte. 2006 májusában egy török és egy görög F–16-os ütközött össze intenzív manőverezés közben, a görög gép pilótája meghalt.

## Korszerűsítési programok
A típus korszerűsítési programjait főként a korábban gyártására berendezkedett üzemek végzik el. Az Amerikai Légierő állományában levőket a Hill Légierő-bázison építik át folyamatosan, továbbá az Európában állomásozó alakulatokat (USAFE) többnyire más gyárakkal végeztetik el díjazás fejében. Ilyen az Ankara melletti TUSAS gyár, a görög HAI (Hellenic Aerospace Industries), illetve MLU-átépítéseket végeznek Portugáliában és Dél-Koreában is. Izraelben szintén végeznek, rendszerint saját légierejének megrendelésére átépítéseket (ld. ACE).

### MSIP (Multinational Staged Improvement Program)
Az F–16 rendszerbe állításakor úgy vélték, hogy az eredetileg tervezett könnyűvadász az európai hadszíntérre nem megfelelő, ide egy komolyabb repülőgép kell, emellett Európa kedvezőtlenebb időjárásához is bonyolultabb műszerezettségre volt szükség, ezért a korai F–16-osokat, több lépcsőben, elkezdték továbbfejleszteni.
- MSIP I

A repülőgépeket megerősítették és bekábelezték az AMI–120 AMRAAM rakéták hordozásához, új navigációs rendszert kaptak, valamint beépített elektronikus zavarórendszert. A program eredménye lett a Block 15 változat.
- MSIP II

A Block 25 (F–16 C/D) változatot eredményező korszerűsítési program.
- MSIP III

A program végeredménye a Block 50/52 (F–16CJ/DJ).

### MLU (Mid Life Update)

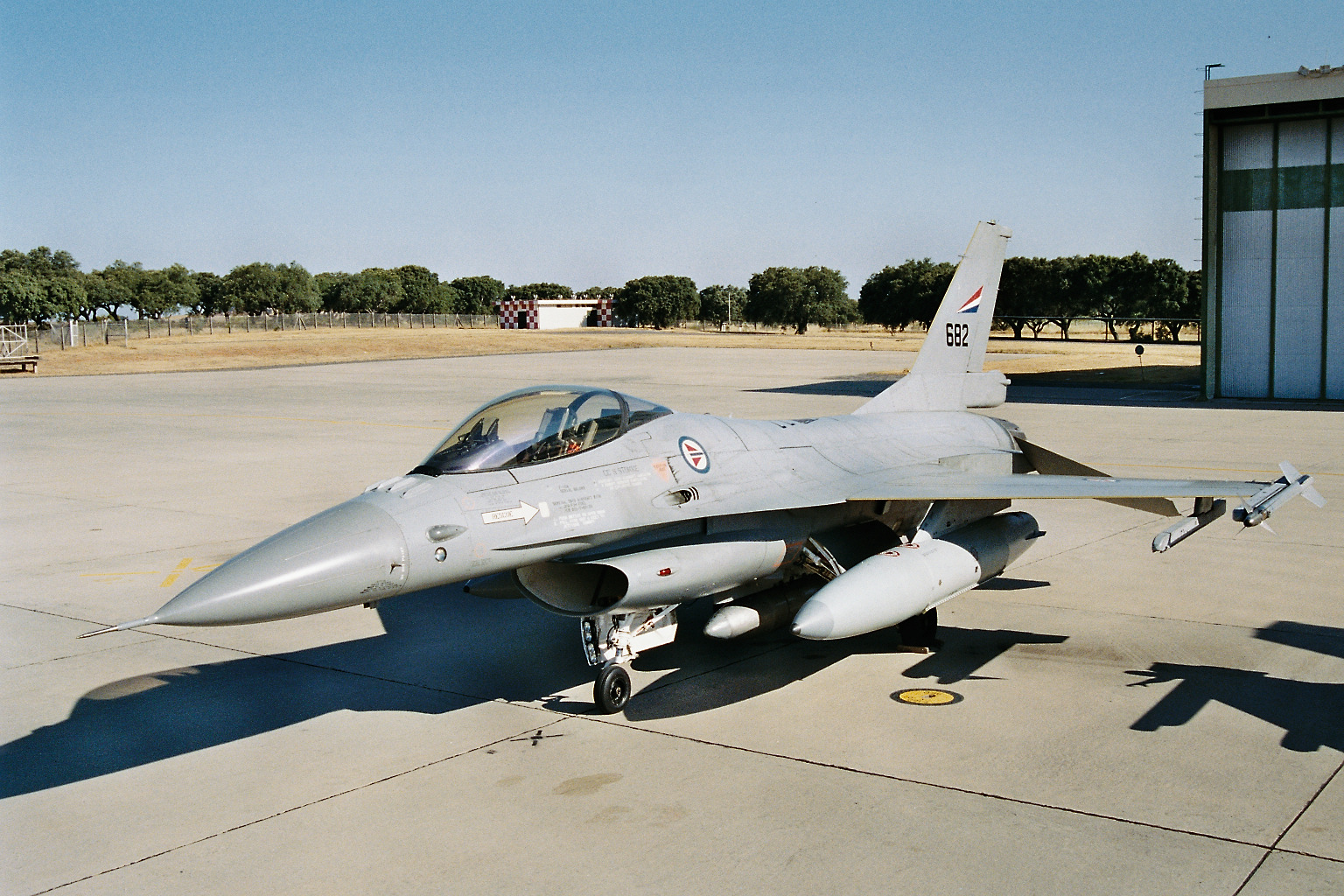
Norvég F–16AM

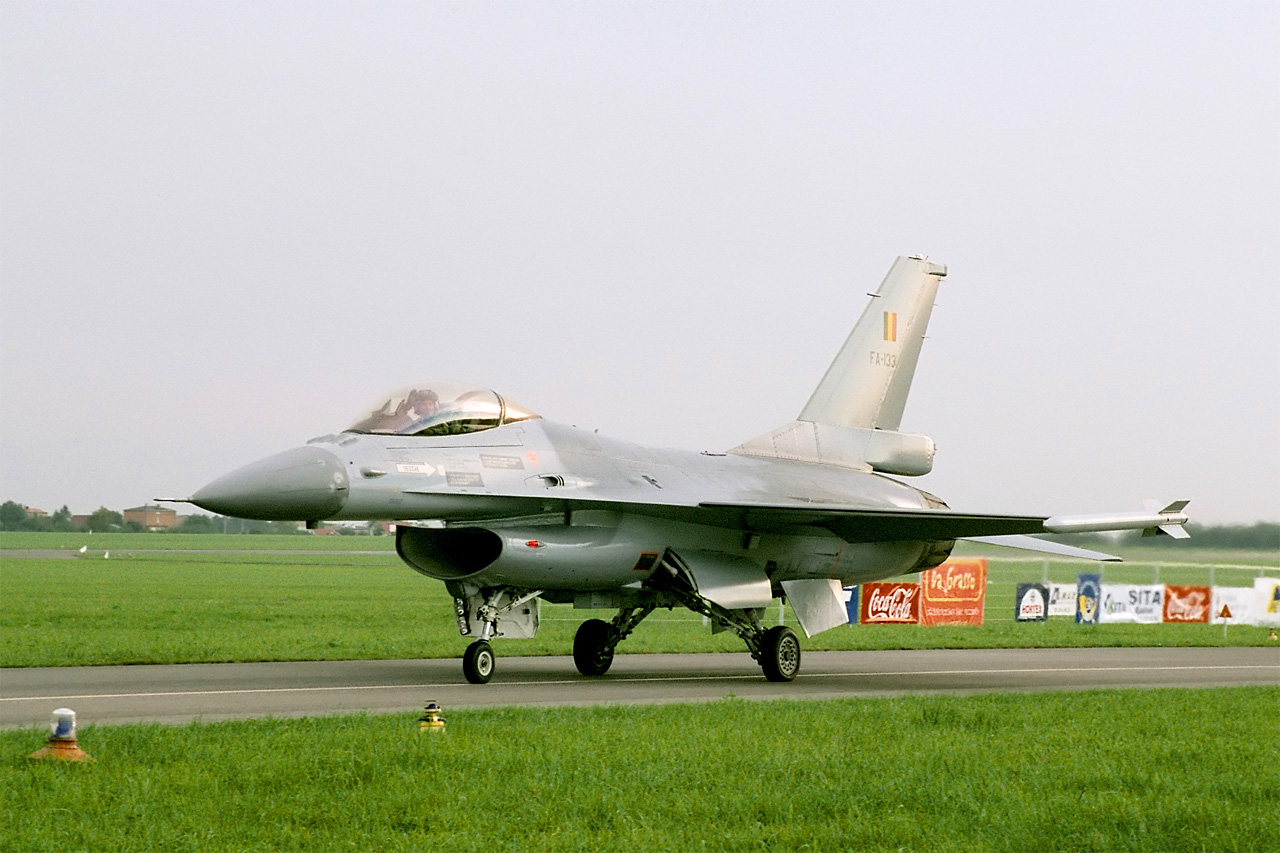
Belga F–16AM

A négy eredeti európai megrendelő (Hollandia, Belgium, Dánia, Norvégia) valamint Portugália közös, folyamatos korszerűsítési programja. Az első gépek 1998-ban álltak hadrendbe, elnevezésük F–16AM/BM lett.
A pilótafülkét a Block 50-es gépekhez hasonlóan korszerűsítik. Két Honeywell folyadékkristályos képernyő, nagy látószögű HUD, éjjellátóval kompatibilis világítás, és sisakba épített kijelzők kerülnek beépítésre. Az elektronika lézergyűrűs tehetetlenségi navigációs rendszerrel és GPS-vevővel, új, AN/APX–111 saját-idegen felismerőrendszerrel bővül. A lokátort az AN/APG–66 (V) 2A standardra korszerűsítik. A hajtómű F100–PW–220. A levegőbeömlőnyílás két oldalára felszerelik a LANTIRN konténerek felfüggesztő csomópontjait.
Az MLU program is többszintű, a fejlesztések legalább 2009-ig tartanak.
- M1

Eredeti standard, 1998-tól elérhető.
- M2

Kisebb szoftverfejlesztés, 2000-ben az összes korábbi gépet erre a szintre hozták fel.
- M3

A szoftver fejlesztése mellett az elektronikát is korszerűsítették, a Link–16 és a HMCS sisakdisplay beépítésével.
- M4/M4+

Az amerikaiakkal közös program, az amerikai továbbfejlesztett Block 50-esek kapják az M4+/M5+ szoftvert. Többek között a HMCS kezelőszoftverét korszerűsítették, valamint a gépek kompatibilissé váltak a korszerűbb célmegjelölő konténerek (Sniper XR, PANTERA) kezelésére.
A gépek alkalmassá váltak a nagy szögeltérítéssel indítható rakéták hordozására (AIM–9X, IRIS–T).
- M5/M5+

Többek között a GPS korszerűsítése.

### CCIP (Common Configuration Improvement Program)
A továbbfejlesztés célja az USAF összes Block 40/42/50/52 sorozatú repülőgépének egységes szintre hozása, az elérhető legkorszerűbb avionika (hardver és szoftver is) beépítésével: Link 16 adattovábbító rendszer (Multifunctional Information Distribution System, MIDS), sisakba épített monitor (Joint Helmet Mounted Cueing System, JHMCS), az új, moduláris, nyitott architektúrájú fedélzeti számítógép (Modular Mission Computer, MMC), színes kijelzők és azok jelgenerátora. A CCIP program részben közös az európai MLU programmal. Az első átalakított gépet 2000 decemberében adták át.

### Falcon Up
A program célja a repülőgépek szerkezeti megerősítése, és több kisebb átalakítás. A korábbi, Block 25/30/32-es gépek élettartamát 6000 repült órára, a Block 40/42 gépekét 8000 órára növelik.

### F–16 ACE
Az ACE (Avionics Capabilities Enhancement) programot az Israeli Aircraft Industries által vezetett cégcsoport dolgozta ki, az izraeli cégek által gyártott felszerelésekre alapozva.

### Sure Strike
Az avianoi 31st Fighter Wing Block 40 sorozatú repülőgépeit a Bosznia feletti bevetések támogatására kismértékben korszerűsítették: a pilótafülke világítását kompatibilissé tették az éjjellátó szemüvegekkel, valamint beépítették az IDM (Improvised Data Modem, Korszerűsített Adatmodem) berendezést, melynek segítségével a repülőgép az Előretolt Légi Irányítóktól (FAC, Forward Air Controller) a célok földrajzi koordinátáit (szélesség, hosszúság és tengerszint feletti magasság) át tudja venni, majd a navigációs rendszer a HUD-on ki tudja jelezni, így a repülőgép pilótájának nem kell foglalkoznia a célok keresgélésével, lényegesen hamarabb a helyszínre tud érni. A berendezést a kereskedelemben már kapható eszközökből építették (valamint megírták a megfelelő szoftvereket) 13 hét alatt, ezért a korszerűsítés meglehetősen olcsó. A Block 40 sorozattól, valamint az MLU programon átesett repülőgépeken megtalálható a rendszer.

### Gold Strike
A Sure Strike rendszer továbbfejlesztése. Az IDM-et alkalmassá tették valós idejű, kétirányú mozgókép-továbbításra, azaz a repülőgépen megjeleníthető egy tetszőleges másik gép által látott cél, és a gép is el tud látni más gépeket adatokkal. Az új funkciókat kizárólag új szoftverekkel biztosítják, a gépek elektronikáján ehhez nem kellett változtatásokat végrehajtani.

### Have Glass
A programot a nyolcvanas évek elején folytatták, célja az F–16 radarsugárzás-visszaverő képességének csökkentése volt. A gépek ekkor kapták meg a jól ismert, aranyszínű bevonatot a pilótakabin tetejére, mely szórja a rádiósugárzást, több helyen radarabszorbens anyagokat alkalmaztak. A 2000-es években felújították a programot, több gépet kísérleti radarhullám-elnyelő festéssel láttak el az F-22 festésének mintájára.